# ヤング720
『ヤング720』（ヤングセブンツーオー）は、1966年10月31日から1971年4月3日まで毎週月 - 土曜日の7:20 - 8:00（後に7:30 - 8:10→7:25 - 8:05）に東京放送(TBS)（土曜のみ朝日放送(ABC)）制作で放送された、トークと音楽が中心の若者向け情報番組（ワイドショー番組）である。制作局のTBSをはじめ、夕方の時間帯に再放送も行われていた放送局もあった。全1373回放送。基本的にはモノクロ放送だが、不定期でカラー放送を実施（「#カラー放送について」を参照）。

## 概要
ファッション、映画、星占い等、ターゲットを若者に絞込み話題・流行を取り入れTBS系列外にもネット局を増やしていった。
途中からグループサウンズブームの到来でブルー・コメッツ、ザ・テンプターズ、オックス、ザ・スパイダース、ザ・タイガースなどをキャスティングした。
曜日別に司会者が替わっている。若手バンドの“ヤングミュージック”、ゲストコーナーの“若い広場”などのコーナーが、関口宏、竹脇無我、松山英太郎、小川知子、由美かおる、大原麗子の司会グループが交互出演（後に文化放送を経てフリーアナウンサーに転向した土居まさるらが参加）。
土曜日のABC制作分には、当時「ABCヤングリクエスト」で人気を博していた同社のアナウンサー道上洋三が司会を務めた。
1987年7月12日放送の「テレビ探偵団」（ゲスト：関口宏）では、現存する映像としてオープニングと5秒程度の本編の断片的なモノクロ映像が紹介された。また、同番組の1988年5月8日放送回（ゲスト：岡崎友紀）では、土居、岡崎、せんだみつお、山本リンダらが出演したグアムロケ回のカラー映像（1970年8月26日放送、第1189回）が紹介されている。

## 放送時間
| 期間           | 期間           | 放送時間（日本時間）              |
| -------------- | -------------- | --------------------------------- |
| 1966年10月31日 | 1968年09月28日 | 月曜 - 土曜 07:20 - 08:00（40分） |
| 1968年09月30日 | 1969年09月27日 | 月曜 - 土曜 07:30 - 08:10（40分） |
| 1969年09月29日 | 1971年04月03日 | 月曜 - 土曜 07:25 - 08:05（40分） |

## カラー放送について
この番組は基本的にはモノクロ放送だが、不定期でカラー放送を実施している。

カラー放送回は以下の通り
- 1968年 - 7月17日（第533回）
- 1969年 - 2月14日（第711回）、4月1日（第750回）、10月1日（第907回）
- 1970年 - 1月23日（第1005回）、8月3日（第1169回）、8月26日（第1189回）、9月30日（第1219回）
- 1971年 - 1月1・2・4・5の各日（第1299～1302回）、3月31日～4月3日（番組終了）（第1375～8回）

## 出演者

### 司会
- 松山英太郎（1966年10月 - 1968年4月） - 第1回の司会を担当。
- 関口宏（1966年11月 - 1968年12月）
- 竹脇無我（1966年11月 - 1967年9月、1967年4月以降は田辺靖雄と隔週）
- 由美かおる（1966年10月 - 1968年6月） - 第1回の司会を担当。
- 大原麗子（1966年11月 - 1967年6月、1967年4月以降は恵とも子と隔週）
- 小川知子（1966年11月 - 1967年3月）
- 田辺靖雄（1967年4月 - 9月、竹脇無我と隔週）
- 恵とも子（1967年4月 - 12月、6月までは大原麗子と隔週）
- ジュディ・オング（1967年4月 - 9月）
- 山内賢（1967年10月 - 1968年9月）
- 小橋玲子（1967年10月 - 1970年3月）
- 川口晶（1968年1月 - 1968年9月） - 同年5月のみ藤田淑子が代行。
- 小柳徹（1968年4月 - 1969年3月）
- 江美早苗（1968年6月 - 9月）
- 黒澤久雄（1968年10月 - 1969年12月）
- プラバー・シェス（1968年10月 - 1969年3月）
- 小山ルミ（1968年10月 - 1969年10月）
- 北山修（1969年1月 - 9月）
- 大石悟郎（1969年4月 - 1970年2月、10月 - 1971年3月）
- 早瀬久美（1969年4月 - 1970年2月）
- 目黒祐樹（1969年10月 - 1970年2月）
- 岡崎友紀（1969年11月 - 9月）
- 土居まさる（1970年3月 - 9月）
- 青木英美（1970年3月 - 9月）
- 可愛和美（1970年3月 - 9月）
- 岸ユキ（1970年3月 - 9月）
- 小西まち子（1970年3月 - 9月）
- 吉沢京子（1970年3月 - 9月）
- 岡田可愛（1970年6月 - 9月）
- Kとブルンネン（1970年10月 - 1971年3月）
- 市地洋子（1970年10月 - 1971年3月）
- おちゆうじ（1970年10月 - 1971年3月）
- 久万里由香（1970年10月 - 1971年3月）
- 道上洋三（当時朝日放送アナウンサー、1970年10月 - 1971年4月、土曜版）

司会グループの交替シフトの変遷
- 最初期（1966年10月31日 - 12月3日） - 3組の男女司会コンビがそれぞれ1週間ずつ交代で司会を担当。
- 1966年12月 - 1970年2月 - 3組の男女司会コンビにつき2曜日ずつ交代で担当。
- 1970年3月 - 9月 - 男性司会者が土居まさるに一本化、これに伴い女性司会者の担当シフトが週1回に短縮される。
- 1970年10月 - 1971年4月 - 平日版は3組の司会コンビによる曜日交代制（金曜のみ週1回担当）に変更。土曜版はアナの道上洋三が単独で進行を担当。

### その他のレギュラー・準レギュラー
- 大沢悠里（当時TBSアナウンサー、リポーター）
- 本田綾子（当時TBSアナウンサー、リポーター）[4]
- マリー・オリギン （八星占術のコーナー）
- 森川千恵子
- 吉村実子
- 高山ナツキ

ほか

## ネット局
系列は当時の系列。
| 放送対象地域 | 放送局       | 系列                                 | 備考                                             |
| ------------ | ------------ | ------------------------------------ | ------------------------------------------------ |
| 関東広域圏   | 東京放送     | TBS系列                              | 平日版制作局 現・TBSテレビ                       |
| 近畿広域圏   | 朝日放送     | TBS系列                              | 土曜版制作局 現・朝日放送テレビ                  |
| 北海道       | 北海道放送   | TBS系列                              |                                                  |
| 青森県       | 青森テレビ   | NETテレビ系列 TBS系列                | 1969年12月開局から                               |
| 岩手県       | 岩手放送     | TBS系列                              | 現・IBC岩手放送                                  |
| 宮城県       | 東北放送     | TBS系列                              |                                                  |
| 秋田県       | 秋田放送     | 日本テレビ系列                       | 1970年から                                       |
| 山形県       | 山形放送     | 日本テレビ系列                       | 1968年4月から                                    |
| 山梨県       | 山梨放送     | 日本テレビ系列                       | 1968年4月から1970年3月まで                       |
| 山梨県       | テレビ山梨   | TBS系列                              | 1970年4月開局から                                |
| 新潟県       | 新潟放送     | TBS系列                              |                                                  |
| 長野県       | 信越放送     | TBS系列                              |                                                  |
| 静岡県       | 静岡放送     | TBS系列                              |                                                  |
| 富山県       | 北日本放送   | 日本テレビ系列                       | 1968年9月30日から                                |
| 石川県       | 北陸放送     | TBS系列                              | 1968年9月30日から                                |
| 福井県       | 福井放送     | 日本テレビ系列                       | 1968年4月から                                    |
| 中京広域圏   | 中部日本放送 | TBS系列                              | 現・CBCテレビ                                    |
| 島根県       | 山陰放送     | TBS系列                              | 1968年4月から、当時の放送エリアは島根県のみ      |
| 岡山県       | 山陽放送     | TBS系列                              | 現・RSK山陽放送 当時の放送免許エリアは岡山県のみ |
| 広島県       | 中国放送     | TBS系列                              |                                                  |
| 山口県       | 山口放送     | 日本テレビ系列                       | 1970年3月まで                                    |
| 山口県       | テレビ山口   | TBS系列 フジテレビ系列 NETテレビ系列 | 1970年4月開局から                                |
| 徳島県       | 四国放送     | 日本テレビ系列                       | 1968年4月から                                    |
| 愛媛県       | 南海放送     | 日本テレビ系列                       | 1967年4月10日から                                |
| 高知県       | 高知放送     | 日本テレビ系列                       | 1969年4月から1970年3月まで                       |
| 高知県       | テレビ高知   | TBS系列                              | 1970年4月開局から                                |
| 福岡県       | RKB毎日放送  | TBS系列                              |                                                  |
| 長崎県       | 長崎放送     | TBS系列                              | 1969年4月から                                    |
| 熊本県       | 熊本放送     | TBS系列                              | 1969年4月から                                    |
| 大分県       | 大分放送     | TBS系列                              |                                                  |
| 宮崎県       | 宮崎放送     | TBS系列                              | 1967年から                                       |
| 鹿児島県     | 南日本放送   | TBS系列                              |                                                  |
| 琉球政府     | 琉球放送     | TBS系列                              | 1969年から、当時は米国の統治下                   |

## 放送リスト

### 1966年
| 1966年放送リスト | 1966年放送リスト  | 1966年放送リスト      | 1966年放送リスト                                                      | 1966年放送リスト                                     | 1966年放送リスト |
| 回数             | 放送日 （1966年） | 司会                  | ゲスト                                                                | 備考                                                 |                  |
| ---------------- | ----------------- | --------------------- | --------------------------------------------------------------------- | ---------------------------------------------------- | ---------------- |
| 第0001回         | 10月31日          | 松山英太郎 由美かおる | 弘田三枝子、岡田真澄、柳家小さんほか                                  | -                                                    |                  |
| 第0002回         | 11月1日           | 松山英太郎 由美かおる | 西郷輝彦、城卓矢、林家珍平ほか                                        | -                                                    |                  |
| 第0003回         | 11月2日           | 松山英太郎 由美かおる | 笠置シヅ子、恩地日出夫、湯川れい子ほか                                | -                                                    |                  |
| 第0004回         | 11月3日           | 松山英太郎 由美かおる | 佐々木新一、野末陳平、淀川長治ほか                                    | -                                                    |                  |
| 第0005回         | 11月4日           | 松山英太郎 由美かおる | 古谷敏、日野てる子、玉川良一ほか                                      | -                                                    |                  |
| 第0006回         | 11月5日           | 松山英太郎 由美かおる | Wけんじ、恵とも子、池谷佳子、門馬寛明ほか                             | -                                                    |                  |
| 第0007回         | 11月7日           | 関口宏 大原麗子       | 堀内恒夫、田辺靖雄、三遊亭圓楽ほか                                    | -                                                    |                  |
| 第0008回         | 11月8日           | 関口宏 大原麗子       | スウィング・ウエスト、桂小南ほか                                      | -                                                    |                  |
| 第0009回         | 11月9日           | 関口宏 大原麗子       | 森進一、柳家金語楼、伊丹一三、黒柳徹子ほか                            | -                                                    |                  |
| 第0010回         | 11月10日          | 関口宏 大原麗子       | 北原謙二、ザ・ディポーティーズ、前田武彦ほか                          | -                                                    |                  |
| 第0011回         | 11月11日          | 関口宏 大原麗子       | 奥村チヨ、野坂昭如、木の実ナナほか                                    | -                                                    |                  |
| 第0012回         | 11月12日          | 関口宏 大原麗子       | 槇みちる、ザ・ワイルドワンズ、門馬寛明ほか                            | -                                                    |                  |
| 第----回         | 11月14日          | -                     | -                                                                     | 特別番組全日空機墜落事故放送のため、休止             |                  |
| 第0013回         | 11月15日          | 竹脇無我 小川知子     | ファイブ・サウンズほか                                                | -                                                    |                  |
| 第0014回         | 11月16日          | 竹脇無我 小川知子     | ブルー・ジーンズ、梶光夫、フォークレブランスほか                      | -                                                    |                  |
| 第0015回         | 11月17日          | 竹脇無我 小川知子     | アニタ・シア、横内章次カルテット、大橋巨泉ほか                        | -                                                    |                  |
| 第0016回         | 11月18日          | 竹脇無我 小川知子     | ザ・スパイダース、木の実ナナ、栗原玲児ほか                            | -                                                    |                  |
| 第0017回         | 11月19日          | 竹脇無我 小川知子     | 山下敬二郎とレッドコースターズ、古都清乃ほか                          | -                                                    |                  |
| 第0018回         | 11月21日          | ？                    | 有田弘二、薗田憲一とデキシーキングス、岡田真澄ほか                    | -                                                    |                  |
| 第0019回         | 11月22日          | ？                    | 島和彦、ザ・ワイルドワンズ、仁戸田六三郎ほか                          | -                                                    |                  |
| 第0020回         | 11月23日          | ？                    | ザ・サベージ、北島三郎、楠本憲吉ほか                                  | -                                                    |                  |
| 第0021回         | 11月24日          | ？                    | 三田明、津々美洋とオールスターズ・ワゴン、藤原弘達ほか                | -                                                    |                  |
| 第0022回         | 11月25日          | ？                    | 槇みちる、増田貴光、桜井センリほか                                    | -                                                    |                  |
| 第0023回         | 11月26日          | ？                    | 荒木一郎、近藤真柄、ジミー竹内とジ・エキサイターズほか                | -                                                    |                  |
| 第----回         | 11月28日          | -                     | -                                                                     | 宇宙中継「ハリウッドからのあいさつ」放送のため、休止 |                  |
| 第0024回         | 11月29日          | ？                    | 竹内徹夫とザ・スプーニイズ、秋美子、滝本守夫ほか                      | -                                                    |                  |
| 第0025回         | 11月30日          | ？                    | 望月浩、ブルー・ジーンズ、大竹省二、ともしびの会ほか                  | -                                                    |                  |
| 第0026回         | 12月1日           | ？                    | 扇ひろこ、ダニー飯田とパラダイスキング、林家三平ほか                  | -                                                    |                  |
| 第0027回         | 12月2日           | 関口宏 大原麗子       | 奥村チヨ、大辻伺郎、東京ビートルズほか                                | -                                                    |                  |
| 第0028回         | 12月3日           | ？                    | 布施明、都家かつ江、井上宗孝とシャープ・ファイブほか                  | -                                                    |                  |
| 第0029回         | 12月5日           | ？                    | ザ・スパイダース、森進一、岡田真澄ほか                                | -                                                    |                  |
| 第0030回         | 12月6日           | 松山英太郎 由美かおる | ジャッキー吉川とブルーコメッツ、田辺靖雄、桂米丸ほか                  | -                                                    |                  |
| 第0031回         | 12月7日           | ？                    | 石坂浩二、なべおさみ、遠藤光男、クッキーズほか                        | -                                                    |                  |
| 第0032回         | 12月8日           | ？                    | 横内章次カルテット、田代美代子、清川虹子ほか                          | -                                                    |                  |
| 第0033回         | 12月9日           | ？                    | 望月浩、フリーランサーズ、柳家つばめほか                              | -                                                    |                  |
| 第0034回         | 12月10日          | ？                    | ザ・スパイダース、ジェリー藤尾、沢リリ子ほか                          | -                                                    |                  |
| 第0035回         | 12月12日          | ？                    | ダニー飯田とパラダイスキング、岡田真澄、山本リンダほか                | -                                                    |                  |
| 第0036回         | 12月13日          | 竹脇無我 小川知子     | 長沢純、東京ビートルズほか                                            | -                                                    |                  |
| 第0037回         | 12月14日          | ？                    | 弘田三枝子、ロミ・山田、藤田小女姫、久里千春ほか                      | -                                                    |                  |
| 第0038回         | 12月15日          | 松山英太郎 由美かおる | 伊東ゆかり、柳家小せん (4代目)ほか                                    | -                                                    |                  |
| 第0039回         | 12月16日          | ？                    | クレージー・ウエスト、木の実ナナ、中村真一郎ほか                      | -                                                    |                  |
| 第0040回         | 12月17日          | ？                    | ザ・サベージ、加藤登紀子、月の家圓鏡ほか                              | -                                                    |                  |
| 第0041回         | 12月19日          | ？                    | ザ・スパイダース、ザ・フォーク・クルセイダーズほか                    | -                                                    |                  |
| 第0042回         | 12月20日          | ？                    | ジャッキー吉川とブルーコメッツ、原トシハルとB&Bセブン、尾藤イサオほか | -                                                    |                  |
| 第0043回         | 12月21日          | ？                    | 石津啓介、東ひかり、平林たい子ほか                                    | -                                                    |                  |
| 第0044回         | 12月22日          | ？                    | ダニー飯田とパラダイスキング、セントポール、日野てる子ほか            | -                                                    |                  |
| 第0045回         | 12月23日          | ？                    | 赤木二郎、甲斐大作ほか                                                | 副題「フォークソング情報」                           |                  |
| 第0046回         | 12月24日          | ？                    | 山田太郎、原トシハルとB&Bセブン、フォーク・ウェブスほか               | -                                                    |                  |
| 第0047回         | 12月26日          | ？                    | 薗田憲一とデキシーキングス、いしだあゆみ、牧伸二ほか                  | -                                                    |                  |
| 第0048回         | 12月27日          | ？                    | ジャッキー吉川とブルーコメッツ、三保敬太郎、水前寺清子ほか            | -                                                    |                  |
| 第0049回         | 12月28日          | ？                    | ジミー時田とマウンテンプレイボーイズ、新川二郎ほか                    | -                                                    |                  |
| 第0050回         | 12月29日          | ？                    | ジ・アウトロウズ、島倉千代子、三遊亭小圓遊ほか                        | -                                                    |                  |
| 第0051回         | 12月30日          | ？                    | ザ・サベージ、北島三郎、フォーレスターズほか                          | -                                                    |                  |
| 第0052回         | 12月31日          | 関口宏 大原麗子       | 都はるみ、世志凡太とモンスターズほか                                  | -                                                    |                  |

### 1967年上半期
| 1967年上半期放送リスト | 1967年上半期放送リスト | 1967年上半期放送リスト | 1967年上半期放送リスト                                                                       | 1967年上半期放送リスト                       | 1967年上半期放送リスト |
| 回数                   | 放送日 （1967年）      | 司会                   | ゲスト                                                                                       | 備考                                         |                        |
| ---------------------- | ---------------------- | ---------------------- | -------------------------------------------------------------------------------------------- | -------------------------------------------- | ---------------------- |
| 第0053回               | 1月2日                 | 松山英太郎 由美かおる  | 弘田三枝子ほか                                                                               | -                                            |                        |
| 第0054回               | 1月3日                 | ？                     | ザ・スパイダース、望月浩、有田弘二、藤原弘達ほか                                             | -                                            |                        |
| 第0055回               | 1月4日                 | ？                     | 美樹克彦、萩原秀樹クインテット、石井祥子ほか                                                 | -                                            |                        |
| 第0056回               | 1月5日                 | ？                     | 手塚しげお、秋本薫クインテット、由利徹ほか                                                   | -                                            |                        |
| 第0057回               | 1月6日                 | ？                     | 吉永小百合、横内章次カルテット、三遊亭小金馬ほか                                             | -                                            |                        |
| 第0058回               | 1月7日                 | ？                     | ダニー飯田とパラダイスキング、久保浩、桜京美、門馬寛明ほか                                   | -                                            |                        |
| 第0059回               | 1月9日                 | ？                     | 新川二郎、岡田真澄、ドン・ファーアーズ、金原亭馬の助 (初代)ほか                              | -                                            |                        |
| 第0060回               | 1月10日                | ？                     | 島和彦、東野英治郎、ジャッキー吉川とブルーコメッツほか                                       | -                                            |                        |
| 第0061回               | 1月11日                | ？                     | 柏木由紀子、ザ・ワイルドワンズ、板垣直子ほか                                                 | -                                            |                        |
| 第0062回               | 1月12日                | ？                     | 北原謙二、原トシハルとB&Bセブン、本多顕彰ほか                                                | -                                            |                        |
| 第0063回               | 1月13日                | ？                     | 森進一、メリーメーカーズ、小西得郎ほか                                                       | -                                            |                        |
| 第0064回               | 1月14日                | ？                     | 望月浩、オールドタウン・トリオ、伊藤雄之助ほか                                               | -                                            |                        |
| 第0065回               | 1月16日                | ？                     | スウィング・ウエスト、奥村チヨ、大竹省二ほか                                                 | -                                            |                        |
| 第0066回               | 1月17日                | ？                     | ザ・スパイダース、コロムビア・ローズほか                                                     | -                                            |                        |
| 第0067回               | 1月18日                | ？                     | 大形久仁子、南道郎、原トシハルとB&Bセブンほか                                                | -                                            |                        |
| 第0068回               | 1月19日                | ？                     | 大木賢、モダンカントリーボーイズほか                                                         | -                                            |                        |
| 第0069回               | 1月20日                | ？                     | 久保浩、久里千春、東京ビートルズほか                                                         | -                                            |                        |
| 第0070回               | 1月21日                | ？                     | 青山和子、ダニー飯田とパラダイスキング、柳亭痴楽ほか                                         | -                                            |                        |
| 第0071回               | 1月23日                | ？                     | ジョーン・バエズ、Jジャンボリー                                                              | 副題 「ジョーン・バエズと歌おう」            |                        |
| 第0072回               | 1月24日                | ？                     | ジョーン・バエズ、城卓矢、黒沢年男ほか                                                       | 副題 「ジョーン・バエズと歌おう」            |                        |
| 第0073回               | 1月25日                | ？                     | ジョーン・バエズ、恵とも子、小松左京ほか                                                     | 副題 「ジョーン・バエズと歌おう」            |                        |
| 第0074回               | 1月26日                | ？                     | ジョーン・バエズ、島倉千代子、田中喜一郎ほか                                                 | 副題 「ジョーン・バエズと歌おう」            |                        |
| 第0075回               | 1月27日                | ？                     | ジョーン・バエズ、井上宗孝とシャープ・ファイブほか                                           | 副題 「ジョーン・バエズと歌おう」            |                        |
| 第0076回               | 1月28日                | ？                     | ジョーン・バエズ、ジャッキー吉川とブルーコメッツ、有田弘二、ダニー飯田とパラダイスキングほか | 副題 「ジョーン・バエズと歌おう」            |                        |
| 第----回               | 1月30日                | -                      | -                                                                                            | 「選挙速報」放送のため、休止                 |                        |
| 第0077回               | 1月31日                | ？                     | 中尾ミエ、ザ・サベージ、モダンフォークトリオほか                                             | -                                            |                        |
| 第0078回               | 2月1日                 | ？                     | 高橋元太郎、森川信、薗田憲一とデキシーキングス、友隆二ほか                                   | -                                            |                        |
| 第0079回               | 2月2日                 | ？                     | ダニー飯田とパラダイスキング、三浦雄一郎、加賀城みゆきほか                                   | -                                            |                        |
| 第0080回               | 2月3日                 | 関口宏                 | 寺内タケシとバニーズ、十朱修二ほか                                                           | -                                            |                        |
| 第0081回               | 2月4日                 | ？                     | 山下敬二郎とレッドコースターズ、獅子てんや・瀬戸わんや                                       | -                                            |                        |
| 第0082回               | 2月6日                 | ？                     | 原トシハルとB&Bセブン、北島三郎                                                              | 副題「北海道特集」                           |                        |
| 第0083回               | 2月7日                 | ？                     | ブルーファイア、原トシハルとB&Bセブン、港孝也ほか                                            | -                                            |                        |
| 第0084回               | 2月8日                 | ？                     | 東京ベンチャーズ、水原弘、ピアニーズほか                                                     | -                                            |                        |
| 第0085回               | 2月9日                 | ？                     | 田辺靖雄、東京ビートルズ、原トシハルとB&Bセブンほか                                          | -                                            |                        |
| 第0086回               | 2月10日                | 関口宏                 | 奥村チヨ、津々美洋とオールスターズ・ワゴン、ウォーカー・ブラザースほか                       | -                                            |                        |
| 第0087回               | 2月11日                | ？                     | 薗田憲一とデキシーキングス、山田太郎、原トシハルとB&Bセブンほか                              | -                                            |                        |
| 第0088回               | 2月13日                | ？                     | 布施明、大内順子、藤本晴美ほか                                                               | -                                            |                        |
| 第0089回               | 2月14日                | ？                     | 水前寺清子、ダニー飯田とパラダイスキング、五十嵐新次郎ほか                                   | -                                            |                        |
| 第0090回               | 2月15日                | ？                     | ザ・キャラバン、赤木二郎、ビリーバンバン、柳家金語楼ほか                                     | -                                            |                        |
| 第0091回               | 2月16日                | 松山英太郎             | ザ・サベージ、久保浩、高山ナツキほか                                                         | -                                            |                        |
| 第0092回               | 2月17日                | ？                     | アウト・キャスト、槇みちる、牧野周一ほか                                                     | -                                            |                        |
| 第0093回               | 2月18日                | 関口宏                 | 寺内タケシとバニーズ、恵とも子、高山ナツキほか                                               | -                                            |                        |
| 第0094回               | 2月20日                | 竹脇無我 小川知子      | 原トシハルとB&Bセブン、島和彦、メイバーズほか                                                | -                                            |                        |
| 第0095回               | 2月21日                | 竹脇無我 小川知子      | ザ・ワイルドワンズ、クッキーズほか                                                           | -                                            |                        |
| 第0096回               | 2月22日                | 松山英太郎 由美かおる  | 井上宗孝とシャープ・ファイブ、新川二郎ほか                                                   | -                                            |                        |
| 第0097回               | 2月23日                | 松山英太郎 由美かおる  | ザ・サベージ、伊東ゆかり、ファイブ・トラベラーズほか                                         | -                                            |                        |
| 第0098回               | 2月24日                | ？                     | ジャッキー吉川とブルーコメッツ、モダン・フォークメイツほか                                   | -                                            |                        |
| 第0099回               | 2月25日                | 関口宏                 | 尾藤イサオ、東京ベンチャーズほか                                                             | -                                            |                        |
| 第0100回               | 2月27日                | ？                     | 原トシハルとB&Bセブン、美樹克彦ほか                                                          | -                                            |                        |
| 第0101回               | 2月28日                | 竹脇無我               | ダニー飯田とパラダイスキング、木の実ナナほか                                                 | -                                            |                        |
| 第0102回               | 3月1日                 | ？                     | 北原謙二、高田美和、手塚しげお、美樹克彦ほか                                                 | -                                            |                        |
| 第0103回               | 3月2日                 | ？                     | スウィング・ウエスト、原耕二、ザ・リバーサイズほか                                           | -                                            |                        |
| 第0104回               | 3月3日                 | ？                     | 守屋浩、本間千代子、山下敬二郎とレッドコースターズほか                                       | -                                            |                        |
| 第0105回               | 3月4日                 | ？                     | 梶光夫、原トシハルとB&Bセブン、西南大フォークメイツほか                                      | -                                            |                        |
| 第0106回               | 3月6日                 | ？                     | 寺内タケシとバニーズ、高山ナツキ、岡本太郎ほか                                               | -                                            |                        |
| 第0107回               | 3月7日                 | ？                     | ヴィレッジ・シンガーズ、ザ・ウェイス、林家こん平ほか                                         | -                                            |                        |
| 第0108回               | 3月8日                 | ？                     | スウィング・ウエスト、モダン・フォークトリオ、友隆二ほか                                     | -                                            |                        |
| 第0109回               | 3月9日                 | 大原麗子               | 大木賢、高山ナツキ、コロムビア・トップ・ライトほか                                           | -                                            |                        |
| 第0110回               | 3月10日                | ？                     | 寺内タケシとバニーズ、槇みちる、クロスカントリーほか                                         | -                                            |                        |
| 第0111回               | 3月11日                | 関口宏                 | ザ・サベージ、有田弘二、高山ナツキほか                                                       | -                                            |                        |
| 第0112回               | 3月13日                | ？                     | 津々美洋とオールスターズ・ワゴン、望月浩、森英恵ほか                                         | -                                            |                        |
| 第0113回               | 3月14日                | ？                     | シャープ・ホークス、井上宗孝とシャープ・ファイブほか                                         | -                                            |                        |
| 第0114回               | 3月15日                | ？                     | 薗田憲一とデキシーキングス、加賀城みゆき、ピエトロ菊地ほか                                   | -                                            |                        |
| 第0115回               | 3月16日                | ？                     | 都はるみ、アウト・キャスト、奥野信太郎ほか                                                   | -                                            |                        |
| 第0116回               | 3月17日                | 関口宏 大原麗子        | 横内章次、森山良子、木の実ナナほか                                                           | -                                            |                        |
| 第0117回               | 3月18日                | ？                     | ブルー・ジーンズ、笹みどり、月の家圓鏡ほか                                                   | -                                            |                        |
| 第0118回               | 3月20日                | 竹脇無我               | 原トシハルとB&Bセブン、島和彦、大宮敏光ほか                                                  | -                                            |                        |
| 第0119回               | 3月21日                | ？                     | 田辺靖雄、ザ・ワイルドワンズ、三遊亭さん生ほか                                               | -                                            |                        |
| 第0120回               | 3月22日                | 松山英太郎             | 森進一、寺内タケシとバニーズ、人見明ほか                                                     | -                                            |                        |
| 第0121回               | 3月23日                | ？                     | 尾藤イサオ、ジャッキー吉川とブルーコメッツ、笠置シヅ子ほか                                   | -                                            |                        |
| 第0122回               | 3月24日                | ？                     | ザ・スパイダーズ、江戸家猫八ほか                                                             | -                                            |                        |
| 第0123回               | 3月25日                | ？                     | 久保浩、フォー・ナインエース、柳亭小痴楽ほか                                                 | -                                            |                        |
| 第0124回               | 3月27日                | 竹脇無我               | トニーズ、伊東ゆかり、柳家つばめほか                                                         | -                                            |                        |
| 第0125回               | 3月28日                | ？                     | 田辺靖雄、佐々木新一、ダニー飯田とパラダイスキングほか                                       | -                                            |                        |
| 第0126回               | 3月29日                | ？                     | 北原謙二、山下敬二郎とレッドコースターズ、佐山俊二ほか                                       | -                                            |                        |
| 第0127回               | 3月30日                | ？                     | 克美しげる、原トシハルとB&Bセブン、林家三平ほか                                              | -                                            |                        |
| 第0128回               | 3月31日                | 関口宏ほか             | クッキーズ、ジ・アウトロウズ、南利明ほか                                                     | -                                            |                        |
| 第0129回               | 4月1日                 | 関口宏ほか             | 日野てる子、テリーズ、玉川良一ほか                                                           | -                                            |                        |
| 第0130回               | 4月3日                 | ？                     | アウト・キャスト、左とん平、ヤングホークスほか                                               | -                                            |                        |
| 第0131回               | 4月4日                 | ？                     | スウィング・ウエスト、トリバーズ、ステップ・イン・ストンほか                                 | -                                            |                        |
| 第0132回               | 4月5日                 | 松山英太郎 恵とも子    | ザ・タイガース、エンドレス・チェインズほか                                                   | -                                            |                        |
| 第0133回               | 4月6日                 | ？                     | 吉永小百合、ジャッキー吉川とブルーコメッツ、品田雄吉ほか                                     | -                                            |                        |
| 第0134回               | 4月7日                 | 関口宏 由美かおる      | 原トシハルとB&Bセブン、ヴィレッジ・シンガーズほか                                            | -                                            |                        |
| 第0135回               | 4月8日                 | 関口宏 由美かおる      | 山本リンダ、東京ベンチャーズほか                                                             | -                                            |                        |
| 第0136回               | 4月10日                | 田辺靖雄ほか           | いしだあゆみ、なべおさみ、藤江リカほか                                                       | -                                            |                        |
| 第0137回               | 4月11日                | 田辺靖雄               | 寺内タケシとバニーズ、式場壮吉、西夏絵ほか                                                   | -                                            |                        |
| 第0138回               | 4月12日                | ？                     | 新川二郎、山下敬二郎とレッドコースターズ、ジョーン・バエズほか                               | -                                            |                        |
| 第0139回               | 4月13日                | ？                     | 中尾ミエ、ザ・スパイダース、古谷敏、中田博久ほか                                             | -                                            |                        |
| 第0140回               | 4月14日                | 関口宏ほか             | 寺内タケシとバニーズ、永田克子ほか                                                           | -                                            |                        |
| 第0141回               | 4月15日                | 関口宏ほか             | アウト・キャスト、木の実ナナほか                                                             | -                                            |                        |
| 第0142回               | 4月17日                | ？                     | ブルー・ジーンズ、加賀城みゆき、ザ・ワンダーズほか                                           | -                                            |                        |
| 第0143回               | 4月18日                | 田辺靖雄ほか           | 原トシハルとB&Bセブン、尾藤イサオほか                                                        | -                                            |                        |
| 第0144回               | 4月19日                | 松山英太郎             | シャープ・ホークス、奥村チヨ、中村武志ほか                                                   | -                                            |                        |
| 第0145回               | 4月20日                | 松山英太郎             | 都はるみ、ジャニーズ、矢吹渡、寺内タケシとバニーズほか                                       | -                                            |                        |
| 第0146回               | 4月21日                | ？                     | アウト・キャスト、槇みちる、森山良子ほか                                                     | -                                            |                        |
| 第0147回               | 4月22日                | ？                     | ウォーカー・ブラザース、城卓矢、ザ・ワンダーズほか                                           | -                                            |                        |
| 第0148回               | 4月24日                | ？                     | ジャッキー吉川とブルーコメッツ、ザ・スカーレット、ザ・ワンダーズほか                         | -                                            |                        |
| 第0149回               | 4月25日                | ？                     | 望月浩、ザ・サンダーバーズ、ザ・ワンダーズほか                                               | -                                            |                        |
| 第0150回               | 4月26日                | 松山英太郎             | 山下敬二郎とレッドコースターズ、大原武、ザ・ワンダーズほか                                   | -                                            |                        |
| 第0151回               | 4月27日                | ？                     | 布施明、クールキャッツ、小川徹ほか                                                           | -                                            |                        |
| 第0152回               | 4月28日                | ？                     | 島和彦、スウィング・ウエスト、ザ・ワンダーズほか                                             | -                                            |                        |
| 第0153回               | 4月29日                | 関口宏ほか             | 寺内タケシとバニーズ、港孝也、吉村実子ほか                                                   | -                                            |                        |
| 第0154回               | 5月1日                 | ？                     | 原トシハルとB&Bセブン、フェイ・サンドフーズ、スクールメイツほか                              | -                                            |                        |
| 第0155回               | 5月2日                 | ？                     | 井上宗孝とシャープ・ファイブ、ワイルド・リバーズ、大木賢ほか                                 | -                                            |                        |
| 第0156回               | 5月3日                 | 松山英太郎             | 久保浩、秋本薫クインテットほか                                                               | -                                            |                        |
| 第0157回               | 5月4日                 | ？                     | オーセ・クリーブランド、横内章次カルテットほか                                               | -                                            |                        |
| 第0158回               | 5月5日                 | ？                     | オーセ・クリーブランド、津々美洋とオールスターズ・ワゴンほか                                 | -                                            |                        |
| 第0159回               | 5月6日                 | ？                     | オーセ・クリーブランド、ザ・スタッグスほか                                                   | -                                            |                        |
| 第0160回               | 5月8日                 | ？                     | ザ・ワイルドワンズ、白浜章、ヒョッコリーズほか                                               | -                                            |                        |
| 第0161回               | 5月9日                 | ？                     | 伊藤アイコ、ザ・サベージ、山内博春とカルテットほか                                           | -                                            |                        |
| 第0162回               | 5月10日                | ？                     | 森進一、フォー・ナインエースほか                                                             | -                                            |                        |
| 第0163回               | 5月11日                | ？                     | ブルー・ジーンズ、須貝正明、望月浩ほか                                                       | -                                            |                        |
| 第0164回               | 5月12日                | ？                     | 森進一、津々美洋とオールスターズ・ワゴンほか                                                 | -                                            |                        |
| 第0165回               | 5月13日                | ？                     | フランツ・フリーデルとブルーファイア、寺内タケシとバニーズほか                               | -                                            |                        |
| 第0166回               | 5月15日                | ？                     | 原トシハルとB&Bセブン、カントリーボーイズ、中川三郎ほか                                      | -                                            |                        |
| 第0167回               | 5月16日                | ？                     | トニーズ、大形久仁子、キャンディ、近藤洋介ほか                                               | -                                            |                        |
| 第0168回               | 5月17日                | ？                     | シャープ・ホークス、島和彦、氏家嘉子ほか                                                     | -                                            |                        |
| 第0169回               | 5月18日                | 大原麗子               | アウト・キャスト、槇みちる、渥美清ほか                                                       | -                                            |                        |
| 第0170回               | 5月19日                | ？                     | ザ・プリシャーズ、高橋登美、有田弘二ほか                                                     | -                                            |                        |
| 第0171回               | 5月20日                | ？                     | サウンド・オブ・ウエスト、山岡公輝、森卓也ほか                                               | -                                            |                        |
| 第0172回               | 5月22日                | ？                     | ジュディ・コリンズ、寺内タケシとバニーズ、左とん平ほか                                       | -                                            |                        |
| 第0173回               | 5月23日                | ？                     | ジュディ・コリンズ、ザ・タイガース、式場壮吉ほか                                             | -                                            |                        |
| 第0174回               | 5月24日                | ？                     | ジュディ・コリンズ、スウィング・ウエストほか                                                 | -                                            |                        |
| 第0175回               | 5月25日                | ？                     | ジュディ・コリンズ、原トシハルとB&Bセブン、扇ひろこほか                                      | -                                            |                        |
| 第0176回               | 5月26日                | ？                     | ジュディ・コリンズ、尾藤イサオ、紀本ヨシオほか                                               | -                                            |                        |
| 第0177回               | 5月27日                | ？                     | ジュディ・コリンズ、ザ・サベージ、木の実ナナほか                                             | -                                            |                        |
| 第0178回               | 5月29日                | ？                     | 寺内タケシとバニーズ、ミッキー・カーチス、中川三郎ほか                                       | -                                            |                        |
| 第0179回               | 5月30日                | ？                     | ジ・アウトロウズ、フロンティアース、平泉保ほか                                               | -                                            |                        |
| 第0180回               | 5月31日                | ？                     | 山下敬二郎とレッドコースターズ、小松みどり、五月みどりほか                                   | -                                            |                        |
| 第0181回               | 6月1日                 | ？                     | 原トシハルとB&Bセブン、平尾昌晃、ウェフェアスリーほか                                        | -                                            |                        |
| 第0182回               | 6月2日                 | ？                     | ウォーカー・ブラザース、寺内タケシとバニーズ、伊東きよ子ほか                                 | -                                            |                        |
| 第0183回               | 6月3日                 | 関口宏ほか             | ザ・ワイルドワンズ、伊東ゆかりほか                                                           | -                                            |                        |
| 第0184回               | 6月5日                 | ？                     | 原トシハルとB&Bセブン、ミッキー・カーチス、左とん平ほか                                      | -                                            |                        |
| 第0185回               | 6月6日                 | ？                     | ジ・アウトロウズ、ザ・キューピッツほか                                                       | -                                            |                        |
| 第0186回               | 6月7日                 | ？                     | ザ・シンガーズ、ミッキー・カーチスほか                                                       | -                                            |                        |
| 第0187回               | 6月8日                 | 松山英太郎             | ザ・ルビーズ、スリーレーズンズほか                                                           | -                                            |                        |
| 第0188回               | 6月9日                 | ？                     | 津々美洋とオールスターズ・ワゴン、ミッキー・カーチスほか                                     | -                                            |                        |
| 第0189回               | 6月10日                | 関口宏                 | 原トシハルとB&Bセブン、スリーレーズンズほか                                                  | -                                            |                        |
| 第0190回               | 6月12日                | ？                     | ザ・タイガース、岡田真澄、なべおさみほか                                                     | -                                            |                        |
| 第0191回               | 6月13日                | ？                     | サンディ・エドモンズ、ザ・テンプターズ、米原寿男ほか                                         | テンプターズTV初出演「忘れ得ぬ君」を演奏する |                        |
| 第0192回               | 6月14日                | ？                     | プレイボーイズ、黒沢久雄、阿木譲ほか                                                         | -                                            |                        |
| 第0193回               | 6月15日                | 松山英太郎ほか         | 伊東ゆかり、ザ・ワイルドワンズほか                                                           | -                                            |                        |
| 第0194回               | 6月16日                | 関口宏                 | 槇みちる、アウト・キャストほか                                                               | -                                            |                        |
| 第0195回               | 6月17日                | 関口宏                 | 山下敬二郎とレッドコースターズ、吉村絵梨子ほか                                               | -                                            |                        |
| 第0196回               | 6月19日                | ？                     | 寺内タケシとバニーズ、ザ・マミローズ、なべおさみ、岡田真澄ほか                               | -                                            |                        |
| 第0197回               | 6月20日                | ？                     | フォー・ナインエース、クッキーズ、赤堀全子ほか                                               | -                                            |                        |
| 第0198回               | 6月21日                | ？                     | ザ・スパイダース、黒沢久雄、ザ・スカーレットほか                                             | -                                            |                        |
| 第0199回               | 6月22日                | ？                     | 布施明、ザ・タイガース、ドンパ・ガールズほか                                                 | -                                            |                        |
| 第0200回               | 6月23日                | 関口宏                 | ザ・サベージ、黒沢久雄、永田克子ほか                                                         | -                                            |                        |
| 第0201回               | 6月24日                | ？                     | スウィング・ウエスト、ジェーン・アダムスほか                                                 | -                                            |                        |
| 第0202回               | 6月26日                | ？                     | ブルー・ビーツ、ジ・オクタップス、柳亭小痴楽ほか                                             | -                                            |                        |
| 第0203回               | 6月27日                | ？                     | シルバー・サウンズ、ジャッキー・サムエルズほか                                               | -                                            |                        |
| 第0204回               | 6月28日                | ？                     | 梓みちよ、ザ・プラネッツ、森山良子ほか                                                       | -                                            |                        |
| 第0205回               | 6月29日                | ？                     | ザ・ビーバーズ、山本リンダ、谷口朱里ほか                                                     | -                                            |                        |
| 第0206回               | 6月30日                | ？                     | ザ・ワイルドワンズ、ウィー・フォークほか                                                     | -                                            |                        |

### 1967年下半期
| 1967年下半期放送リスト | 1967年下半期放送リスト | 1967年下半期放送リスト | 1967年下半期放送リスト                                                   | 1967年下半期放送リスト                           | 1967年下半期放送リスト |
| 回数                   | 放送日 （1967年）      | 司会                   | ゲスト                                                                   | 備考                                             |                        |
| ---------------------- | ---------------------- | ---------------------- | ------------------------------------------------------------------------ | ------------------------------------------------ | ---------------------- |
| 第0207回               | 7月1日                 | ？                     | 森山良子、ザ・ゴールデン・カップスほか                                   | -                                                |                        |
| 第0208回               | 7月3日                 | ？                     | 森山良子、井上宗孝とシャープ・ファイブ、中川三郎                         | -                                                |                        |
| 第0209回               | 7月4日                 | ？                     | ザ・ワイルドワンズ、バックターン・トリオほか                             | -                                                |                        |
| 第0210回               | 7月5日                 | 恵とも子               | ジャッキー吉川とブルーコメッツ、森山良子ほか                             | -                                                |                        |
| 第0211回               | 7月6日                 | ？                     | ザ・サベージ、ザ・ハングリー・ボーイズほか                               | -                                                |                        |
| 第0212回               | 7月7日                 | ？                     | 薗田憲一とデキシーキングス、森山良子、二宮ゆき子ほか                     | -                                                |                        |
| 第0213回               | 7月8日                 | ？                     | 尾藤イサオとザ・バロン、ジェリー藤尾ほか                                 | -                                                |                        |
| 第0214回               | 7月10日                | ？                     | アウト・キャスト、岡田真澄、水垣洋子ほか                                 | -                                                |                        |
| 第0215回               | 7月11日                | ？                     | トニーズ、フォー・スウェインズ、小松左京                                 | -                                                |                        |
| 第0216回               | 7月12日                | ？                     | ザ・プラネッツ、ウェイファラーズほか                                     | -                                                |                        |
| 第0217回               | 7月13日                | ？                     | ザ・タイガース、テセラーズほか                                           | -                                                |                        |
| 第0218回               | 7月14日                | 関口宏                 | ザ・ジャガーズ、ハニービーズほか                                         | -                                                |                        |
| 第0219回               | 7月15日                | ？                     | ザ・カーナビーツ、木の実ナナ、三保敬太郎ほか                             | -                                                |                        |
| 第0220回               | 7月17日                | ？                     | ジャッキー吉川とブルーコメッツ、岡田真澄、石津謙介ほか                   | -                                                |                        |
| 第0221回               | 7月18日                | ？                     | 山内賢と日活ヤング・アンド・フレッシュ、七星光ほか                       | -                                                |                        |
| 第0222回               | 7月19日                | ？                     | シャープ・ホークス、井上宗孝とシャープ・ファイブ、ザ・ラバーズほか       | -                                                |                        |
| 第0223回               | 7月20日                | ？                     | ザ・スパイダース、スクールメイツ、ザ・テンプターズほか                   | -                                                |                        |
| 第0224回               | 7月21日                | ？                     | 山内賢、和田浩治、スマイリー小原、三保敬太郎                             | -                                                |                        |
| 第0225回               | 7月22日                | 松山英太郎             | ダニー飯田とパラダイスキング、田辺靖雄ほか                               | -                                                |                        |
| 第0226回               | 7月24日                | 田辺靖雄               | ザ・ビーバーズ、引田天功ほか                                             | -                                                |                        |
| 第0227回               | 7月25日                | ？                     | フランツ・フリーデルとブルーファイア、佐良直美、清水銀美ほか             | -                                                |                        |
| 第0228回               | 7月26日                | ？                     | 津々美洋とオールスターズ・ワゴン、小松みどりほか                         | -                                                |                        |
| 第0229回               | 7月27日                | 松山英太郎             | ザ・ヴァン・ドッグズ、高橋瑞子ほか                                       | -                                                |                        |
| 第0230回               | 7月28日                | ？                     | ザ・ゴールデン・カップス、インディアナ・フォークほか                     | -                                                |                        |
| 第0231回               | 7月29日                | ？                     | ダニー飯田とパラダイスキング、浅丘ルリ子ほか                             | -                                                |                        |
| 第0232回               | 7月31日                | 竹脇無我               | ザ・ワイルドワンズ、岡田真澄ほか                                         | -                                                |                        |
| 第0233回               | 8月1日                 | ？                     | ヴィレッジ・シンガーズ、ニーナ・ニグレン、式場壮吉                       | -                                                |                        |
| 第0234回               | 8月2日                 | ？                     | 東京ぼん太、戸川昌子、シャープ・ホークスほか                             | -                                                |                        |
| 第0235回               | 8月3日                 | ？                     | 東京ベンチャーズ、新川二郎、上田英一、早瀬久美ほか                       | -                                                |                        |
| 第0236回               | 8月4日                 | ？                     | ザ・サベージ、引田天功、原トシハルとB&Bセブン、徳永芽里ほか              | -                                                |                        |
| 第0237回               | 8月5日                 | ？                     | シャープ・ホークス、泉幸二、横尾忠則ほか                                 | -                                                |                        |
| 第0238回               | 8月7日                 | ？                     | 中川三郎、なべおさみ、林家こん平、松山省二ほか                           | -                                                |                        |
| 第0239回               | 8月8日                 | 田辺靖雄               | ザ・ビーバーズ、奥村チヨ、ジローズ                                       | -                                                |                        |
| 第0240回               | 8月9日                 | ？                     | 尾藤イサオとザ・バロン、原トシハルとB&Bセブンほか                        | -                                                |                        |
| 第0241回               | 8月10日                | ？                     | 井上宗孝とシャープ・ファイブ、沢知美、水戸浩二ほか                       | -                                                |                        |
| 第0242回               | 8月11日                | 竹脇無我               | 原トシハルとB&Bセブン、伊東きよ子ほか                                    | -                                                |                        |
| 第0243回               | 8月12日                | ？                     | ダニー飯田とパラダイスキング、原トシハルとB&Bセブン、槇みちるほか        | -                                                |                        |
| 第0244回               | 8月14日                | ？                     | グレーバー・トレッド、ザ・ハプニングス・フォー、砂川啓介ほか             | -                                                |                        |
| 第0245回               | 8月15日                | ？                     | ヴィレッジ・シンガーズ、梶光夫、引田天功ほか                             | -                                                |                        |
| 第0246回               | 8月16日                | ？                     | スウィング・ウエスト、コックスコムズほか                                 | -                                                |                        |
| 第0247回               | 8月17日                | ？                     | ザ・ワイルドワンズ、久保浩、品田雄吉ほか                                 | -                                                |                        |
| 第0248回               | 8月18日                | ？                     | ザ・ゴールデン・カップス、ルート3、望月浩ほか                            | -                                                |                        |
| 第0249回               | 8月19日                | ？                     | アウト・キャスト、吉村実子、鳥居ユキほか                                 | -                                                |                        |
| 第0250回               | 8月21日                | ？                     | ザ・ベンチャーズ、マイク眞木、水垣洋子ほか                               | -                                                |                        |
| 第0251回               | 8月22日                | ？                     | ザ・ベンチャーズ、阿木譲、ピーター・パン                                 | -                                                |                        |
| 第0252回               | 8月23日                | ？                     | ザ・ベンチャーズ、ザ・マイクス、山本リンダ                               | -                                                |                        |
| 第0253回               | 8月24日                | ？                     | ザ・ベンチャーズ、ザ・タイガース、美樹克彦ほか                           | -                                                |                        |
| 第0254回               | 8月25日                | ？                     | ザ・ベンチャーズ、永井秀和、ザ・マイクスほか                             | -                                                |                        |
| 第0255回               | 8月26日                | ？                     | ザ・ベンチャーズ、フォーク・ラベンダーズほか                             | -                                                |                        |
| 第0256回               | 8月28日                | ？                     | ジャッキー吉川とブルーコメッツ、ザ・マイクス、中川三郎ほか               | -                                                |                        |
| 第0257回               | 8月29日                | ？                     | ヴィレッジ・シンガーズ、麻鳥千穂、フォーリーブス                         | -                                                |                        |
| 第0258回               | 8月30日                | 恵とも子ほか           | ダニー飯田とパラダイスキング、愛田健二ほか                               | -                                                |                        |
| 第0259回               | 8月31日                | ？                     | フォー・ナインエース、井手せつ子ほか                                     | -                                                |                        |
| 第0260回               | 9月1日                 | ？                     | ザ・カーナビーツ、ザ・マイクス、車英二ほか                               | -                                                |                        |
| 第0261回               | 9月2日                 | ？                     | トニーズ、引田天功、吉村実子、森村桂ほか                                 | -                                                |                        |
| 第0262回               | 9月4日                 | ？                     | ジャッキー吉川とブルーコメッツ、ザ・マイクス、水垣洋子ほか               | -                                                |                        |
| 第0263回               | 9月5日                 | ？                     | ザ・サベージ、北原謙二、モダン・フォーク・フェローズ                     | -                                                |                        |
| 第0264回               | 9月6日                 | ？                     | ジャッキー吉川とブルーコメッツ、ザ・マイクス、大形久仁子                 | -                                                |                        |
| 第0265回               | 9月7日                 | ？                     | ザ・タイガース、丘ひろみ、島和彦、松旭斎天花                             | -                                                |                        |
| 第0266回               | 9月8日                 | ？                     | 寺内タケシとバニーズ、松旭斎晃洋、ザ・マイクス                           | -                                                |                        |
| 第0267回               | 9月9日                 | ？                     | テリーズ、木の実ナナ、高山ナツキ、福田一郎ほか                           | -                                                |                        |
| 第0268回               | 9月11日                | ？                     | ジャッキー吉川とブルーコメッツ、松山省二、鴨下直子ほか                   | -                                                |                        |
| 第0269回               | 9月12日                | ？                     | ザ・ワイルドワンズ、城卓矢、ザ・ダボーズほか                             | -                                                |                        |
| 第0270回               | 9月13日                | ？                     | 原トシハルとB&Bセブン、スター・ライク・ファイブ、金沢景子ほか            | -                                                |                        |
| 第0271回               | 9月14日                | ？                     | 寺内タケシとバニーズ、和泉雅子、ザ・レイジーフェローズ                   | -                                                |                        |
| 第0272回               | 9月15日                | ？                     | ヴィレッジ・シンガーズ、伊東きよ子、ザ・フーピーズ                       | -                                                |                        |
| 第0273回               | 9月16日                | ？                     | 津々美洋とオールスターズ・ワゴン、ザ・ランブリングボーイズほか           | -                                                |                        |
| 第0274回               | 9月18日                | ？                     | ジャッキー吉川とブルーコメッツ、石津祥介、式場壮吉ほか                   | -                                                |                        |
| 第0275回               | 9月19日                | ？                     | ザ・ビーバーズ、麻鳥千穂、石津祥介、栗田一雄ほか                         | -                                                |                        |
| 第0276回               | 9月20日                | ？                     | ザ・スパイダース、レ・プチ・トロワほか                                   | -                                                |                        |
| 第0277回               | 9月21日                | ？                     | ザ・スパイダース、都はるみ、長沢節ほか                                   | -                                                |                        |
| 第0278回               | 9月22日                | ？                     | ザ・ジャガーズ、望月浩、増田貴光、レ・プチ・トロワほか                   | -                                                |                        |
| 第0279回               | 9月23日                | ？                     | 布施明、ザ・ゴールデン・カップス、吉村実子ほか                           | -                                                |                        |
| 第0280回               | 9月25日                | ？                     | 原トシハルとB&Bセブン、レ・プチ・トロワ、水垣洋子ほか                    | -                                                |                        |
| 第0281回               | 9月26日                | ？                     | ザ・ワイルドワンズ、阿木譲、鯨岡阿美子ほか                               | -                                                |                        |
| 第0282回               | 9月27日                | ？                     | ダニー飯田とパラダイスキング、藤健次ほか                                 | -                                                |                        |
| 第0283回               | 9月28日                | ？                     | ザ・テンプターズ、愛田健二、ピーター・パンほか                           | -                                                |                        |
| 第0284回               | 9月29日                | ？                     | アウト・キャスト、甲にしき、ザ・フロッキーズほか                         | -                                                |                        |
| 第0285回               | 9月30日                | ？                     | 坂本九、ザ・サベージ、吉村実子ほか                                       | -                                                |                        |
| 第0286回               | 10月2日                | ？                     | 寺内タケシとバニーズ、浜田光夫、和泉雅子ほか                             | -                                                |                        |
| 第0287回               | 10月3日                | ？                     | 尾藤イサオとザ・バロンほか                                               | -                                                |                        |
| 第0288回               | 10月4日                | ？                     | ダニー飯田とパラダイスキング、北耕一ほか                                 | -                                                |                        |
| 第0289回               | 10月5日                | ？                     | フランツ・フリーデルとブルーファイア、森山良子ほか                       | -                                                |                        |
| 第0290回               | 10月6日                | ？                     | ザ・カーナビーツ、太田博之ほか                                           | -                                                |                        |
| 第0291回               | 10月7日                | ？                     | 寺内タケシとバニーズ、竹脇無我ほか                                       | -                                                |                        |
| 第0292回               | 10月9日                | ？                     | ヴィレッジ・シンガーズ、石津祥介ほか                                     | -                                                |                        |
| 第0293回               | 10月10日               | ？                     | ザ・ランチャーズ、木の実ナナ、木下知子ほか                               | -                                                |                        |
| 第0294回               | 10月11日               | ？                     | ザ・サベージ、スクールメイツ、島和彦ほか                                 | -                                                |                        |
| 第0295回               | 10月12日               | ？                     | ザ・ビーバーズ、中村晃子ほか                                             | -                                                |                        |
| 第0296回               | 10月13日               | ？                     | ザ・タイガース、槇みちるほか                                             | -                                                |                        |
| 第0297回               | 10月14日               | ？                     | ザ・ゴールデン・カップスほか                                             | -                                                |                        |
| 第0298回               | 10月16日               | ？                     | ？                                                                       | -                                                |                        |
| 第0299回               | 10月17日               | ？                     | ダニー飯田とパラダイスキング、泉幸二ほか                                 | -                                                |                        |
| 第0300回               | 10月18日               | ？                     | 尾藤イサオとザ・バロンほか                                               | -                                                |                        |
| 第0301回               | 10月19日               | ？                     | ザ・タイガース、マルピーヌほか                                           | -                                                |                        |
| 第0302回               | 10月20日               | ？                     | シャープ・ホークス、森進一ほか                                           | -                                                |                        |
| 第0303回               | 10月21日               | ？                     | 中尾ミエ、ザ・ジャガーズほか                                             | -                                                |                        |
| 第0304回               | 10月23日               | ？                     | ジャッキー吉川とブルーコメッツ、高山ナツキほか                           | -                                                |                        |
| 第0305回               | 10月24日               | 山内賢                 | フランツ・フリーデルとブルーファイアほか                                 | -                                                |                        |
| 第0306回               | 10月25日               | ？                     | 寺内タケシとバニーズ、大内順子ほか                                       | -                                                |                        |
| 第0307回               | 10月26日               | ？                     | ザ・ワイルドワンズ、高山ナツキほか                                       | -                                                |                        |
| 第0308回               | 10月27日               | ？                     | アウト・キャスト、伊東ゆかりほか                                         | -                                                |                        |
| 第0309回               | 10月28日               | ？                     | ザ・カーナビーツ、永井秀和ほか                                           | -                                                |                        |
| 第0310回               | 10月30日               | ？                     | テリーズ、伊東きよ子、石津祥介ほか                                       | -                                                |                        |
| 第----回               | 10月31日               | -                      | -                                                                        | 「（吉田茂前首相）追悼音楽番組」放送のため、休止 |                        |
| 第0311回               | 11月1日                | ？                     | 寺内タケシとバニーズ、山本リンダほか                                     | 副題「一周年を記念して」                         |                        |
| 第0312回               | 11月2日                | ？                     | 日野てる子、津々美洋とオールスターズ・ワゴン、四方晴美ほか               | -                                                |                        |
| 第0313回               | 11月3日                | ？                     | シャープ・ホークス、井上宗孝とシャープ・ファイブ、鏡五郎ほか             | -                                                |                        |
| 第0314回               | 11月4日                | ？                     | 坂本九、ザ・ジャガーズ、吉村実子、中川久美ほか                           | -                                                |                        |
| 第0315回               | 11月6日                | ？                     | ザ・タイガース、姫之宮ゆり、大内順子ほか                                 | -                                                |                        |
| 第0316回               | 11月7日                | ？                     | ヴィレッジ・シンガーズ、ノーマンズ、大形久仁子                           | -                                                |                        |
| 第0317回               | 11月8日                | ？                     | 梓みちよ、ヴィレッジ・シンガーズ、水野正夫ほか                           | -                                                |                        |
| 第0318回               | 11月9日                | ？                     | レオ・ビーツ、森田敏子、泉幸二ほか                                       | -                                                |                        |
| 第0319回               | 11月10日               | ？                     | 美樹克彦、スージーQ、ピーター・ラベンダーズ                              | -                                                |                        |
| 第0320回               | 11月11日               | ？                     | ザ・スパイダース、槇みちる、ブルーベリーズ                               | -                                                |                        |
| 第0321回               | 11月13日               | ？                     | ヴィレッジ・シンガーズ、阿木譲、品田雄吉ほか                             | -                                                |                        |
| 第0322回               | 11月14日               | ？                     | 山田太郎、シャープ・ホークス、井上宗孝とシャープ・ファイブ               | -                                                |                        |
| 第0323回               | 11月15日               | ？                     | 寺内タケシとバニーズ、島和彦、石津祥介ほか                               | -                                                |                        |
| 第0324回               | 11月16日               | ？                     | 日野てる子、ザ・ビーバーズ、大内順子、小川徹                             | -                                                |                        |
| 第0325回               | 11月17日               | ？                     | 北原謙二、アタックメン、ピーター・ラベンダーズ                           | -                                                |                        |
| 第0326回               | 11月18日               | ？                     | ザ・モップス、新川二郎、早瀬久美、吉村実子ほか                           | -                                                |                        |
| 第0327回               | 11月20日               | ？                     | 寺内タケシとバニーズ、奥村チヨ、石津祥介ほか                             | -                                                |                        |
| 第0328回               | 11月21日               | ？                     | シャープ・ホークス、井上宗孝とシャープ・ファイブほか                     | -                                                |                        |
| 第0329回               | 11月22日               | ？                     | 中尾ミエ、ザ・サベージ、岡田真澄、品田雄吉ほか                           | -                                                |                        |
| 第0330回               | 11月23日               | ？                     | 森進一、ザ・テンプターズ、ケンタッキー・ファミリー                       | -                                                |                        |
| 第0331回               | 11月24日               | ？                     | ヴィレッジ・シンガーズ、スクールメイツ、水戸浩二                         | -                                                |                        |
| 第0332回               | 11月25日               | ？                     | アウト・キャスト、大月みやこ、増田貴光ほか                               | -                                                |                        |
| 第0333回               | 11月27日               | ？                     | いしだあゆみ、尾藤イサオとザ・バロン、水垣洋子ほか                       | -                                                |                        |
| 第0334回               | 11月28日               | ？                     | ジュディ・オング、中山仁、麻生れい子ほか                                 | -                                                |                        |
| 第0335回               | 11月29日               | ？                     | 愛田健二、ザ・ゴールデン・カップス、水野正夫ほか                         | -                                                |                        |
| 第0336回               | 11月30日               | 関口宏                 | ザ・ハプニングス・フォー、十和田みどりほか                               | -                                                |                        |
| 第0337回               | 12月1日                | ？                     | 吉村実子、浜野安宏ほか                                                   | -                                                |                        |
| 第0338回               | 12月2日                | 関口宏                 | ザ・スパイダース、三橋美智也、ザ・バニーズほか                           | -                                                |                        |
| 第0339回               | 12月4日                | ？                     | ザ・ハプニングス・フォー、ザ・シェリーズ、岡田真澄ほか                   | -                                                |                        |
| 第0340回               | 12月5日                | ？                     | シャープ・ホークス、ザ・シェリーズ、品田雄吉ほか                         | -                                                |                        |
| 第0341回               | 12月6日                | ？                     | ジャッキー吉川とブルーコメッツ、城卓矢、砂川啓介、大山のぶ代ほか         | -                                                |                        |
| 第0342回               | 12月7日                | ？                     | ザ・ビーバーズ、小松みどり、ザ・シェリーズほか                           | -                                                |                        |
| 第0343回               | 12月8日                | ？                     | 寺内タケシとバニーズ、井上ひとみ、星加ルミ子ほか                         | -                                                |                        |
| 第0344回               | 12月9日                | ？                     | ザ・ゴールデン・カップス、吉村実子、ザ・シェリーズほか                   | -                                                |                        |
| 第0345回               | 12月11日               | ？                     | ザ・カーナビーツ、伊東きよ子、二宮ゆき子、中林祥子                       | -                                                |                        |
| 第0346回               | 12月12日               | ？                     | 伊東きよ子、ザ・サベージ、三保敬太郎、式場壮吉ほか                       | -                                                |                        |
| 第0347回               | 12月13日               | ？                     | 高山ナツキ、早瀬久美、山本リンダ、大形久仁子ほか                         | -                                                |                        |
| 第0348回               | 12月14日               | 関口宏                 | 田辺靖雄、尾藤イサオ、高山ナツキ                                         | -                                                |                        |
| 第0349回               | 12月15日               | ？                     | レオ・ビーツ、ザ・スパッツ、田原弘二郎、菅原靖彦                         | -                                                |                        |
| 第0350回               | 12月16日               | ？                     | ザ・スパイダース、永井秀和、ザ・スパッツ、西野光夫ほか                   | -                                                |                        |
| 第0351回               | 12月18日               | ？                     | ジャッキー吉川とブルーコメッツ、高山ナツキ、ザ・シェリーズ、松本ルミほか | -                                                |                        |
| 第0352回               | 12月19日               | ？                     | 水原弘、高山ナツキ、ザ・シェリーズ、大内順子                             | -                                                |                        |
| 第0353回               | 12月20日               | ？                     | 寺内タケシとバニーズ、高山ナツキ、ザ・シェリーズ                         | -                                                |                        |
| 第0354回               | 12月21日               | ？                     | 槇みちる、小橋玲子、アタックメン、大内順子ほか                           | -                                                |                        |
| 第0355回               | 12月22日               | ？                     | ザ・ジャガーズ、伊東ゆかり、早瀬久美、高山ナツキ                         | -                                                |                        |
| 第0356回               | 12月23日               | ？                     | 久保浩、シャープ・ホークス、吉村実子ほか                                 | -                                                |                        |
| 第0357回               | 12月25日               | ？                     | 舟木一夫、ヴィレッジ・シンガーズ                                         | -                                                |                        |
| 第0358回               | 12月26日               | ？                     | 島和彦、フランツ・フリーデルとブルーファイアほか                         | -                                                |                        |
| 第0359回               | 12月27日               | ？                     | 佐良直美、ザ・ジャガーズ、豊田泰光、いずみ・たくほか                     | -                                                |                        |
| 第0360回               | 12月28日               | ？                     | ザ・ビーバーズ、布施明、水野正夫ほか                                     | 声の出演・山口洋子                               |                        |
| 第0361回               | 12月29日               | ？                     | ヴィレッジ・シンガーズ、森進一、モローズ                                 | 声の出演・水野正夫                               |                        |
| 第0362回               | 12月30日               | ？                     | 寺内タケシとバニーズ、ジョーン・バエズ、九重佑三子、吉村実子ほか         | -                                                |                        |

### 1968年上半期
| 1968年上半期放送リスト | 1968年上半期放送リスト | 1968年上半期放送リスト | 1968年上半期放送リスト                                                         | 1968年上半期放送リスト | 1968年上半期放送リスト |
| 回数                   | 放送日 （1968年）      | 司会                   | ゲスト                                                                         | 備考                   |                        |
| ---------------------- | ---------------------- | ---------------------- | ------------------------------------------------------------------------------ | ---------------------- | ---------------------- |
| 第0363回               | 1月1日                 | ？                     | ザ・タイガース、ザ・ワイルドワンズ、ジュディ・オング、山田太郎、浜田光夫       | -                      |                        |
| 第0364回               | 1月2日                 | 山内賢 川口晶          | 奥村チヨ、ヴィレッジ・シンガーズ、徳永芽里、品田雄吉                           | -                      |                        |
| 第0365回               | 1月3日                 | 松山英太郎 由美かおる  | ザ・サベージ、グレート草津、サンダー杉山、梶光夫、高田美和、槇みちる           | -                      |                        |
| 第0366回               | 1月4日                 | ？                     | 尾藤イサオとザ・バロン、水原弘、江美早苗ほか                                   | -                      |                        |
| 第0367回               | 1月5日                 | ？                     | ザ・カーナビーツ、中尾ミエ、槇みちるほか                                       | -                      |                        |
| 第0368回               | 1月6日                 | 関口宏 小橋玲子        | ザ・ジャガーズ、九重佑三子                                                     | -                      |                        |
| 第0369回               | 1月8日                 | ？                     | ザ・ピーナッツ、アウト・キャスト、槇みちる                                     | -                      |                        |
| 第0370回               | 1月9日                 | ？                     | 水前寺清子、ガーネッツ、ザ・テンプターズほか                                   | -                      |                        |
| 第0371回               | 1月10日                | ？                     | 永井秀和、槇みちる、ピーター・パン、林家こん平                                 | -                      |                        |
| 第0372回               | 1月11日                | ？                     | ヴィレッジ・シンガーズ、黛ジュン、酒井和歌子ほか                               | -                      |                        |
| 第0373回               | 1月12日                | ？                     | ザ・カーナビーツ、佐良直美、槇みちるほか                                       | -                      |                        |
| 第0374回               | 1月13日                | ？                     | 三田明、ザ・ワイルドワンズ、ウィリーズほか                                     | -                      |                        |
| 第0375回               | 1月15日                | ？                     | 和田浩治、大形久仁子、鏡五郎ほか                                               | 副題「歌手の成人式」   |                        |
| 第0376回               | 1月16日                | ？                     | 園まり、ヴィレッジ・シンガーズ、栗田一雄ほか                                   | -                      |                        |
| 第0377回               | 1月17日                | ？                     | フランツ・フリーデルとブルーファイアほか                                       | -                      |                        |
| 第0378回               | 1月18日                | ？                     | ザ・フェニックス、佐藤友美、池田鴻、宮本信子                                   | -                      |                        |
| 第0379回               | 1月19日                | ？                     | ヴィレッジ・シンガーズ、永井秀和、水野正夫ほか                                 | -                      |                        |
| 第0380回               | 1月20日                | ？                     | ザ・ゴールデン・カップス、北島三郎、水野正夫ほか                               | -                      |                        |
| 第0381回               | 1月22日                | ？                     | ザ・カービナーツ、ピンキー・チックス、秋美子                                   | -                      |                        |
| 第0382回               | 1月23日                | ？                     | ロス・プリモス、ザ・サニー・ファイブほか                                       | -                      |                        |
| 第0383回               | 1月24日                | ？                     | シルビー・フォックス、バーバラ寺岡、水戸浩二                                   | -                      |                        |
| 第0384回               | 1月25日                | ？                     | ザ・ゴールデン・カップス、波野久里子、堀内美紀ほか                             | -                      |                        |
| 第0385回               | 1月26日                | ？                     | ジャッキー吉川とブルーコメッツ、井上ひとみ、早大グリークラブほか               | -                      |                        |
| 第0386回               | 1月27日                | ？                     | アタックメン、吉村実子、荒木一郎ほか                                           | -                      |                        |
| 第0387回               | 1月29日                | ？                     | ヴィレッジ・シンガーズ、笹みどり、高山ナツキほか                               | -                      |                        |
| 第0388回               | 1月30日                | ？                     | 松原智恵子、寺内タケシとバニーズ、成江淳ほか                                   | -                      |                        |
| 第0389回               | 1月31日                | ？                     | ザ・ビーバーズ、黒木憲、高山ナツキ、原田糸子ほか                               | -                      |                        |
| 第0390回               | 2月1日                 | ？                     | シャープ・ホークス、ゴースト・ライダーズほか                                   | -                      |                        |
| 第0391回               | 2月2日                 | ？                     | ザ・タイガース、ザ・ジャイアンツ、奥村チヨほか                                 | -                      |                        |
| 第0392回               | 2月3日                 | ？                     | アウト・キャスト、弘田三枝子、ライラックスほか                                 | -                      |                        |
| 第0393回               | 2月5日                 | ？                     | ザ・カービナーツ、原トシハルとB&Bセブン、いしだあゆみ                          | -                      |                        |
| 第0394回               | 2月6日                 | ？                     | 寺内タケシとバニーズ、沢知美、浜田光夫、阿木譲、江原達怡                       | -                      |                        |
| 第0395回               | 2月7日                 | ？                     | ザ・ジェノバ、畠山みどり、林家こん平ほか                                       | -                      |                        |
| 第0396回               | 2月8日                 | ？                     | レオ・ビーツ、車英二、加賀まりこ、小野川公三郎                                 | -                      |                        |
| 第0397回               | 2月9日                 | ？                     | ザ・ジャガーズ、山本リンダ、高山ナツキほか                                     | -                      |                        |
| 第0398回               | 2月10日                | ？                     | ザ・ゴールデン・カップス、伊東ゆかり、吉村実子                                 | -                      |                        |
| 第0399回               | 2月12日                | ？                     | ヴィレッジ・シンガーズ、徳永芽里、諸岡美津子ほか                               | -                      |                        |
| 第0400回               | 2月13日                | ？                     | ザ・ハプニングス・フォー、ザ・ゴールデン・カップス                             | -                      |                        |
| 第0401回               | 2月14日                | ？                     | 尾藤イサオとザ・バロン、小川知子、バーバラ寺岡ほか                             | -                      |                        |
| 第0402回               | 2月15日                | ？                     | ザ・ガリバーズ、島和彦、小川徹、八重垣路子ほか                                 | -                      |                        |
| 第0403回               | 2月16日                | ？                     | アタックメン、ザ・フォーク・クルセイダーズほか                                 | -                      |                        |
| 第0404回               | 2月17日                | ？                     | アウト・キャスト、ザ・フォーク・クルセイダーズほか                             | -                      |                        |
| 第0405回               | 2月19日                | ？                     | シャープ・ホークス、弘田三枝子、小林秀夫ほか                                   | -                      |                        |
| 第0406回               | 2月20日                | ？                     | ザ・カービナーツ、望月浩、倉持泰ほか                                           | -                      |                        |
| 第0407回               | 2月21日                | ？                     | ザ・ビーバーズ、梓みちよ、バーバラ寺岡ほか                                     | -                      |                        |
| 第0408回               | 2月22日                | ？                     | ザ・ワイルドワンズ、青山和子、川喜多和子ほか                                   | -                      |                        |
| 第0409回               | 2月23日                | 関口宏ほか             | 寺内タケシとバニーズ、久保浩、ジャックスほか                                   | -                      |                        |
| 第0410回               | 2月24日                | ？                     | ザ・ゴールデン・カップス、黛ジュン、横尾忠則ほか                               | -                      |                        |
| 第0411回               | 2月26日                | 山内賢                 | ザ・ジャガーズ、森進一、中嶋弘子ほか                                           | -                      |                        |
| 第0412回               | 2月27日                | ？                     | ザ・テンプターズ、加賀城みゆき、フォーク・ウィンズほか                         | -                      |                        |
| 第0413回               | 2月28日                | ？                     | 森山良子、大形久仁子、ザ・サベージ                                             | -                      |                        |
| 第0414回               | 2月29日                | ？                     | 中村佳代子、ザ・ペピーズ、トリオ・モレノほか                                   | -                      |                        |
| 第0415回               | 3月1日                 | ？                     | シャープ・ホークス、森山良子、永井秀和ほか                                     | -                      |                        |
| 第0416回               | 3月2日                 | 関口宏                 | パープルシャドウズ、田辺靖雄ほか                                               | -                      |                        |
| 第0417回               | 3月4日                 | ？                     | 寺内タケシとバニーズ、森山良子、小松みどり、加賀まりこほか                     | -                      |                        |
| 第0418回               | 3月5日                 | ？                     | ザ・テンプターズ、山田太郎、田上晃彦ほか                                       | -                      |                        |
| 第0419回               | 3月6日                 | ？                     | スウィング・ウエスト、泉アキ、森山良子ほか                                     | -                      |                        |
| 第0420回               | 3月7日                 | ？                     | シルビー・フォックス、美川憲一、大原麗子ほか                                   | -                      |                        |
| 第0421回               | 3月8日                 | ？                     | ザ・ゴールデン・カップス、荒木一郎、森山良子ほか                               | -                      |                        |
| 第0422回               | 3月9日                 | ？                     | ザ・カーナビーツ、中村晃子、タッド・ポールほか                                 | -                      |                        |
| 第0423回               | 3月11日                | ？                     | アタックメン、伊東きよ子、フォー・セインツ                                     | -                      |                        |
| 第0424回               | 3月12日                | ？                     | ザ・ビーバーズ、ザ・ダーツ、千昌夫、生沢徹                                     | -                      |                        |
| 第0425回               | 3月13日                | ？                     | 水前寺清子、浜美枝、レオ・ビーツ、中原蒼二ほか                                 | -                      |                        |
| 第0426回               | 3月14日                | ？                     | 前田美波里、佐良直美、アウト・キャスト、沢知美                                 | -                      |                        |
| 第0427回               | 3月15日                | ？                     | 坂本九、ザ・テンプターズ、和田静郎ほか                                         | -                      |                        |
| 第0428回               | 3月16日                | ？                     | ゲイリー・ウォーカー、ザ・カービナーツ、九重佑三子                             | -                      |                        |
| 第0429回               | 3月18日                | ？                     | ザ・サニーファイブ、望月浩、ストレイ・シープス                                 | -                      |                        |
| 第0430回               | 3月19日                | ？                     | ザ・ダイナマイツ、いしだあゆみ、根井外喜男ほか                                 | -                      |                        |
| 第0431回               | 3月20日                | ？                     | ザ・ガリバーズ、水戸浩二、小川徹ほか                                           | -                      |                        |
| 第0432回               | 3月21日                | ？                     | 寺内タケシとバニーズ、佐良直美、原トシハルとB&Bセブンほか                      | -                      |                        |
| 第0433回               | 3月22日                | ？                     | ザ・ワイルドワンズ、寺内タケシとバニーズ、水前寺清子                           | -                      |                        |
| 第0434回               | 3月23日                | ？                     | 尾藤イサオとザ・バロン、ジェリー藤尾、フォー・スタッグスほか                   | -                      |                        |
| 第0435回               | 3月25日                | ？                     | ザ・ビーバーズ、原トシハルとB&Bセブン、奥村チヨ、沢知美ほか                    | -                      |                        |
| 第0436回               | 3月26日                | ？                     | ザ・カーナビーツ、都はるみ、ザ・ダーツ、星島浩ほか                             | -                      |                        |
| 第0437回               | 3月27日                | ？                     | ザ・ピーコックス、原トシハルとB&Bセブン、山本リンダほか                        | -                      |                        |
| 第0438回               | 3月28日                | ？                     | ヴィレッジ・シンガーズ、品田雄吉、谷隼人ほか                                   | -                      |                        |
| 第0439回               | 3月29日                | ？                     | シャープ・フォークス、港孝也、スコット・ウォーカーほか                         | -                      |                        |
| 第0440回               | 3月30日                | 関口宏                 | 中山仁、ザ・ヤンガーズ、戸部友子ほか                                           | -                      |                        |
| 第0441回               | 4月1日                 | 山内賢 川口晶          | ザ・ワンダース、島和彦                                                         | -                      |                        |
| 第0442回               | 4月2日                 | ？                     | ザ・カーナビーツ、ザ・リガニーズ、久保正明                                     | -                      |                        |
| 第0443回               | 4月3日                 | ？                     | クリス・ビショップ、城卓矢、市川桂子ほか                                       | -                      |                        |
| 第0444回               | 4月4日                 | ？                     | 伊東きよ子、土田英一、鮎川いずみ、上月晃ほか                                   | -                      |                        |
| 第0445回               | 4月5日                 | ？                     | ザ・ワンダース、ザ・フォーク・クルセダーズ                                     | -                      |                        |
| 第0446回               | 4月6日                 | 関口宏                 | ヴィッキー、フォー・ナインエース                                               | -                      |                        |
| 第0447回               | 4月8日                 | 山内賢 川口晶          | シャープ・ホークス、青山ミチ                                                   | -                      |                        |
| 第0448回               | 4月9日                 | 山内賢 川口晶          | テリーズ、美樹克彦ほか                                                         | -                      |                        |
| 第0449回               | 4月10日                | ？                     | ザ・カーナビーツ、日野てる子、ザ・ワンダース、増永直子                         | -                      |                        |
| 第0450回               | 4月11日                | ？                     | ザ・テンプターズ、尾崎奈々、堀田利夫、響かおる                                 | -                      |                        |
| 第0451回               | 4月12日                | ？                     | レオ・ビーツ、永井秀和、スクールメイツほか                                     | -                      |                        |
| 第0452回               | 4月13日                | ？                     | 水戸浩二、ザ・ライオンズ、ザ・ジェノバほか                                     | -                      |                        |
| 第0453回               | 4月15日                | 山内賢 川口晶          | ザ・ビーバーズ、中村晃子                                                       | -                      |                        |
| 第0454回               | 4月16日                | 山内賢 川口晶          | ザ・ゴールデン・カップス、山本リンダほか                                       | -                      |                        |
| 第0455回               | 4月17日                | 小柳徹 由美かおる      | ザ・ジャガーズ、車英二ほか                                                     | -                      |                        |
| 第0456回               | 4月18日                | 小柳徹 由美かおる      | ザ・ジェノバ、愛京子、景三晃ほか                                               | -                      |                        |
| 第0457回               | 4月19日                | ？                     | ザ・カーナビーツ、中村晃子ほか                                                 | -                      |                        |
| 第0458回               | 4月20日                | ？                     | ザ・ワイルドワンズ、中村晃子ほか                                               | -                      |                        |
| 第0459回               | 4月22日                | 山内賢 小橋玲子        | 寺内タケシとバニーズ、一節太郎ほか                                             | -                      |                        |
| 第0460回               | 4月23日                | 山内賢 小橋玲子        | 尾藤イサオとザ・バロン、佐良直美ほか                                           | -                      |                        |
| 第0461回               | 4月24日                | 松山英太郎             | シャープホークス、小川知子ほか                                                 | -                      |                        |
| 第0462回               | 4月25日                | 小柳徹                 | シャープホークス、小川知子ほか                                                 | -                      |                        |
| 第0463回               | 4月26日                | 関口宏 小橋玲子        | ザ・カーナビーツ、梓みちよ                                                     | -                      |                        |
| 第0464回               | 4月27日                | 関口宏 小橋玲子        | ザ・キイズ、山口ケイビングクラブほか                                           | -                      |                        |
| 第0465回               | 4月29日                | 山内賢                 | ザ・ゴールデン・カップス、鹿内タカシほか                                       | -                      |                        |
| 第0466回               | 4月30日                | 山内賢                 | ザ・ダイナマイツ、井手せつ子ほか                                               | -                      |                        |
| 第0467回               | 5月1日                 | 小柳徹 江美早苗        | ザ・ビーバーズ、島和彦                                                         | -                      |                        |
| 第0468回               | 5月2日                 | 小柳徹 江美早苗        | スウィング・ウエスト、伊東きよ子                                               | -                      |                        |
| 第0469回               | 5月3日                 | 関口宏 小橋玲子        | シャープ・ホークス、佐良直美                                                   | -                      |                        |
| 第0470回               | 5月4日                 | 関口宏 小橋玲子        | 寺内タケシとバニーズ、山本リンダ                                               | -                      |                        |
| 第0471回               | 5月6日                 | ？                     | ザ・ハプニングス・フォー、いしだあゆみほか                                     | -                      |                        |
| 第0472回               | 5月7日                 | 山内賢 藤田淑子        | ザ・ジェノバほか                                                               | -                      |                        |
| 第0473回               | 5月8日                 | 小柳徹 由美かおる      | ザ・ビーバーズ、黛ジュンほか                                                   | -                      |                        |
| 第0474回               | 5月9日                 | 小柳徹 由美かおる      | ザ・フェニックス、伊東きよ子                                                   | -                      |                        |
| 第0475回               | 5月10日                | 関口宏 小橋玲子        | テリーズ、高山ナツキ                                                           | -                      |                        |
| 第0476回               | 5月11日                | ？                     | ザ・カーナビーツ、高石ともや、加藤登紀子ほか                                   | -                      |                        |
| 第0477回               | 5月13日                | 山内賢 藤田淑子        | ザ・ゴールデン・カップス、布施明                                               | -                      |                        |
| 第0478回               | 5月14日                | 山内賢 藤田淑子        | ザ・ダイナマイツ、黛ジュン                                                     | -                      |                        |
| 第0479回               | 5月15日                | 小柳徹ほか             | ザ・ジャガーズ、仲宗根美樹                                                     | -                      |                        |
| 第0480回               | 5月16日                | 小柳徹ほか             | ザ・カーナビーツ、大原麗子                                                     | -                      |                        |
| 第0481回               | 5月17日                | 関口宏                 | ザ・リバーバーズ、中村晃子                                                     | -                      |                        |
| 第0482回               | 5月18日                | ？                     | シャープ・ホークス、泉アキ、ザ・カーナビーツほか                               | -                      |                        |
| 第0483回               | 5月20日                | 山内賢 藤田淑子        | シャープ・ホークス、伊東きよ子ほか                                             | -                      |                        |
| 第0484回               | 5月21日                | 山内賢 藤田淑子        | サニーズ、山本リンダほか                                                       | -                      |                        |
| 第0485回               | 5月22日                | 小柳徹 由美かおる      | スウィング・ウエスト、中村晃子                                                 | -                      |                        |
| 第0486回               | 5月23日                | 小柳徹 由美かおる      | レオ・ビーツ、ジュディ・オング                                                 | -                      |                        |
| 第0487回               | 5月24日                | 関口宏 藤田淑子        | ザ・テンプターズ、小川知子ほか                                                 | -                      |                        |
| 第0488回               | 5月25日                | 関口宏 藤田淑子        | ザ・ビーバーズ、永井秀和                                                       | -                      |                        |
| 第0489回               | 5月27日                | 山内賢 藤田淑子        | ザ・ジャガーズ、黒沢明とロス・プリモス                                         | -                      |                        |
| 第0490回               | 5月28日                | 山内賢 藤田淑子        | ザ・カーナビーツ、梢みわ                                                       | -                      |                        |
| 第0491回               | 5月29日                | 小柳徹 由美かおる      | ザ・ジェノバ、響かおる                                                         | -                      |                        |
| 第0492回               | 5月30日                | ？                     | ヴィレッジ・シンガーズ、大形久仁子ほか                                         | -                      |                        |
| 第0493回               | 5月31日                | ？                     | デ・スーナーズ、ザ・フォーク・クルセダーズほか                                 | -                      |                        |
| 第0494回               | 6月1日                 | 関口宏                 | ザ・ガリバーズ、梓みちよほか                                                   | -                      |                        |
| 第0495回               | 6月3日                 | ？                     | ザ・ゴールデン・カップス、津々美洋とオールスターズ・ワゴン                     | -                      |                        |
| 第0496回               | 6月4日                 | 山内賢                 | ザ・ワイルドワンズ、井上宗孝とシャープ・ファイブ、ザ・ゴールデン・カップスほか | -                      |                        |
| 第0497回               | 6月5日                 | 小柳徹 由美かおる      | 寺内タケシとバニーズ、平泉保ほか                                               | -                      |                        |
| 第0498回               | 6月6日                 | 小柳徹 由美かおる      | ザ・カーナビーツ、奥村チヨほか                                                 | -                      |                        |
| 第0499回               | 6月7日                 | 関口宏ほか             | ザ・タックスマン、島かおりほか                                                 | -                      |                        |
| 第0500回               | 6月8日                 | 関口宏ほか             | ザ・ワイルドワンズ、木の実ナナ                                                 | -                      |                        |
| 第0501回               | 6月10日                | 山内賢                 | ヴィレッジ・シンガーズ、山田太郎                                               | -                      |                        |
| 第0502回               | 6月11日                | 山内賢                 | ザ・ゴールデン・カップス、金沢景子ほか                                         | -                      |                        |
| 第0503回               | 6月12日                | 小柳徹 由美かおる      | ザ・テンプターズ、車英二ほか                                                   | -                      |                        |
| 第0504回               | 6月13日                | 小柳徹 由美かおる      | ザ・ジャガーズ、大原麗子ほか                                                   | -                      |                        |
| 第0505回               | 6月14日                | 関口宏 小橋玲子        | 寺内タケシとバニーズ、中尾ミエほか                                             | -                      |                        |
| 第0506回               | 6月15日                | 関口宏 小橋玲子        | ザ・ハプニングス・フォー、望月浩                                               | -                      |                        |
| 第0507回               | 6月17日                | 山内賢ほか             | ザ・シャープ・ホークス、中村晃子                                               | -                      |                        |
| 第0508回               | 6月18日                | 山内賢ほか             | ザ・ビーバーズ、伊東きよ子ほか                                                 | -                      |                        |
| 第0509回               | 6月19日                | 由美かおるほか         | ザ・ガリバーズほか                                                             | -                      |                        |
| 第0510回               | 6月20日                | 小柳徹                 | ザ・ジャガーズ、徳永芽里ほか                                                   | -                      |                        |
| 第0511回               | 6月21日                | 関口宏                 | スウィング・ウエスト、水前寺清子                                               | -                      |                        |
| 第0512回               | 6月22日                | 関口宏                 | ザ・カーナビーツ、はつみかんな、吉村実子ほか                                   | -                      |                        |
| 第0513回               | 6月24日                | 山内賢 川口晶          | ザ・ジャガーズ、布施明ほか                                                     | -                      |                        |
| 第0514回               | 6月25日                | 山内賢 川口晶          | ザ・ジェノバ、梢みわほか                                                       | -                      |                        |
| 第0515回               | 6月26日                | 小柳徹 江美早苗        | レオ・ビーツ、田村ミエ                                                         | -                      |                        |
| 第0516回               | 6月27日                | 小柳徹 江美早苗        | ザ・シャープ・ホークス、麻里圭子ほか                                           | -                      |                        |
| 第0517回               | 6月28日                | 関口宏                 | ザ・カーナビーツ、三田明                                                       | -                      |                        |
| 第0518回               | 6月29日                | ？                     | ヴィレッジ・シンガーズ、奥村チヨほか                                           | -                      |                        |

### 1968年下半期
| 1968年下半期放送リスト | 1968年下半期放送リスト | 1968年下半期放送リスト    | 1968年下半期放送リスト                                         | 1968年下半期放送リスト                   | 1968年下半期放送リスト |
| 回数                   | 放送日 （1968年）      | 司会                      | ゲスト                                                         | 備考                                     |                        |
| ---------------------- | ---------------------- | ------------------------- | -------------------------------------------------------------- | ---------------------------------------- | ---------------------- |
| 第0519回               | 7月1日                 | 山内賢 川口晶             | 寺内タケシとバニーズ、中村晃子                                 | -                                        |                        |
| 第0520回               | 7月2日                 | 山内賢 川口晶             | ザ・ビーバーズ、中尾ミエほか                                   | -                                        |                        |
| 第0521回               | 7月3日                 | 小柳徹 江美早苗           | 寺内タケシとバニーズ、東ひかりほか                             | -                                        |                        |
| 第0522回               | 7月4日                 | 小柳徹                    | スウィング・ウエスト、都はるみほか                             | -                                        |                        |
| 第0523回               | 7月5日                 | 関口宏                    | ジャッキー吉川とブルーコメッツ、水前寺清子                     | -                                        |                        |
| 第0524回               | 7月6日                 | ？                        | ヴィレッジ・シンガーズ、永井秀和ほか                           | -                                        |                        |
| 第0525回               | 7月8日                 | 山内賢 川口晶             | ザ・カーナビーツ、布施明                                       | -                                        |                        |
| 第0526回               | 7月9日                 | 山内賢 川口晶             | ザ・テリーズ、日野てる子                                       | -                                        |                        |
| 第0527回               | 7月10日                | 小柳徹 江美早苗           | ザ・ビーバーズ、沢知美                                         | -                                        |                        |
| 第0528回               | 7月11日                | 小柳徹 江美早苗           | ザ・ビーバーズ、二宮ゆきこほか                                 | -                                        |                        |
| 第0529回               | 7月12日                | ？                        | オックス、高石友也、スクールメイツほか                         | -                                        |                        |
| 第0530回               | 7月13日                | ？                        | ザ・フォーク・クルセダーズ、ヘルプフル・ソウルほか             | -                                        |                        |
| 第0531回               | 7月15日                | ？                        | ヴィレッジ・シンガーズ、ザ・ジャガーズほか                     | 葉山マリーナでの公開録画                 |                        |
| 第0532回               | 7月16日                | 山内賢                    | ザ・テンプターズ、島かおり                                     | -                                        |                        |
| 第0533回               | 7月17日                | 江美早苗                  | ザ・ビーバーズ、沢知美                                         | カラー放送                               |                        |
| 第0534回               | 7月18日                | 小柳徹 由美かおる         | ザ・ジェノバ、山本リンダ                                       | 鈴鹿サーキットでの公開録画               |                        |
| 第0535回               | 7月19日                | ？                        | 九重佑三子、パープルシャドウズ、木下節子、ザ・ジャイアンツほか | -                                        |                        |
| 第0536回               | 7月20日                | ？                        | ザ・フォーク・クルセダーズ、寺内タケシとバニーズほか           | -                                        |                        |
| 第0537回               | 7月22日                | 山内賢 川口晶             | 徳永芽里、ザ・スマッシャーズほか                               | -                                        |                        |
| 第0538回               | 7月23日                | 山内賢 川口晶             | 尾藤イサオ、レオ・ビーツ                                       | -                                        |                        |
| 第0539回               | 7月24日                | 小柳徹 江美早苗           | パープルシャドウズ、愛田健二                                   | -                                        |                        |
| 第0540回               | 7月25日                | 小柳徹 江美早苗           | ザ・ビーバーズ、那智わたる、秋美子                             | -                                        |                        |
| 第0541回               | 7月26日                | 関口宏 小橋玲子           | ザ・シャープ・ホークス、佐良直美ほか                           | -                                        |                        |
| 第0542回               | 7月27日                | 関口宏 小橋玲子           | ザ・ガリバーズ、坂本九ほか                                     | -                                        |                        |
| 第0543回               | 7月29日                | 山内賢 川口晶             | ザ・カーナビーツ、鹿内タカシほか                               | -                                        |                        |
| 第0544回               | 7月30日                | 山内賢 川口晶             | ザ・ゴールデン・カップス、江夏圭介                             | -                                        |                        |
| 第0545回               | 7月31日                | ？                        | ザ・サマーズ、サッポロ・メイツ、西山道子ほか                   | -                                        |                        |
| 第0546回               | 8月1日                 | ？                        | ザ・キッパーズ、川合豊太郎、ギャグ・ファイブ                   | -                                        |                        |
| 第0547回               | 8月2日                 | 関口宏                    | アウト・キャスト、黒沢久雄、森山良子ほか                       | -                                        |                        |
| 第0548回               | 8月3日                 | 関口宏                    | 井上宗孝とシャープ・ファイブ、由美かおるほか                   | -                                        |                        |
| 第0549回               | 8月5日                 | ？                        | ヤング・アメリカンズ、ザ・ケニーズ、城卓矢ほか                 | -                                        |                        |
| 第0550回               | 8月6日                 | 山内賢 川口晶             | オックス、小松みどり                                           | -                                        |                        |
| 第0551回               | 8月7日                 | 小柳徹ほか                | ザ・ワイルドワンズ、中村晃子ほか                               | -                                        |                        |
| 第0552回               | 8月8日                 | 小柳徹ほか                | ザ・ランチャーズ、加山雄三                                     | -                                        |                        |
| 第0553回               | 8月9日                 | ？                        | ザ・ワイルドワンズ、ジェリー藤尾、ヤング・アメリカンズ         | -                                        |                        |
| 第0554回               | 8月10日                | 関口宏ほか                | ザ・ゴールデン・カップス、泉アキほか                           | -                                        |                        |
| 第0555回               | 8月12日                | 山内賢 川口晶             | 寺内タケシとバニーズ、梢みわ                                   | -                                        |                        |
| 第0556回               | 8月13日                | 山内賢 川口晶             | オックス、いしだあゆみほか                                     | -                                        |                        |
| 第0557回               | 8月14日                | 小柳徹 由美かおる         | ザ・ジャガーズ、沢知美ほか                                     | -                                        |                        |
| 第0558回               | 8月15日                | 小柳徹 由美かおる         | ザ・カーナビーツ、島かおりほか                                 | -                                        |                        |
| 第0559回               | 8月16日                | 関口宏 小橋玲子           | パープルシャドウズ、山本リンダ                                 | -                                        |                        |
| 第0560回               | 8月17日                | 関口宏 小橋玲子           | レオ・ビーツ、中村晃子ほか                                     | -                                        |                        |
| 第0561回               | 8月19日                | 山内賢 川口晶             | オックス、ザ・ピーナッツ                                       | -                                        |                        |
| 第0562回               | 8月20日                | 山内賢 川口晶             | 寺内タケシとバニーズ、沢知美ほか                               | -                                        |                        |
| 第0563回               | 8月21日                | 小柳徹ほか                | ザ・ジャガーズ、奥村チヨほか                                   | -                                        |                        |
| 第0564回               | 8月22日                | 小柳徹ほか                | パープルシャドウズ、望月浩ほか                                 | -                                        |                        |
| 第0565回               | 8月23日                | 関口宏 小橋玲子           | デ・スーナーズ、坂本九                                         | -                                        |                        |
| 第0566回               | 8月24日                | 関口宏 小橋玲子           | ザ・カーナビーツ、千昌夫                                       | -                                        |                        |
| 第0567回               | 8月26日                | ？                        | 井上宗孝とシャープ・ファイブ、岡田真澄、ザ・フィンガーズほか   | -                                        |                        |
| 第0568回               | 8月27日                | 山内賢 川口晶             | オックス、伊東きよ子ほか                                       | -                                        |                        |
| 第0569回               | 8月28日                | ？                        | スウィング・ウエスト、浜名弘ほか                               | -                                        |                        |
| 第0570回               | 8月29日                | 小柳徹ほか                | ザ・アダムス、久美かおりほか                                   | -                                        |                        |
| 第0571回               | 8月30日                | ？                        | 寺内タケシとバニーズ、ザ・フォーク・クルセダーズ               | -                                        |                        |
| 第0572回               | 8月31日                | 関口宏                    | ザ・ゴールデン・カップス、園まりほか                           | -                                        |                        |
| 第0573回               | 9月2日                 | ？                        | ザ・バーディー、浅尾千亜紀、ザ・フィンガーズほか               | -                                        |                        |
| 第0574回               | 9月3日                 | 山内賢                    | ザ・カーナビーツ、島和彦                                       | -                                        |                        |
| 第0575回               | 9月4日                 | ？                        | 園まり、麻里圭子、小畑ミキ、ヤンガーズ、ザ・フィンガーズ       | -                                        |                        |
| 第0576回               | 9月5日                 | ？                        | 酒井和歌子、森田敏子、内藤洋子、梓みちよ、岡田可愛             | -                                        |                        |
| 第0577回               | 9月6日                 | ？                        | ザ・カーナビーツ、恒川めぐみ、ザ・フィンガーズ                 | -                                        |                        |
| 第0578回               | 9月7日                 | 関口宏ほか                | ヴィレッジ・シンガーズ、九重佑三子ほか                         | -                                        |                        |
| 第0579回               | 9月9日                 | 山内賢 川口晶             | ザ・ジャガーズ、泉アキほか                                     | -                                        |                        |
| 第0580回               | 9月10日                | 山内賢 川口晶             | オックス、Jシャングリラ                                        | -                                        |                        |
| 第0581回               | 9月11日                | ？                        | パープルシャドウズ、黛ジュン、植木浩史ほか                     | -                                        |                        |
| 第0582回               | 9月12日                | ？                        | ザ・ゴールデン・カップス、はつみかんなほか                     | -                                        |                        |
| 第0583回               | 9月13日                | ？                        | ザ・フォーク・クルセダーズ、佐良直美ほか                       | -                                        |                        |
| 第0584回               | 9月14日                | 関口宏ほか                | ヴィレッジ・シンガーズ、小川知子                               | -                                        |                        |
| 第0585回               | 9月16日                | 山内賢 川口晶             | ザ・タックスマン、梢みわ                                       | -                                        |                        |
| 第0586回               | 9月17日                | 山内賢 川口晶             | ザ・ビーバーズ、阿木譲                                         | -                                        |                        |
| 第0587回               | 9月18日                | ？                        | スウィング・ウエスト、佐良直美ほか                             | -                                        |                        |
| 第0588回               | 9月19日                | ？                        | パープルシャドウズ、和泉達也、城野ゆきほか                     | -                                        |                        |
| 第0589回               | 9月20日                | ？                        | ザ・シャープ・ホークス、三田明、酒井和歌子ほか                 | -                                        |                        |
| 第0590回               | 9月21日                | 関口宏ほか                | ザ・ゴールデン・カップス、坂本九                               | -                                        |                        |
| 第0591回               | 9月23日                | 山内賢 川口晶             | ファンキー・プリンス、平井昌一                                 | -                                        |                        |
| 第0592回               | 9月24日                | 山内賢 川口晶             | オックス、ファイア・バード                                     | -                                        |                        |
| 第0593回               | 9月25日                | 小柳徹 由美かおる         | 佳川ヨコ、荻野達也とバニーズほか                               | -                                        |                        |
| 第0594回               | 9月26日                | ？                        | 小川知子、ケニーズ、小山ルミ、鮎川いずみほか                   | -                                        |                        |
| 第0595回               | 9月27日                | 関口宏 小橋玲子           | 港孝也、ズー・ニー・ヴーほか                                   | -                                        |                        |
| 第0596回               | 9月28日                | ？                        | ヴィレッジ・シンガーズ、荒木一郎、黒沢久雄、小山ルミ           | -                                        |                        |
| 第0597回               | 9月30日                | プラバー・シェス          | ピエール・カルダン、松本弘子                                   | この回より放送時間が 7:30 - 8:10に変更。 |                        |
| 第0598回               | 10月1日                | ？                        | 荻野達也とバニーズ、島かおり、三浦雄一郎ほか                   | -                                        |                        |
| 第0599回               | 10月2日                | ？                        | ザ・カーナビーツ、大形久仁子、ヴォーチェ・アンジェリカほか     | -                                        |                        |
| 第0600回               | 10月3日                | ？                        | ザ・ジャガーズ、いしだあゆみほか                               | -                                        |                        |
| 第0601回               | 10月4日                | ？                        | ヴィレッジ・シンガーズ、中村晃子ほか                           | -                                        |                        |
| 第0602回               | 10月5日                | 関口宏ほか                | 荻野達也とバニーズ、久保浩                                     | -                                        |                        |
| 第0603回               | 10月7日                | ？                        | ピーター・トーク、徳永芽里ほか                                 | -                                        |                        |
| 第0604回               | 10月8日                | ？                        | ザ・ハプニングス・フォー、水戸浩二                             | -                                        |                        |
| 第0605回               | 10月9日                | ？                        | スウィング・ウエスト、麻里圭子ほか                             | -                                        |                        |
| 第0606回               | 10月10日               | ？                        | ザ・ガリバーズ、布施明、渥美マリ                               | -                                        |                        |
| 第0607回               | 10月11日               | 関口宏                    | ザ・カーナビーツ、三田明ほか                                   | -                                        |                        |
| 第0608回               | 10月12日               | ？                        | レオ・ビーツ、奥村チヨほか                                     | -                                        |                        |
| 第0609回               | 10月14日               | ？                        | ヴィレッジ・シンガーズ、梢みわほか                             | -                                        |                        |
| 第0610回               | 10月15日               | ？                        | ザ・ゴールデン・カップス、神年男、藤田俊二                     | -                                        |                        |
| 第0611回               | 10月16日               | ？                        | ザ・ビーバーズ、島かおりほか                                   | -                                        |                        |
| 第0612回               | 10月17日               | ？                        | ザ・スパイダース、恒川めぐみほか                               | -                                        |                        |
| 第0613回               | 10月18日               | ？                        | ザ・フォーク・クルセダーズ、ザ・テンプターズ                   | -                                        |                        |
| 第0614回               | 10月19日               | ？                        | ザ・シャープ・ホークス、小山ルミほか                           | -                                        |                        |
| 第0615回               | 10月21日               | ？                        | 園まり、井上宗孝とシャープ・ファイブ                           | -                                        |                        |
| 第0616回               | 10月22日               | ？                        | パープルシャドウズ、望月浩                                     | -                                        |                        |
| 第0617回               | 10月23日               | ？                        | ザ・ジャガーズ、中尾ミエほか                                   | -                                        |                        |
| 第0618回               | 10月24日               | 小柳徹ほか                | アダムス、泉アキほか                                           | -                                        |                        |
| 第0619回               | 10月25日               | ？                        | ザ・カーナビーツ、梢みわ                                       | -                                        |                        |
| 第0620回               | 10月26日               | ？                        | ザ・ジャガーズ、はつみかんな、永井秀和ほか                     | -                                        |                        |
| 第0621回               | 10月28日               | 黒沢久雄ほか              | オックス、団次郎                                               | -                                        |                        |
| 第0622回               | 10月29日               | ？                        | ザ・サニーファイブ、金沢景子                                   | -                                        |                        |
| 第0623回               | 10月30日               | ？                        | ザ・ゴールデン・カップス、青山和子ほか                         | -                                        |                        |
| 第0624回               | 10月31日               | ？                        | パープルシャドウズほか                                         | -                                        |                        |
| 第0625回               | 11月1日                | 関口宏                    | 江田聖明、堀内美紀、荻野達也とバニーズほか                     | -                                        |                        |
| 第0626回               | 11月2日                | ？                        | フォー・セインツ、和田アキ子ほか                               | -                                        |                        |
| 第0627回               | 11月4日                | ？                        | 泉アキ、井上宗孝とシャープ・ファイブほか                       | -                                        |                        |
| 第0628回               | 11月5日                | ？                        | ザ・サニーファイブ、恒川めぐみ                                 | -                                        |                        |
| 第0629回               | 11月6日                | ？                        | ザ・ワイルドワンズ、美樹克彦                                   | -                                        |                        |
| 第0630回               | 11月7日                | 小柳徹                    | 荻野達也とバニーズ、浅尾千亜紀ほか                             | -                                        |                        |
| 第0631回               | 11月8日                | ？                        | パープルシャドウズ、中村晃子ほか                               | -                                        |                        |
| 第0632回               | 11月9日                | ？                        | ピンキーとキラーズ、佐川満男ほか                               | -                                        |                        |
| 第0633回               | 11月11日               | 黒沢久雄                  | 梓みちよ、オックスほか                                         | -                                        |                        |
| 第0634回               | 11月12日               | ？                        | ザ・ハプニングス・フォー、田辺靖雄                             | -                                        |                        |
| 第0635回               | 11月13日               | ？                        | 永井秀和、ザ・シベルズほか                                     | -                                        |                        |
| 第0636回               | 11月14日               | ？                        | 麻里圭子、アップルパイほか                                     | -                                        |                        |
| 第0637回               | 11月15日               | 関口宏                    | 荻野達也とバニーズ、梢みわ                                     | -                                        |                        |
| 第0638回               | 11月16日               | ？                        | パープルシャドウズ、伊東きよ子ほか                             | -                                        |                        |
| 第0639回               | 11月18日               | ？                        | エリック・バートンとジ・アニマルズ、オックスほか               | -                                        |                        |
| 第0640回               | 11月19日               | ？                        | ザ・カーナビーツ、水戸浩二ほか                                 | -                                        |                        |
| 第0641回               | 11月20日               | ？                        | ザ・モップス、英亜里ほか                                       | -                                        |                        |
| 第0642回               | 11月21日               | ？                        | ザ・ジャガース、じゅん＆ネネほか                               | -                                        |                        |
| 第0643回               | 11月22日               | ？                        | ヴィレッジ・シンガーズ、三田明                                 | -                                        |                        |
| 第0644回               | 11月23日               | 関口宏                    | ザ・ワイルドワンズ、いしだあゆみ                               | -                                        |                        |
| 第0645回               | 11月25日               | 黒沢久雄                  | ザ・ビーバーズ、阿木譲                                         | -                                        |                        |
| 第0646回               | 11月26日               | ？                        | 荻野達也とバニーズ、泉アキほか                                 | -                                        |                        |
| 第0647回               | 11月27日               | ？                        | スウィング・ウエストほか                                       | -                                        |                        |
| 第0648回               | 11月28日               | 小柳徹                    | ジャッキー吉川とブルーコメッツ                                 | -                                        |                        |
| 第0649回               | 11月29日               | 関口宏ほか                | ザ・カーナビーツ                                               | -                                        |                        |
| 第0650回               | 11月30日               | 関口宏ほか                | ザ・デビィーズ、中村晃子ほか                                   | -                                        |                        |
| 第0651回               | 12月2日                | 黒沢久雄ほか              | 千昌夫、オックスほか                                           | -                                        |                        |
| 第0652回               | 12月3日                | ？                        | パープルシャドウズ、真理明美ほか                               | -                                        |                        |
| 第0653回               | 12月4日                | 小柳徹ほか                | 田辺靖雄ほか                                                   | -                                        |                        |
| 第0654回               | 12月5日                | ？                        | 徳永芽里、ザ・ブルーインパルスほか                             | -                                        |                        |
| 第0655回               | 12月6日                | 関口宏 小橋玲子           | 黒木憲ほか                                                     | -                                        |                        |
| 第0656回               | 12月7日                | 関口宏 小橋玲子           | ピンキーとキラーズほか                                         | -                                        |                        |
| 第0657回               | 12月9日                | 黒沢久雄ほか              | ザ・ワイルドワンズほか                                         | -                                        |                        |
| 第0658回               | 12月10日               | 黒沢久雄ほか              | 鹿内タカシほか                                                 | -                                        |                        |
| 第0659回               | 12月11日               | 小柳徹 小山ルミ           | 恒川めぐみ                                                     | -                                        |                        |
| 第0660回               | 12月12日               | 小柳徹 小山ルミ           | 川奈ミキ                                                       | -                                        |                        |
| 第0661回               | 12月13日               | 関口宏 小橋玲子           | 由美かおる                                                     | -                                        |                        |
| 第0662回               | 12月14日               | 関口宏 小橋玲子           | ヴィレッジ・シンガーズほか                                     | -                                        |                        |
| 第0663回               | 12月16日               | 黒沢久雄 プラバー・シェス | 中村晃子ほか                                                   | -                                        |                        |
| 第0664回               | 12月17日               | 黒沢久雄 プラバー・シェス | 中尾ミエ                                                       | -                                        |                        |
| 第0665回               | 12月18日               | 小柳徹 小山ルミ           | 英亜里ほか                                                     | -                                        |                        |
| 第0666回               | 12月19日               | 小柳徹 小山ルミ           | 麻里圭子ほか                                                   | -                                        |                        |
| 第0667回               | 12月20日               | ？                        | パープルシャドウズ、佐川満男                                   | -                                        |                        |
| 第0668回               | 12月21日               | 関口宏                    | 荒木一郎                                                       | -                                        |                        |
| 第0669回               | 12月23日               | 黒沢久雄ほか              | 山内賢                                                         | -                                        |                        |
| 第0670回               | 12月24日               | 黒沢久雄ほか              | 泉アキ                                                         | -                                        |                        |
| 第0671回               | 12月25日               | 小柳徹 小山ルミ           | いしだあゆみ                                                   | -                                        |                        |
| 第0672回               | 12月26日               | 小柳徹 小山ルミ           | 山本リンダほか                                                 | -                                        |                        |
| 第0673回               | 12月27日               | 関口宏ほか                | 佐良直美ほか                                                   | -                                        |                        |
| 第0674回               | 12月28日               | ？                        | 小川知子、由美かおる、原田糸子                                 | -                                        |                        |
| 第0675回               | 12月30日               | 黒沢久雄                  | 伊東きよ子ほか                                                 | -                                        |                        |
| 第0676回               | 12月31日               | ？                        | ヴィレッジ・シンガーズ、オックス                               | -                                        |                        |

### 1969年上半期
| 1969年上半期放送リスト | 1969年上半期放送リスト | 1969年上半期放送リスト    | 1969年上半期放送リスト                                               | 1969年上半期放送リスト                               | 1969年上半期放送リスト |
| 回数                   | 放送日 (1969年)        | 司会                      | ゲスト                                                               | 備考                                                 |                        |
| ---------------------- | ---------------------- | ------------------------- | -------------------------------------------------------------------- | ---------------------------------------------------- | ---------------------- |
| 第----回               | 1月1日                 | -                         | -                                                                    | 「ジーン・ケリーショー」放送のため、休止             |                        |
| 第----回               | 1月2日                 | -                         | -                                                                    | 「フレッド・アステアショー」放送のため、休止         |                        |
| 第----回               | 1月3日                 | -                         | -                                                                    | 「思い出の名楽団」放送のため、休止                   |                        |
| 第----回               | 1月4日                 | -                         | -                                                                    | 「カーモン・イスラエル・ダンサーズ」放送のため、休止 |                        |
| 第0677回               | 1月6日                 | 黒沢久雄 プラバー・シェス | 徳永芽里                                                             | -                                                    |                        |
| 第0678回               | 1月7日                 | 黒沢久雄 プラバー・シェス | 梢みわ                                                               | -                                                    |                        |
| 第0679回               | 1月8日                 | 小柳徹 小山ルミ           | Jシャングリラ                                                        | -                                                    |                        |
| 第0680回               | 1月9日                 | 小柳徹 小山ルミ           | 永井秀和                                                             | -                                                    |                        |
| 第0681回               | 1月10日                | 北山修 小橋玲子           | 高石友也、はしだのりひことシューベルツ、ザ・ゴールデン・カップスほか | -                                                    |                        |
| 第0682回               | 1月11日                | 北山修 小橋玲子           | 九重佑三子                                                           | -                                                    |                        |
| 第0683回               | 1月13日                | 黒沢久雄 プラバー・シェス | 黒木憲ほか                                                           | -                                                    |                        |
| 第0684回               | 1月14日                | 黒沢久雄 プラバー・シェス | パープルシャドウズ、江夏圭介ほか                                     | -                                                    |                        |
| 第0685回               | 1月15日                | 小柳徹 小山ルミ           | ザ・シャデラックス、金原亭馬生ほか                                   | -                                                    |                        |
| 第0686回               | 1月16日                | 小柳徹 小山ルミ           | 英亜里ほか                                                           | -                                                    |                        |
| 第0687回               | 1月17日                | 北山修 小橋玲子           | 佐川満男ほか                                                         | -                                                    |                        |
| 第0688回               | 1月18日                | 北山修 小橋玲子           | 坂本九ほか                                                           | -                                                    |                        |
| 第0689回               | 1月20日                | ？                        | 倶知安混声合唱団、川奈ミキほか                                       | -                                                    |                        |
| 第0690回               | 1月21日                | ？                        | ザ・ビーンズ、ザ・ワイズ、有坂隆祐ほか                               | -                                                    |                        |
| 第0691回               | 1月22日                | 小柳徹 小山ルミ           | ヒデとロザンナ                                                       | -                                                    |                        |
| 第0692回               | 1月23日                | 小柳徹 小山ルミ           | 千昌夫ほか                                                           | -                                                    |                        |
| 第0693回               | 1月24日                | 北山修 小橋玲子           | ピンキーとキラーズほか                                               | -                                                    |                        |
| 第0694回               | 1月25日                | 北山修 小橋玲子           | 三田明ほか                                                           | -                                                    |                        |
| 第0695回               | 1月27日                | 黒沢久雄 プラバー・シェス | じゅん&ネネほか                                                      | -                                                    |                        |
| 第0696回               | 1月28日                | 黒沢久雄 プラバー・シェス | 木の実ナナ、飯野おさみほか                                           | -                                                    |                        |
| 第0697回               | 1月29日                | 小柳徹 小山ルミ           | 美樹克彦、ザ・ビーバーズほか                                         | -                                                    |                        |
| 第0698回               | 1月30日                | 小柳徹 小山ルミ           | ザ・ジャイアンツほか                                                 | -                                                    |                        |
| 第0699回               | 1月31日                | 北山修 小橋玲子           | 荻野達也とバニーズほか                                               | -                                                    |                        |
| 第0700回               | 2月1日                 | 北山修 小橋玲子           | 麻里圭子とリオ・アルマほか                                           | -                                                    |                        |
| 第0701回               | 2月3日                 | 黒沢久雄 プラバー・シェス | 奥村チヨ                                                             | -                                                    |                        |
| 第0702回               | 2月4日                 | 黒沢久雄 プラバー・シェス | 西城健ほか                                                           | -                                                    |                        |
| 第0703回               | 2月5日                 | 小柳徹 小山ルミ           | ザ・ワイルドワンズ、サトー・ノトほか                                 | -                                                    |                        |
| 第0704回               | 2月6日                 | 小柳徹 小山ルミ           | 団次郎、ザ・サイレンサーほか                                         | -                                                    |                        |
| 第0705回               | 2月7日                 | 北山修 小橋玲子           | ザ・カーナビーツ、山本リンダほか                                     | -                                                    |                        |
| 第0706回               | 2月8日                 | 北山修 小橋玲子           | 荻野達也とバニーズ、中村晃子ほか                                     | -                                                    |                        |
| 第0707回               | 2月10日                | 黒沢久雄 プラバー・シェス | 田辺靖雄ほか                                                         | -                                                    |                        |
| 第0708回               | 2月11日                | 黒沢久雄 プラバー・シェス | 城卓矢、ザ・ワイルドワンズほか                                       | -                                                    |                        |
| 第0709回               | 2月12日                | 小柳徹 小山ルミ           | ヒデとロザンナほか                                                   | -                                                    |                        |
| 第0710回               | 2月13日                | 小柳徹 小山ルミ           | 中尾ミエほか                                                         | -                                                    |                        |
| 第0711回               | 2月14日                | 北山修 小橋玲子           | デイブ・ディー・グループほか                                         | カラー放送                                           |                        |
| 第0712回               | 2月15日                | 北山修 小橋玲子           | 坂本九                                                               | -                                                    |                        |
| 第0713回               | 2月17日                | 黒沢久雄 プラバー・シェス | 伊東きよ子                                                           | -                                                    |                        |
| 第0714回               | 2月18日                | 黒沢久雄 プラバー・シェス | 佐良直美ほか                                                         | -                                                    |                        |
| 第0715回               | 2月19日                | 小柳徹 小山ルミ           | 野平ミカ                                                             | -                                                    |                        |
| 第0716回               | 2月20日                | 小柳徹 小山ルミ           | 中村晃子ほか                                                         | -                                                    |                        |
| 第0717回               | 2月21日                | 北山修 小橋玲子           | 佐川満男                                                             | -                                                    |                        |
| 第0718回               | 2月22日                | 北山修 小橋玲子           | 九重佑三子ほか                                                       | -                                                    |                        |
| 第0719回               | 2月24日                | 黒沢久雄 プラバー・シェス | 伊藤愛子                                                             | -                                                    |                        |
| 第0720回               | 2月25日                | 黒沢久雄 プラバー・シェス | 山内賢ほか                                                           | -                                                    |                        |
| 第0721回               | 2月26日                | 小柳徹 小山ルミ           | ひまわり姉妹                                                         | -                                                    |                        |
| 第0722回               | 2月27日                | 小柳徹 小山ルミ           | 麻里圭子とリオ・アルマほか                                           | -                                                    |                        |
| 第0723回               | 2月28日                | 北山修 小橋玲子           | ピンキーとキラーズ                                                   | -                                                    |                        |
| 第0724回               | 3月1日                 | 北山修 小橋玲子           | 坂本九ほか                                                           | -                                                    |                        |
| 第0725回               | 3月3日                 | 黒沢久雄 プラバー・シェス | 荒井千津子                                                           | -                                                    |                        |
| 第0726回               | 3月4日                 | 黒沢久雄 プラバー・シェス | 千昌夫                                                               | -                                                    |                        |
| 第0727回               | 3月5日                 | 小柳徹 小山ルミ           | 水戸浩二                                                             | -                                                    |                        |
| 第0728回               | 3月6日                 | 小柳徹 小山ルミ           | 永井秀和                                                             | -                                                    |                        |
| 第0729回               | 3月7日                 | 北山修 小橋玲子           | 高石友也、加藤和彦ほか                                               | -                                                    |                        |
| 第0730回               | 3月8日                 | 北山修 小橋玲子           | 佐良直美、坂本九ほか                                                 | -                                                    |                        |
| 第0731回               | 3月10日                | 黒沢久雄 プラバー・シェス | 梶光夫、ジャッキー吉川とブルーコメッツ                               | -                                                    |                        |
| 第0732回               | 3月11日                | 黒沢久雄 プラバー・シェス | ヴィレッジ・シンガーズ、梢みわ                                       | -                                                    |                        |
| 第0733回               | 3月12日                | 小柳徹 小山ルミ           | オックス、じゅん&ネネほか                                            | -                                                    |                        |
| 第0734回               | 3月13日                | 小柳徹 小山ルミ           | 倍賞美津子、ザ・カーナビーツほか                                     | -                                                    |                        |
| 第0735回               | 3月14日                | 北山修 小橋玲子           | ザ・ジャガーズ、はしだのりひことシューベルツほか                     | -                                                    |                        |
| 第0736回               | 3月15日                | 北山修 小橋玲子           | ズー・ニー・ヴー、中村晃子ほか                                       | -                                                    |                        |
| 第0737回               | 3月17日                | 黒沢久雄 プラバー・シェス | オックス、泉アキほか                                                 | -                                                    |                        |
| 第0738回               | 3月18日                | 黒沢久雄 プラバー・シェス | 井上宗孝とシャープ・ファイブ、愛川まこと                             | -                                                    |                        |
| 第0739回               | 3月19日                | 小柳徹 小山ルミ           | ズー・ニー・ヴー、梶光夫ほか                                         | -                                                    |                        |
| 第0740回               | 3月20日                | 小柳徹 小山ルミ           | 荻野達也とバニーズ、梓みちよほか                                     | -                                                    |                        |
| 第0741回               | 3月21日                | 北山修 小橋玲子           | オックス、奥村チヨほか                                               | -                                                    |                        |
| 第0742回               | 3月22日                | 北山修 小橋玲子           | ザ・ゴールデン・カップス、坂本九ほか                                 | -                                                    |                        |
| 第0743回               | 3月24日                | 黒沢久雄 プラバー・シェス | ヴィレッジ・シンガーズ、じゅん&ネネほか                              | -                                                    |                        |
| 第0744回               | 3月25日                | 黒沢久雄 プラバー・シェス | パープルシャドウズほか                                               | -                                                    |                        |
| 第0745回               | 3月26日                | ？                        | ザ・モップス、フォーリーブスほか                                     | -                                                    |                        |
| 第0746回               | 3月27日                | ？                        | スウィング・ウエスト、ジュディ・オング                               | -                                                    |                        |
| 第0747回               | 3月28日                | 北山修 小橋玲子           | 荻野達也とバニーズほか                                               | -                                                    |                        |
| 第0748回               | 3月29日                | 北山修 小橋玲子           | ヒューマンベインツほか                                               | -                                                    |                        |
| 第0749回               | 3月31日                | ？                        | 内田裕也とフラワーズほか                                             | -                                                    |                        |
| 第0750回               | 4月1日                 | ？                        | ザ・カーナビーツ、川奈ミキほか                                       | カラー放送                                           |                        |
| 第0751回               | 4月2日                 | 北山修 小山ルミ           | ヴィレッジ・シンガーズほか                                           | -                                                    |                        |
| 第0752回               | 4月3日                 | 北山修 小山ルミ           | ザ・ヤンガーズほか                                                   | -                                                    |                        |
| 第0753回               | 4月4日                 | 北山修 小橋玲子           | 九重佑三子、ザ・スマッシャーズほか                                   | -                                                    |                        |
| 第0754回               | 4月5日                 | 北山修 小橋玲子           | ザ・ゴールデン・カップス、由美かおるほか                             | -                                                    |                        |
| 第0755回               | 4月7日                 | ？                        | オズモンド・ブラザーズほか                                           | -                                                    |                        |
| 第0756回               | 4月8日                 | ？                        | パープルシャドウズ、マイケルズほか                                   | -                                                    |                        |
| 第0757回               | 4月9日                 | ？                        | 桂三枝、スケルトンズ、岸ユキほか                                     | -                                                    |                        |
| 第0758回               | 4月10日                | ？                        | 久美かおり、ヘルプフル・ソウルほか                                   | -                                                    |                        |
| 第0759回               | 4月11日                | ？                        | ザ・カーナビーツ、星加ルミ子ほか                                     | 副題「ビートルズ特集」                               |                        |
| 第0760回               | 4月12日                | ？                        | ザ・ジャガーズ、高石友也ほか                                         | -                                                    |                        |
| 第0761回               | 4月14日                | 黒沢久雄 早瀬久美         | ヴィレッジ・シンガーズ、箱崎伸一郎ほか                               | -                                                    |                        |
| 第0762回               | 4月15日                | 黒沢久雄 早瀬久美         | ザ・ストレンジャーズ、中尾ミエほか                                   | -                                                    |                        |
| 第0763回               | 4月16日                | 大石悟郎 小山ルミ         | ザ・ブルーインパルスほか                                             | -                                                    |                        |
| 第0764回               | 4月17日                | 大石悟郎 小山ルミ         | ザ・リリーズほか                                                     | -                                                    |                        |
| 第0765回               | 4月18日                | 北山修 小橋玲子           | フォー・セインツ                                                     | -                                                    |                        |
| 第0766回               | 4月19日                | 北山修 小橋玲子           | ザ・ゴールデン・カップスほか                                         | -                                                    |                        |
| 第0767回               | 4月21日                | 黒沢久雄 早瀬久美         | オックスほか                                                         | -                                                    |                        |
| 第0768回               | 4月22日                | 黒沢久雄 早瀬久美         | ザ・ストレンジャーズ、鹿内タカシ                                     | -                                                    |                        |
| 第0769回               | 4月23日                | 大石悟郎 小山ルミ         | ザ・タイガース                                                       | -                                                    |                        |
| 第0770回               | 4月24日                | 大石悟郎 小山ルミ         | スウィング・ウエストほか                                             | -                                                    |                        |
| 第0771回               | 4月25日                | 北山修 小橋玲子           | ズー・ニー・ヴーほか                                                 | -                                                    |                        |
| 第0772回               | 4月26日                | 北山修 小橋玲子           | ザ・ヤンガーズほか                                                   | -                                                    |                        |
| 第0773回               | 4月28日                | 黒沢久雄 早瀬久美         | ザ・ストレンジャーズ、川奈ミキほか                                   | -                                                    |                        |
| 第0774回               | 4月29日                | 黒沢久雄 早瀬久美         | オックス、じゅん&ネネほか                                            | -                                                    |                        |
| 第0775回               | 4月30日                | 大石悟郎 小山ルミ         | ヴィレッジ・シンガーズ                                               | -                                                    |                        |
| 第0776回               | 5月1日                 | 大石悟郎 小山ルミ         | ザ・リリーズほか                                                     | -                                                    |                        |
| 第0777回               | 5月2日                 | 北山修 小橋玲子           | はしだのりひことシューベルツ、ザ・カーナビーツほか                   | -                                                    |                        |
| 第0778回               | 5月3日                 | 北山修 小橋玲子           | ズー・ニー・ヴー、坂本九ほか                                         | -                                                    |                        |
| 第0779回               | 5月5日                 | 黒沢久雄 早瀬久美         | ザ・ジャガーズ、カルメン・マキほか                                   | -                                                    |                        |
| 第0780回               | 5月6日                 | 黒沢久雄 早瀬久美         | ザ・ストレンジャーズ、マイケルズほか                                 | -                                                    |                        |
| 第0781回               | 5月7日                 | 大石悟郎 小山ルミ         | 東京モナルダ、RCサクセションほか                                     | -                                                    |                        |
| 第0782回               | 5月8日                 | 大石悟郎 小山ルミ         | 内山田洋とクール・ファイブほか                                       | -                                                    |                        |
| 第0783回               | 5月9日                 | 北山修 小橋玲子           | 加藤和彦ほか                                                         | -                                                    |                        |
| 第0784回               | 5月10日                | 北山修 小橋玲子           | 佐良直美ほか                                                         | -                                                    |                        |
| 第0785回               | 5月12日                | 黒沢久雄 早瀬久美         | 美樹克彦ほか                                                         | -                                                    |                        |
| 第0786回               | 5月13日                | 黒沢久雄 早瀬久美         | 布施明ほか                                                           | -                                                    |                        |
| 第0787回               | 5月14日                | 大石悟郎 小山ルミ         | 矢吹健ほか                                                           | -                                                    |                        |
| 第0788回               | 5月15日                | 大石悟郎 小山ルミ         | 梢みわほか                                                           | -                                                    |                        |
| 第0789回               | 5月16日                | 北山修 小橋玲子           | 加藤和彦ほか                                                         | -                                                    |                        |
| 第0790回               | 5月17日                | 北山修 小橋玲子           | はしだのりひことシューベルツほか                                     | -                                                    |                        |
| 第0791回               | 5月19日                | 黒沢久雄 早瀬久美         | オックス、カルメン・マキほか                                         | -                                                    |                        |
| 第0792回               | 5月20日                | 黒沢久雄 早瀬久美         | 奥村チヨほか                                                         | -                                                    |                        |
| 第0793回               | 5月21日                | 大石悟郎 小山ルミ         | 梢みわほか                                                           | -                                                    |                        |
| 第0794回               | 5月22日                | 大石悟郎 小山ルミ         | 英亜里ほか                                                           | -                                                    |                        |
| 第0795回               | 5月23日                | 北山修 小橋玲子           | 九重佑三子、はしだのりひことシューベルツほか                         | -                                                    |                        |
| 第0796回               | 5月24日                | 北山修 小橋玲子           | 由紀さおり、加藤和彦、はしだのりひことシューベルツほか               | -                                                    |                        |
| 第0797回               | 5月26日                | 黒沢久雄 早瀬久美         | 伊東きよ子ほか                                                       | -                                                    |                        |
| 第0798回               | 5月27日                | 黒沢久雄 早瀬久美         | 井上ひとみ、内田裕也とフラワーズほか                                 | -                                                    |                        |
| 第0799回               | 5月28日                | 大石悟郎 小山ルミ         | ヴィレッジ・シンガーズ、麻里圭子とリオ・アルマ、ヒデとロザンナほか   | -                                                    |                        |
| 第0800回               | 5月29日                | 大石悟郎 小山ルミ         | パープルシャドウズ、永井秀和ほか                                     | -                                                    |                        |
| 第0801回               | 5月30日                | 北山修 小橋玲子           | 坂本九ほか                                                           | -                                                    |                        |
| 第0802回               | 5月31日                | 北山修 小橋玲子           | はしだのりひことシューベルツほか                                     | -                                                    |                        |
| 第0803回               | 6月2日                 | 黒沢久雄 早瀬久美         | カルメン・マキ、泉アキほか                                           | -                                                    |                        |
| 第0804回               | 6月3日                 | 黒沢久雄 早瀬久美         | 愛川まこと、ザ・サニー・ファイブほか                                 | -                                                    |                        |
| 第0805回               | 6月4日                 | 大石悟郎 小山ルミ         | 矢島美智子ほか                                                       | -                                                    |                        |
| 第0806回               | 6月5日                 | 大石悟郎 小山ルミ         | 森田健作ほか                                                         | -                                                    |                        |
| 第0807回               | 6月6日                 | 北山修 小橋玲子           | 高石友也、岡林信康ほか                                               | -                                                    |                        |
| 第0808回               | 6月7日                 | 北山修 小橋玲子           | 佐川満男ほか                                                         | -                                                    |                        |
| 第0809回               | 6月9日                 | 黒沢久雄 早瀬久美         | カルメン・マキほか                                                   | -                                                    |                        |
| 第0810回               | 6月10日                | 黒沢久雄 早瀬久美         | 城卓矢ほか                                                           | -                                                    |                        |
| 第0811回               | 6月11日                | 大石悟郎 小山ルミ         | 梶光夫ほか                                                           | -                                                    |                        |
| 第0812回               | 6月12日                | 大石悟郎 小山ルミ         | 愛川まこと、浅尾千亜紀ほか                                           | -                                                    |                        |
| 第0813回               | 6月13日                | 北山修 小橋玲子           | ザ・ゴールデン・カップスほか                                         | -                                                    |                        |
| 第0814回               | 6月14日                | 北山修 小橋玲子           | はしだのりひことシューベルツほか                                     | -                                                    |                        |
| 第0815回               | 6月16日                | 黒沢久雄 早瀬久美         | 伊東きよ子ほか                                                       | -                                                    |                        |
| 第0816回               | 6月17日                | 黒沢久雄 早瀬久美         | 矢島美智子ほか                                                       | -                                                    |                        |
| 第0817回               | 6月18日                | 大石悟郎 小山ルミ         | 英亜里ほか                                                           | -                                                    |                        |
| 第0818回               | 6月19日                | 大石悟郎 小山ルミ         | 野平ミカほか                                                         | -                                                    |                        |
| 第0819回               | 6月20日                | 北山修 小橋玲子           | 中村晃子ほか                                                         | -                                                    |                        |
| 第0820回               | 6月21日                | 北山修 小橋玲子           | 坂本九ほか                                                           | -                                                    |                        |
| 第0821回               | 6月23日                | 黒沢久雄 早瀬久美         | 由紀さおり、ジ・エスカレーションほか                                 | -                                                    |                        |
| 第0822回               | 6月24日                | 黒沢久雄 早瀬久美         | 佐良直美、ザ・ジャガーズほか                                         | -                                                    |                        |
| 第0823回               | 6月25日                | 大石悟郎 小山ルミ         | オックスほか                                                         | -                                                    |                        |
| 第0824回               | 6月26日                | 大石悟郎 小山ルミ         | 英亜里、ズー・ニー・ヴーほか                                         | -                                                    |                        |
| 第0825回               | 6月27日                | 北山修 小橋玲子           | ザ・ゴールデン・カップスほか                                         | -                                                    |                        |
| 第0826回               | 6月28日                | 北山修 小橋玲子           | ジャックスほか                                                       | -                                                    |                        |
| 第0827回               | 6月30日                | 黒沢久雄 早瀬久美         | 奥村チヨほか                                                         | -                                                    |                        |

### 1969年下半期
| 1969年下半期放送リスト | 1969年下半期放送リスト | 1969年下半期放送リスト | 1969年下半期放送リスト                                                 | 1969年下半期放送リスト                  | 1969年下半期放送リスト |
| 回数                   | 放送日 (1969年)        | 司会                   | ゲスト                                                                 | 備考                                    |                        |
| ---------------------- | ---------------------- | ---------------------- | ---------------------------------------------------------------------- | --------------------------------------- | ---------------------- |
| 第0828回               | 7月1日                 | 黒沢久雄 早瀬久美      | 泉アキほか                                                             | -                                       |                        |
| 第0829回               | 7月2日                 | 大石悟郎 小山ルミ      | じゅん&ネネほか                                                        | -                                       |                        |
| 第0830回               | 7月3日                 | 大石悟郎 小山ルミ      | ヴィレッジ・シンガーズほか                                             | -                                       |                        |
| 第0831回               | 7月4日                 | 北山修 小橋玲子        | 五つの赤い風船ほか                                                     | -                                       |                        |
| 第0832回               | 7月5日                 | 北山修 小橋玲子        | 高山ナツキ、加藤和彦ほか                                               | -                                       |                        |
| 第0833回               | 7月7日                 | 黒沢久雄 早瀬久美      | ザ・ハプニングス・フォーほか                                           | -                                       |                        |
| 第0834回               | 7月8日                 | 黒沢久雄 早瀬久美      | ザ・キャラクターズほか                                                 | -                                       |                        |
| 第0835回               | 7月9日                 | 大石悟郎 小山ルミ      | 倍賞美津子ほか                                                         | -                                       |                        |
| 第0836回               | 7月10日                | 大石悟郎 小山ルミ      | フォーリーブス、アン真理子ほか                                         | -                                       |                        |
| 第0837回               | 7月11日                | 北山修 小橋玲子        | はしだのりひことシューベルツ、はつみかんなほか                         | -                                       |                        |
| 第0838回               | 7月12日                | 北山修 小橋玲子        | ビリーバンバンほか                                                     | -                                       |                        |
| 第0839回               | 7月14日                | 黒沢久雄 早瀬久美      | 井上宗孝とシャープ・ファイブ、梢みわほか                               | -                                       |                        |
| 第0840回               | 7月15日                | 黒沢久雄 早瀬久美      | ザ・テンプターズ、奥村チヨほか                                         | -                                       |                        |
| 第0841回               | 7月16日                | 大石悟郎 小山ルミ      | ザ・ヤンガーズ、麻里圭子とリオ・アルマほか                             | -                                       |                        |
| 第0842回               | 7月17日                | 大石悟郎 小山ルミ      | パープルシャドウズ、英亜里ほか                                         | -                                       |                        |
| 第0843回               | 7月18日                | 北山修 小橋玲子        | 高石友也、森山良子ほか                                                 | -                                       |                        |
| 第0844回               | 7月19日                | 北山修 小橋玲子        | ズー・ニー・ヴー、ザ・カーナビーツほか                                 | -                                       |                        |
| 第0845回               | 7月21日                | 黒沢久雄 早瀬久美      | 内田裕也とフラワーズ、カルメン・マキほか                               | -                                       |                        |
| 第0846回               | 7月22日                | 黒沢久雄 早瀬久美      | 新谷のり子、ジャッキー吉川とブルーコメッツ、ヴィレッジ・シンガーズほか | -                                       |                        |
| 第0847回               | 7月23日                | 大石悟郎 小山ルミ      | 森田健作ほか                                                           | -                                       |                        |
| 第0848回               | 7月24日                | 大石悟郎 小山ルミ      | ヒデとロザンナほか                                                     | -                                       |                        |
| 第0849回               | 7月25日                | 北山修 小橋玲子        | 佐川満男ほか                                                           | -                                       |                        |
| 第0850回               | 7月26日                | 北山修 小橋玲子        | 荻野達也とバニーズ、中村晃子ほか                                       | -                                       |                        |
| 第0851回               | 7月28日                | 黒沢久雄 早瀬久美      | サピーズ、ファンキー・プリンスほか                                     | -                                       |                        |
| 第0852回               | 7月29日                | 黒沢久雄 早瀬久美      | 泉アキ、ヘルプフル・ソウルほか                                         | -                                       |                        |
| 第0853回               | 7月30日                | 大石悟郎 小山ルミ      | ファンキー・プリンスほか                                               | -                                       |                        |
| 第0854回               | 7月31日                | 大石悟郎 小山ルミ      | オックス、城千景ほか                                                   | -                                       |                        |
| 第0855回               | 8月1日                 | 北山修 小橋玲子        | ズー・ニー・ヴーほか                                                   | -                                       |                        |
| 第0856回               | 8月2日                 | 北山修 小橋玲子        | ザ・カーナビーツほか                                                   | -                                       |                        |
| 第0857回               | 8月4日                 | 黒沢久雄 早瀬久美      | ザ・キャラクターズほか                                                 | -                                       |                        |
| 第0858回               | 8月5日                 | 黒沢久雄 早瀬久美      | 島和彦ほか                                                             | -                                       |                        |
| 第0859回               | 8月6日                 | 大石悟郎 小山ルミ      | はしだのりひことシューベルツほか                                       | -                                       |                        |
| 第0860回               | 8月7日                 | 大石悟郎 小山ルミ      | ザ・ブルース・クリエイションほか                                       | -                                       |                        |
| 第0861回               | 8月8日                 | 北山修 小橋玲子        | ジャックス、小野和子ほか                                               | -                                       |                        |
| 第0862回               | 8月9日                 | 北山修 小橋玲子        | ザ・ゴールデン・カップス、小野和子ほか                                 | -                                       |                        |
| 第0863回               | 8月11日                | 黒沢久雄 早瀬久美      | 草間ルミほか                                                           | -                                       |                        |
| 第0864回               | 8月12日                | 黒沢久雄 早瀬久美      | カルメン・マキほか                                                     | -                                       |                        |
| 第0865回               | 8月13日                | 大石悟郎 小山ルミ      | パープルシャドウズほか                                                 | -                                       |                        |
| 第0866回               | 8月14日                | 大石悟郎 小山ルミ      | ザ・ヤンガーズほか                                                     | -                                       |                        |
| 第0867回               | 8月15日                | 北山修 小橋玲子        | 森田健作、ライクリー・フェイセスほか                                   | -                                       |                        |
| 第0868回               | 8月16日                | 北山修 小橋玲子        | 永井秀和、ザ・キッパーズほか                                           | -                                       |                        |
| 第0869回               | 8月18日                | 黒沢久雄 早瀬久美      | 梶光夫ほか                                                             | -                                       |                        |
| 第0870回               | 8月19日                | 黒沢久雄 早瀬久美      | 徳永芽里ほか                                                           | -                                       |                        |
| 第0871回               | 8月20日                | 大石悟郎 小山ルミ      | 英亜里ほか                                                             | -                                       |                        |
| 第0872回               | 8月21日                | 大石悟郎 小山ルミ      | ちあきなおみほか                                                       | -                                       |                        |
| 第0873回               | 8月22日                | 北山修 小橋玲子        | フォー・ナインエースほか                                               | -                                       |                        |
| 第0874回               | 8月23日                | 北山修 小橋玲子        | 荻野達也とバニーズほか                                                 | -                                       |                        |
| 第0875回               | 8月25日                | 黒沢久雄 早瀬久美      | 園まりほか                                                             | -                                       |                        |
| 第0876回               | 8月26日                | 黒沢久雄 早瀬久美      | 川奈ミキほか                                                           | -                                       |                        |
| 第0877回               | 8月27日                | 大石悟郎 小山ルミ      | 千昌夫ほか                                                             | -                                       |                        |
| 第0878回               | 8月28日                | 大石悟郎 小山ルミ      | 永井秀和ほか                                                           | -                                       |                        |
| 第0879回               | 8月29日                | 北山修 小橋玲子        | ザ・リリーズほか                                                       | -                                       |                        |
| 第0880回               | 8月30日                | 北山修 小橋玲子        | ザ・カーナビーツほか                                                   | -                                       |                        |
| 第0881回               | 9月1日                 | 黒沢久雄 早瀬久美      | じゅん&ネネほか                                                        | -                                       |                        |
| 第0882回               | 9月2日                 | 黒沢久雄 早瀬久美      | 奥村チヨ、パープルシャドウズほか                                       | -                                       |                        |
| 第0883回               | 9月3日                 | 大石悟郎 小山ルミ      | 梶光夫ほか                                                             | -                                       |                        |
| 第0884回               | 9月4日                 | 大石悟郎 小山ルミ      | 森田健作、麻里圭子とリオ・アルマほか                                   | -                                       |                        |
| 第0885回               | 9月5日                 | 北山修 小橋玲子        | 加藤和彦ほか                                                           | -                                       |                        |
| 第0886回               | 9月6日                 | 北山修 小橋玲子        | リッキー&960ポンドほか                                                 | -                                       |                        |
| 第0887回               | 9月8日                 | 黒沢久雄 早瀬久美      | 井上宗孝とシャープ・ファイブ、ほりまさゆきほか                         | -                                       |                        |
| 第0888回               | 9月9日                 | 黒沢久雄 早瀬久美      | 内田裕也とフラワーズ、百合しのぶほか                                   | -                                       |                        |
| 第0889回               | 9月10日                | 大石悟郎 小山ルミ      | 日野皓正、ヒデとロザンナほか                                           | -                                       |                        |
| 第0890回               | 9月11日                | 大石悟郎 小山ルミ      | ザ・ブルース・クリエイション、じゅん&ネネほか                          | -                                       |                        |
| 第0891回               | 9月12日                | 北山修 小橋玲子        | エイプリル・フールほか                                                 | -                                       |                        |
| 第0892回               | 9月13日                | 北山修 小橋玲子        | ザ・ゴールデン・カップス、はしだのりひことシューベルツほか             | -                                       |                        |
| 第0893回               | 9月15日                | 黒沢久雄 早瀬久美      | ザ・ハプニングス・フォーほか                                           | -                                       |                        |
| 第0894回               | 9月16日                | 黒沢久雄 早瀬久美      | ヴィレッジ・シンガーズほか                                             | -                                       |                        |
| 第0895回               | 9月17日                | 大石悟郎 小山ルミ      | 石川昌ほか                                                             | -                                       |                        |
| 第0896回               | 9月18日                | 大石悟郎 小山ルミ      | 目黒祐樹ほか                                                           | -                                       |                        |
| 第0897回               | 9月19日                | 北山修 小橋玲子        | リッキー&960ポンドほか                                                 | -                                       |                        |
| 第0898回               | 9月20日                | 北山修 小橋玲子        | 加藤登紀子ほか                                                         | -                                       |                        |
| 第0899回               | 9月22日                | 黒沢久雄 早瀬久美      | ズー・ニー・ヴー、トワ・エ・モワ、カルメン・マキほか                   | -                                       |                        |
| 第0900回               | 9月23日                | 黒沢久雄 早瀬久美      | オックス、新谷のり子、伊東きよ子ほか                                   | -                                       |                        |
| 第0901回               | 9月24日                | 大石悟郎 小山ルミ      | 日野皓正ほか                                                           | -                                       |                        |
| 第0902回               | 9月25日                | 大石悟郎 小山ルミ      | ズー・ニー・ヴーほか                                                   | -                                       |                        |
| 第0903回               | 9月26日                | 北山修 小橋玲子        | はしだのりひことシューベルツ、ザ・ヤンガーズほか                       | -                                       |                        |
| 第0904回               | 9月27日                | 北山修 小橋玲子        | 荻野達也とバニーズほか                                                 | -                                       |                        |
| 第0905回               | 9月29日                | 黒沢久雄 早瀬久美      | ジャッキー吉川とブルーコメッツほか                                     | この回より放送時間が 7:25～8:05に変更。 |                        |
| 第0906回               | 9月30日                | 黒沢久雄 早瀬久美      | ザ・ゴールデン・カップスほか                                           | -                                       |                        |
| 第0907回               | 10月1日                | 大石悟郎 小山ルミ      | デイジー・ガレスピー・カルテットほか                                   | カラー放送                              |                        |
| 第0908回               | 10月2日                | 大石悟郎 小山ルミ      | ビリーバンバンほか                                                     | -                                       |                        |
| 第0909回               | 10月3日                | 目黒祐樹 小橋玲子      | 森田健作ほか                                                           | -                                       |                        |
| 第0910回               | 10月4日                | 目黒祐樹 小橋玲子      | 高山ナツキ、岡林信康ほか                                               | -                                       |                        |
| 第0911回               | 10月6日                | 黒沢久雄 早瀬久美      | 内田裕也とフラワーズほか                                               | -                                       |                        |
| 第0912回               | 10月7日                | 黒沢久雄 早瀬久美      | ザ・モップスほか                                                       | -                                       |                        |
| 第0913回               | 10月8日                | 大石悟郎 小山ルミ      | 日野皓正ほか                                                           | -                                       |                        |
| 第0914回               | 10月9日                | 大石悟郎 小山ルミ      | ザ・ブルース・クリエイションほか                                       | -                                       |                        |
| 第0915回               | 10月10日               | 目黒祐樹 小橋玲子      | ズー・ニー・ヴーほか                                                   | -                                       |                        |
| 第0916回               | 10月11日               | 目黒祐樹 小橋玲子      | エイプリル・フールほか                                                 | -                                       |                        |
| 第0917回               | 10月13日               | 黒沢久雄 早瀬久美      | ニューポート・オールスターズほか                                       | -                                       |                        |
| 第0918回               | 10月14日               | 黒沢久雄 早瀬久美      | 奥村チヨ、パープルシャドウズほか                                       | -                                       |                        |
| 第0919回               | 10月15日               | 大石悟郎 小山ルミ      | ジョージ大塚、千賀かほるほか                                           | -                                       |                        |
| 第0920回               | 10月16日               | 大石悟郎 小山ルミ      | シルクロードほか                                                       | -                                       |                        |
| 第0921回               | 10月17日               | 目黒祐樹 小橋玲子      | ピーターズほか                                                         | -                                       |                        |
| 第0922回               | 10月18日               | 目黒祐樹 小橋玲子      | はしだのりひことシューベルツ、ザ・ゴールデン・カップスほか             | -                                       |                        |
| 第0923回               | 10月20日               | 黒沢久雄 早瀬久美      | ヴィレッジ・シンガーズ、新谷のり子ほか                                 | -                                       |                        |
| 第0924回               | 10月21日               | 黒沢久雄 早瀬久美      | ザ・ジャガーズ、梶光夫ほか                                             | -                                       |                        |
| 第0925回               | 10月22日               | 大石悟郎 小山ルミ      | ザ・ヤンガーズほか                                                     | -                                       |                        |
| 第0926回               | 10月23日               | 大石悟郎 小山ルミ      | ズー・ニー・ヴー、泉アキほか                                           | -                                       |                        |
| 第0927回               | 10月24日               | 目黒祐樹 小橋玲子      | ソウル・ブラザーズほか                                                 | -                                       |                        |
| 第0928回               | 10月25日               | 目黒祐樹 小橋玲子      | リッキー&960ポンドほか                                                 | -                                       |                        |
| 第0929回               | 10月27日               | 黒沢久雄 早瀬久美      | 田辺靖雄、ザ・ハプニングス・フォーほか                                 | -                                       |                        |
| 第0930回               | 10月28日               | 黒沢久雄 早瀬久美      | 可愛和美、井上宗孝とシャープ・ファイブほか                             | -                                       |                        |
| 第0931回               | 10月29日               | 大石悟郎 小山ルミ      | 日野皓正ほか                                                           | -                                       |                        |
| 第0932回               | 10月30日               | 大石悟郎 小山ルミ      | 愛川みさ、荻野達也とバニーズほか                                       | -                                       |                        |
| 第0933回               | 10月31日               | 目黒祐樹 小橋玲子      | ザ・ゴールデン・カップスほか                                           | -                                       |                        |
| 第0934回               | 11月1日                | 目黒祐樹 小橋玲子      | はしだのりひことシューベルツ、加藤和彦ほか                             | -                                       |                        |
| 第0935回               | 11月3日                | 黒沢久雄 早瀬久美      | オックスほか                                                           | -                                       |                        |
| 第0936回               | 11月4日                | 黒沢久雄 早瀬久美      | ザ・ワイルドワンズほか                                                 | -                                       |                        |
| 第0937回               | 11月5日                | 大石悟郎 岡崎友紀      | パープルシャドウズほか                                                 | -                                       |                        |
| 第0938回               | 11月6日                | 大石悟郎 岡崎友紀      | リリー・イワノワとダーク・パールズほか                                 | -                                       |                        |
| 第0939回               | 11月7日                | 目黒祐樹 小橋玲子      | パワー・ハウスほか                                                     | -                                       |                        |
| 第0940回               | 11月8日                | 目黒祐樹 小橋玲子      | シング・アウトほか                                                     | -                                       |                        |
| 第0941回               | 11月10日               | 黒沢久雄 早瀬久美      | パープルシャドウズほか                                                 | -                                       |                        |
| 第0942回               | 11月11日               | 黒沢久雄 早瀬久美      | 内田裕也とフラワーズほか                                               | -                                       |                        |
| 第0943回               | 11月12日               | 大石悟郎 岡崎友紀      | 森田健作、猪俣猛クインテットほか                                       | -                                       |                        |
| 第0944回               | 11月13日               | 大石悟郎 岡崎友紀      | スウィング・ウエストほか                                               | -                                       |                        |
| 第0945回               | 11月14日               | 目黒祐樹 小橋玲子      | 荻野達也とバニーズ、永田英二ほか                                       | -                                       |                        |
| 第0946回               | 11月15日               | 目黒祐樹 小橋玲子      | ソウル・ブラザーズ、ピーターほか                                       | -                                       |                        |
| 第0947回               | 11月17日               | 黒沢久雄 早瀬久美      | ヴィレッジ・シンガーズ、新谷のり子ほか                                 | -                                       |                        |
| 第0948回               | 11月18日               | 黒沢久雄 早瀬久美      | ズー・ニー・ヴー、ピーターほか                                         | -                                       |                        |
| 第0949回               | 11月19日               | 大石悟郎 岡崎友紀      | Kとブルンネンほか                                                      | -                                       |                        |
| 第0950回               | 11月20日               | 大石悟郎 岡崎友紀      | ザ・モップス、英亜里ほか                                               | -                                       |                        |
| 第0951回               | 11月21日               | 目黒祐樹 小橋玲子      | はしだのりひことシューベルツ、ザ・ヤンガーズほか                       | -                                       |                        |
| 第0952回               | 11月22日               | 目黒祐樹 小橋玲子      | シング・アウト、ベッツィ&クリスほか                                    | -                                       |                        |
| 第0953回               | 11月24日               | 黒沢久雄 早瀬久美      | ザ・ジャガーズ、伊東きよ子ほか                                         | -                                       |                        |
| 第0954回               | 11月25日               | 黒沢久雄 早瀬久美      | オックス、百合しのぶほか                                               | -                                       |                        |
| 第0955回               | 11月26日               | 大石悟郎 岡崎友紀      | 日野皓正、松平マリ子ほか                                               | -                                       |                        |
| 第0956回               | 11月27日               | 大石悟郎 岡崎友紀      | 麻里圭子とリオ・アルマ、谷隼人ほか                                     | -                                       |                        |
| 第0957回               | 11月28日               | 目黒祐樹 小橋玲子      | ザ・ゴールデンカップスほか                                             | -                                       |                        |
| 第0958回               | 11月29日               | 目黒祐樹 小橋玲子      | ズー・ニー・ヴーほか                                                   | -                                       |                        |
| 第0959回               | 12月1日                | 黒沢久雄 早瀬久美      | ザ・ワイルドワンズ、岡田恭子ほか                                       | -                                       |                        |
| 第0960回               | 12月2日                | 黒沢久雄 早瀬久美      | カルメン・マキ、ザ・ハプニングス・フォーほか                           | -                                       |                        |
| 第0961回               | 12月3日                | 大石悟郎 岡崎友紀      | ジョージほか                                                           | -                                       |                        |
| 第0962回               | 12月4日                | 大石悟郎 岡崎友紀      | ズー・ニー・ヴー、川辺妙子ほか                                         | -                                       |                        |
| 第0963回               | 12月5日                | 目黒祐樹 小橋玲子      | 小林啓子、フォー・ナインエースほか                                     | -                                       |                        |
| 第0964回               | 12月6日                | 目黒祐樹 小橋玲子      | 加藤和彦、泉アキ、ピーターズほか                                       | -                                       |                        |
| 第0965回               | 12月8日                | 黒沢久雄 早瀬久美      | 稲垣次郎ほか                                                           | -                                       |                        |
| 第0966回               | 12月9日                | 黒沢久雄 早瀬久美      | 可愛和美ほか                                                           | -                                       |                        |
| 第0967回               | 12月10日               | 大石悟郎 岡崎友紀      | 日野皓正、ちあきなおみほか                                             | -                                       |                        |
| 第0968回               | 12月11日               | 大石悟郎 岡崎友紀      | 三条アンナほか                                                         | -                                       |                        |
| 第0969回               | 12月12日               | 目黒祐樹 小橋玲子      | ザ・ゴールデンカップス、ベッツィ&クリスほか                            | -                                       |                        |
| 第0970回               | 12月13日               | 目黒祐樹 小橋玲子      | 荻野達也とバニーズ、永田英二ほか                                       | -                                       |                        |
| 第0971回               | 12月15日               | 黒沢久雄 早瀬久美      | 新谷のり子、井上宗孝とシャープ・ファイブほか                           | -                                       |                        |
| 第0972回               | 12月16日               | 黒沢久雄 早瀬久美      | 浅尾千亜紀、沢村和子とピーターパンほか                                 | -                                       |                        |
| 第0973回               | 12月17日               | 大石悟郎 岡崎友紀      | 猪俣猛クインテットほか                                                 | -                                       |                        |
| 第0974回               | 12月18日               | 大石悟郎 岡崎友紀      | 箱崎伸一郎、オックスほか                                               | -                                       |                        |
| 第0975回               | 12月19日               | 目黒祐樹 小橋玲子      | ピーター、ズー・ニー・ヴーほか                                         | -                                       |                        |
| 第0976回               | 12月20日               | 目黒祐樹 小橋玲子      | ヴィレッジ・シンガーズほか                                             | -                                       |                        |
| 第0977回               | 12月22日               | 黒沢久雄 早瀬久美      | 稲垣次郎、ザ・モップスほか                                             | -                                       |                        |
| 第0978回               | 12月23日               | 黒沢久雄 早瀬久美      | じゅん&ネネほか                                                        | -                                       |                        |
| 第0979回               | 12月24日               | 大石悟郎 岡崎友紀      | ビリーバンバンほか                                                     | -                                       |                        |
| 第0980回               | 12月25日               | 大石悟郎 岡崎友紀      | 森田健作、荻野達也とバニーズほか                                       | -                                       |                        |
| 第0981回               | 12月26日               | 目黒祐樹 小橋玲子      | ザ・ヤンガーズ、はしだのりひことシューベルツほか                       | -                                       |                        |
| 第0982回               | 12月27日               | 目黒祐樹 小橋玲子      | 富田ジョージ、ズー・ニー・ヴーほか                                     | -                                       |                        |
| 第0983回               | 12月29日               | 目黒祐樹 小橋玲子      | 永田克子、ザ・ハプニングス・フォーほか                                 | -                                       |                        |
| 第0984回               | 12月30日               | 目黒祐樹 小橋玲子      | 可愛和美、沢村和子とピーターパン、ザ・ゴールデンカップスほか           | -                                       |                        |
| 第0985回               | 12月31日               | 大石悟郎 岡崎友紀      | 日野皓正ほか                                                           | -                                       |                        |

### 1970年上半期
| 1970年上半期放送リスト | 1970年上半期放送リスト | 1970年上半期放送リスト | 1970年上半期放送リスト | 1970年上半期放送リスト        | 1970年上半期放送リスト |
| 回数                   | 放送日 (1970年)        | 司会                   | ゲスト | 備考                          |                        |
| ---------------------- | ---------------------- | ---------------------- | --- | ----------------------------- | ---------------------- |
| 第0986回               | 1月1日                 | 大石悟郎 岡崎友紀      | 森田健作、英亜里、高岡健二、パープルシャドウズほか | -                             |                        |
| 第0987回               | 1月2日                 | 目黒祐樹 小橋玲子      | ザ・テンプターズ、荻野達也とバニーズ、ベッツィ&クリス、和田アキ子ほか                                                                                     | -                             |                        |
| 第0988回               | 1月3日                 | 目黒祐樹 小橋玲子      | ザ・スパイダース、はしだのりひことシューベルツ、中村晃子ほか                                                                                              | -                             |                        |
| 第0989回               | 1月5日                 | 黒沢久雄 早瀬久美      | 内田裕也とフラワーズ、ビリーバンバンほか | -                             |                        |
| 第0990回               | 1月6日                 | 黒沢久雄 早瀬久美      | じゅん&ネネ、オリーブほか | -                             |                        |
| 第0991回               | 1月7日                 | 大石悟郎 岡崎友紀      | ザ・ブルーインパルス、小山ルミほか | -                             |                        |
| 第0992回               | 1月8日                 | 大石悟郎 岡崎友紀      | パープルシャドウズ、高岡健二ほか | -                             |                        |
| 第0993回               | 1月9日                 | 目黒祐樹 小橋玲子      | フォーリーブス、ズー・ニー・ヴーほか | -                             |                        |
| 第0994回               | 1月10日                | 目黒祐樹 小橋玲子      | 加藤和彦、田中のり子、ザ・ヤンガーズほか | -                             |                        |
| 第0995回               | 1月12日                | 黒沢久雄 早瀬久美      | 梢みわ、キャッシュ・ボックスほか | -                             |                        |
| 第0996回               | 1月13日                | 黒沢久雄 早瀬久美      | トワ・エ・モワ、ファニーズほか | -                             |                        |
| 第0997回               | 1月14日                | 大石悟郎 岡崎友紀      | 三条アンナほか | -                             |                        |
| 第0998回               | 1月15日                | 大石悟郎 岡崎友紀      | ズー・ニー・ヴーほか | -                             |                        |
| 第0999回               | 1月16日                | 目黒祐樹 小橋玲子      | ピーター、ザ・ゴールデンカップスほか | -                             |                        |
| 第1000回               | 1月17日                | 目黒祐樹 小橋玲子      | 千賀かほる、リッキー&960ポンドほか | -                             |                        |
| 第1001回               | 1月19日                | 黒沢久雄 早瀬久美      | ヴィレッジ・シンガーズ、伊東きよ子ほか | -                             |                        |
| 第1002回               | 1月20日                | 黒沢久雄 早瀬久美      | 小林啓子、沢村和子とピーターパンほか | -                             |                        |
| 第1003回               | 1月21日                | 大石悟郎 岡崎友紀      | 宮本哲成ほか | -                             |                        |
| 第1004回               | 1月22日                | 大石悟郎 岡崎友紀      | 内田裕也とフラワーズ、ザ・モップスほか | -                             |                        |
| 第1005回               | 1月23日                | 目黒祐樹 小橋玲子      | 黒沢久雄、早瀬久美、大石悟郎、岡崎友紀、谷隼人、小山ルミ、 由美かおる、北山修、加藤和彦、はしだのりひことシューベルツ、 ゴールデンハーフ、ベッツィ&クリス | カラー放送 副題「1000回記念」 |                        |
| 第1006回               | 1月24日                | 目黒祐樹 小橋玲子      | 森田健作、荻野達也とバニーズほか | -                             |                        |
| 第1007回               | 1月26日                | 黒沢久雄 早瀬久美      | ユミ・ハビオカ、富士たまみほか | -                             |                        |
| 第1008回               | 1月27日                | 黒沢久雄 早瀬久美      | オックス、新谷のり子、岡田恭子、シング・アウトほか | -                             |                        |
| 第1009回               | 1月28日                | 大石悟郎 岡崎友紀      | 石川昌、永井秀和ほか | -                             |                        |
| 第1010回               | 1月29日                | 大石悟郎 岡崎友紀      | 麻里圭子、川辺妙子ほか | -                             |                        |
| 第1011回               | 1月30日                | 目黒祐樹 小橋玲子      | ズー・ニー・ヴー、永田英二ほか | -                             |                        |
| 第1012回               | 1月31日                | 目黒祐樹 小橋玲子      | フォーリーブス、シング・アウトほか | -                             |                        |
| 第1013回               | 2月2日                 | 黒沢久雄 早瀬久美      | ザ・モップス、ザ・キャラクターズほか | -                             |                        |
| 第1014回               | 2月3日                 | 黒沢久雄 早瀬久美      | ザ・ハプニングス・フォー、小林啓子ほか | -                             |                        |
| 第1015回               | 2月4日                 | 大石悟郎 岡崎友紀      | ビリーバンバン、森田健作ほか | -                             |                        |
| 第1016回               | 2月5日                 | 大石悟郎 岡崎友紀      | 内田裕也とフラワーズ、小山ルミほか | -                             |                        |
| 第1017回               | 2月6日                 | 目黒祐樹 小橋玲子      | ザ・ゴールデンカップス、泉アキほか | -                             |                        |
| 第1018回               | 2月7日                 | 目黒祐樹 小橋玲子      | ザ・モップス、和田アキ子ほか | -                             |                        |
| 第1019回               | 2月9日                 | 黒沢久雄 早瀬久美      | じゅん&ネネほか | -                             |                        |
| 第1020回               | 2月10日                | 黒沢久雄 早瀬久美      | シング・アウト、布施明ほか | -                             |                        |
| 第1021回               | 2月11日                | 大石悟郎 岡崎友紀      | ズー・ニー・ヴーほか | -                             |                        |
| 第1022回               | 2月12日                | 大石悟郎 岡崎友紀      | アン真理子、麻里圭子ほか | -                             |                        |
| 第1023回               | 2月13日                | 目黒祐樹 小橋玲子      | ソウル・ブラザーズほか | -                             |                        |
| 第1024回               | 2月14日                | 目黒祐樹 小橋玲子      | フォーリーブス、シング・アウトほか | -                             |                        |
| 第1025回               | 2月16日                | 黒沢久雄 早瀬久美      | 可愛和美ほか | -                             |                        |
| 第1026回               | 2月17日                | 黒沢久雄 早瀬久美      | 奥村チヨほか | -                             |                        |
| 第1027回               | 2月18日                | 大石悟郎 岡崎友紀      | パープルシャドウズ、ヒデとロザンナほか | -                             |                        |
| 第1028回               | 2月19日                | 大石悟郎 岡崎友紀      | 英亜里ほか | -                             |                        |
| 第1029回               | 2月20日                | 目黒祐樹 小橋玲子      | はしだのりひことシューベルツほか | -                             |                        |
| 第1030回               | 2月21日                | 目黒祐樹 小橋玲子      | ちあきなおみほか | -                             |                        |
| 第1031回               | 2月23日                | 黒沢久雄 早瀬久美      | ユミ・ハビオカ、ザ・モップスほか | -                             |                        |
| 第1032回               | 2月24日                | 黒沢久雄 早瀬久美      | 森山加代子、ザ・ハプニングス・フォーほか | -                             |                        |
| 第1033回               | 2月25日                | 大石悟郎 岡崎友紀      | ちあきなおみほか | -                             |                        |
| 第1034回               | 2月26日                | 大石悟郎 岡崎友紀      | ちあきなおみ、川辺妙子ほか | -                             |                        |
| 第1035回               | 2月27日                | 目黒祐樹 小橋玲子      | 小野和子、リッキー&960ポンド、富田ジョージほか | -                             |                        |
| 第1036回               | 2月28日                | 目黒祐樹 小橋玲子      | ズー・ニー・ヴー、加藤和彦ほか | -                             |                        |
| 第1037回               | 3月2日                 | 土居まさる 可愛和美    | ザ・タイガース、美樹克彦ほか | -                             |                        |
| 第1038回               | 3月3日                 | 土居まさる 小西まち子  | 田中のり子、太田幸司ほか | -                             |                        |
| 第1039回               | 3月4日                 | 土居まさる 岡崎友紀    | ヒデとロザンナ、ビリーバンバンほか | -                             |                        |
| 第1040回               | 3月5日                 | 土居まさる 岸ユキ      | 松浦健、ザ・モップスほか | -                             |                        |
| 第1041回               | 3月6日                 | 土居まさる 青木英美    | ザ・ゴールデン・カップス、小林啓子ほか | 副題「ビートルズ特集」        |                        |
| 第1042回               | 3月7日                 | 土居まさる 吉沢京子    | 富田ジョージ、井上宗孝とシャープ・ファイブほか | -                             |                        |
| 第1043回               | 3月9日                 | 土居まさる 可愛和美    | 三木たかし、平尾昌晃、ザ・ゴールデン・カップス、じゅん&ネネほか                                                                                           | -                             |                        |
| 第1044回               | 3月10日                | 土居まさる 小西まち子  | 三条アンナ、ザ・モップスほか | -                             |                        |
| 第1045回               | 3月11日                | 土居まさる 岡崎友紀    | ビリーバンバン、千賀かほるほか | -                             |                        |
| 第1046回               | 3月12日                | 土居まさる 岸ユキ      | シルクロード、アン真理子ほか | -                             |                        |
| 第1047回               | 3月13日                | 土居まさる 青木英美    | ピーターほか | -                             |                        |
| 第1048回               | 3月14日                | 土居まさる 吉沢京子    | 内田裕也とフラワーズほか | -                             |                        |
| 第1049回               | 3月16日                | 土居まさる 可愛和美    | ザ・ワイルドワンズ、ズー・ニー・ヴーほか | -                             |                        |
| 第1050回               | 3月17日                | 土居まさる 小西まち子  | 加藤登紀子ほか | -                             |                        |
| 第1051回               | 3月18日                | 土居まさる 岡崎友紀    | 永井秀和ほか | -                             |                        |
| 第1052回               | 3月19日                | 土居まさる 岸ユキ      | ズー・ニー・ヴーほか | -                             |                        |
| 第1053回               | 3月20日                | 土居まさる 青木英美    | ザ・ゴールデン・カップス、ベッツィ&クリスほか | -                             |                        |
| 第1054回               | 3月21日                | 土居まさる 吉沢京子    | ちあきなおみほか | -                             |                        |
| 第1055回               | 3月23日                | 土居まさる 可愛和美    | ザ・ハプニングス・フォーほか | -                             |                        |
| 第1056回               | 3月24日                | 土居まさる 小西まち子  | ズー・ニー・ヴー、千賀かほるほか | -                             |                        |
| 第1057回               | 3月25日                | 土居まさる 岡崎友紀    | 森田健作、美樹克彦ほか | -                             |                        |
| 第1058回               | 3月26日                | 土居まさる 岸ユキ      | 橋幸夫ほか | -                             |                        |
| 第1059回               | 3月27日                | 土居まさる 青木英美    | 高田恭子、ザ・モップスほか | -                             |                        |
| 第1060回               | 3月28日                | 土居まさる 吉沢京子    | オリーブ、斎藤浩子ほか | -                             |                        |
| 第1061回               | 3月30日                | 土居まさる 可愛和美    | ザ・モップス、百合しのぶほか | -                             |                        |
| 第1062回               | 3月31日                | 土居まさる 小西まち子  | 小林啓子、高田恭子ほか | -                             |                        |
| 第1063回               | 4月1日                 | 土居まさる 岡崎友紀    | 団次郎、三条アンナほか | -                             |                        |
| 第1064回               | 4月2日                 | 土居まさる 岸ユキ      | オックスほか | -                             |                        |
| 第1065回               | 4月3日                 | 土居まさる 青木英美    | 小川知子、田中のり子ほか | -                             |                        |
| 第1066回               | 4月4日                 | 土居まさる 吉沢京子    | ザ・ゴールデン・カップス、三木たかしほか | -                             |                        |
| 第1067回               | 4月6日                 | 土居まさる 可愛和美    | リッキー&960ポンドほか | -                             |                        |
| 第1068回               | 4月7日                 | 土居まさる 小西まち子  | ソウル・ブラザーズ、弘田三枝子ほか | -                             |                        |
| 第1069回               | 4月8日                 | 土居まさる 岡崎友紀    | 渥美マリほか | -                             |                        |
| 第1070回               | 4月9日                 | 土居まさる 岸ユキ      | 荻野達也とバニーズ、美樹克彦ほか | -                             |                        |
| 第1071回               | 4月10日                | 土居まさる 青木英美    | 橋幸夫、ザ・モップスほか | -                             |                        |
| 第1072回               | 4月11日                | 土居まさる 吉沢京子    | はしだのりひことシューベルツ、内田裕也とフラワーズほか | -                             |                        |
| 第1073回               | 4月13日                | 土居まさる 可愛和美    | ザ・ゴールデン・カップスほか | -                             |                        |
| 第1074回               | 4月14日                | 土居まさる 小西まち子  | ズー・ニー・ヴーほか | -                             |                        |
| 第1075回               | 4月15日                | 土居まさる 岡崎友紀    | 由美かおるほか | -                             |                        |
| 第1076回               | 4月16日                | 土居まさる 岸ユキ      | キャッシュ・ボックス、川辺妙子ほか | -                             |                        |
| 第1077回               | 4月17日                | 土居まさる 青木英美    | フォーリーブス、加藤登紀子ほか | -                             |                        |
| 第1078回               | 4月18日                | 土居まさる 吉沢京子    | 荻野達也とバニーズ、ちあきなおみほか | -                             |                        |
| 第1079回               | 4月20日                | 土居まさる 可愛和美    | ザ・ワイルドワンズ、ザ・スパイダースほか | -                             |                        |
| 第1080回               | 4月21日                | 土居まさる 小西まち子  | 千賀かほる、荻野達也とバニーズほか | -                             |                        |
| 第1081回               | 4月22日                | 土居まさる 岡崎友紀    | 川辺妙子、牧麗子ほか | -                             |                        |
| 第1082回               | 4月23日                | 土居まさる 岸ユキ      | 真芽正恵、クリーム&クリームほか | -                             |                        |
| 第1083回               | 4月24日                | 土居まさる 青木英美    | ちあきなおみほか | -                             |                        |
| 第1084回               | 4月25日                | 土居まさる 吉沢京子    | ザ・ゴールデン・カップス、由紀さおりほか | -                             |                        |
| 第1085回               | 4月27日                | 土居まさる 可愛和美    | 麻里圭子、シルクロードほか | -                             |                        |
| 第1086回               | 4月28日                | 土居まさる 小西まち子  | 小野和子、弘田三枝子ほか | -                             |                        |
| 第1087回               | 4月29日                | 土居まさる 岡崎友紀    | 森田健作ほか | -                             |                        |
| 第1088回               | 4月30日                | 土居まさる 岸ユキ      | いしだあゆみ、シング・アウトほか | -                             |                        |
| 第1089回               | 5月1日                 | 土居まさる 青木英美    | 長谷川きよし、ザ・スパイダースほか | -                             |                        |
| 第1090回               | 5月2日                 | 土居まさる 吉沢京子    | 田中のり子、井上宗孝とシャープ・ファイブほか | -                             |                        |
| 第1091回               | 5月4日                 | 土居まさる 可愛和美    | 平浩二、ザ・ハプニングス・フォーほか | -                             |                        |
| 第1092回               | 5月5日                 | 土居まさる 小西まち子  | いしだあゆみ、ザ・モップスほか | -                             |                        |
| 第1093回               | 5月6日                 | 土居まさる 岡崎友紀    | ザ・スパイダースほか | -                             |                        |
| 第1094回               | 5月7日                 | 土居まさる 岸ユキ      | ザ・ゴールデン・カップスほか | -                             |                        |
| 第1095回               | 5月8日                 | 土居まさる 青木英美    | シング・アウト、桜木健一ほか | -                             |                        |
| 第1096回               | 5月9日                 | 土居まさる 吉沢京子    | 江美京子、ザ・シャデラックスほか | -                             |                        |
| 第1097回               | 5月11日                | 土居まさる 可愛和美    | リッキー&960ポンドほか | -                             |                        |
| 第1098回               | 5月12日                | 土居まさる 小西まち子  | 荻野達也とバニーズほか | -                             |                        |
| 第1099回               | 5月13日                | 土居まさる 岡崎友紀    | ビリーバンバン、小山ルミ、桜木健一ほか | -                             |                        |
| 第1100回               | 5月14日                | 土居まさる 岸ユキ      | ザ・タイガース、江美京子ほか | -                             |                        |
| 第1101回               | 5月15日                | 土居まさる 青木英美    | 植木浩史ほか | -                             |                        |
| 第1102回               | 5月16日                | 土居まさる 吉沢京子    | 千賀かほる、内田裕也とフラワーズほか | -                             |                        |
| 第1103回               | 5月18日                | 土居まさる 可愛和美    | 弘田三枝子、ザ・モップスほか | -                             |                        |
| 第1104回               | 5月19日                | 土居まさる 小西まち子  | ザ・レイン・ドロップス、ライフほか | -                             |                        |
| 第1105回               | 5月20日                | 土居まさる 岡崎友紀    | 植木浩史、森山加代子、森田健作ほか | -                             |                        |
| 第1106回               | 5月21日                | 土居まさる 岸ユキ      | オックス、桜木健一ほか | -                             |                        |
| 第1107回               | 5月22日                | 土居まさる 青木英美    | 江美京子ほか | -                             |                        |
| 第1108回               | 5月23日                | 土居まさる 吉沢京子    | 岡田可愛ほか | -                             |                        |
| 第1109回               | 5月25日                | 土居まさる 可愛和美    | じゅん&ネネ、ザ・レイン・ドロップスほか | -                             |                        |
| 第1110回               | 5月26日                | 土居まさる 小西まち子  | ザ・モップス、桜木健一ほか | -                             |                        |
| 第1111回               | 5月27日                | 土居まさる 岡崎友紀    | 弘田三枝子、三条アンナほか | -                             |                        |
| 第1112回               | 5月28日                | 土居まさる 岸ユキ      | 浅川マキ、荻野達也とバニーズほか | -                             |                        |
| 第1113回               | 5月29日                | 土居まさる 青木英美    | ちあきなおみ、岡田可愛ほか | -                             |                        |
| 第1114回               | 5月30日                | 土居まさる 吉沢京子    | 植木浩史、ビリーバンバンほか | -                             |                        |
| 第1115回               | 6月1日                 | 土居まさる 可愛和美    | ザ・ワイルドワンズほか | -                             |                        |
| 第1116回               | 6月2日                 | 土居まさる 小西まち子  | 荻野達也とバニーズほか | -                             |                        |
| 第1117回               | 6月3日                 | 土居まさる 岡崎友紀    | 猪俣猛とサウンド・リミテッドほか | -                             |                        |
| 第1118回               | 6月4日                 | 土居まさる 岸ユキ      | 奥村チヨ、植木浩史ほか | -                             |                        |
| 第1119回               | 6月5日                 | 土居まさる 集三枝子    | 稲垣次郎とソウル・メディア、浜恵子ほか | -                             |                        |
| 第1120回               | 6月6日                 | 土居まさる 吉沢京子    | にしきのあきら、井上宗孝とシャープ・ファイブほか | -                             |                        |
| 第1121回               | 6月8日                 | 土居まさる 可愛和美    | 内田裕也とフラワーズほか | -                             |                        |
| 第1122回               | 6月9日                 | 土居まさる 小西まち子  | ザ・ゴールデン・カップスほか | -                             |                        |
| 第1123回               | 6月10日                | 土居まさる 岡崎友紀    | 亜里ひろみ、猪俣猛とサウンド・リミテッドほか | -                             |                        |
| 第1124回               | 6月11日                | 土居まさる 岸ユキ      | ザ・テンプターズほか | -                             |                        |
| 第1125回               | 6月12日                | 土居まさる 集三枝子    | ザ・モップスほか | -                             |                        |
| 第1126回               | 6月13日                | 土居まさる 吉沢京子    | 千賀かほる、ヴィレッジ・シンガーズほか | -                             |                        |
| 第1127回               | 6月15日                | 土居まさる 可愛和美    | キャッシュ・ボックスほか | -                             |                        |
| 第1128回               | 6月16日                | 土居まさる 小西まち子  | ザ・モップスほか | -                             |                        |
| 第1129回               | 6月17日                | 土居まさる 岡崎友紀    | 猪俣猛とサウンド・リミテッドほか | -                             |                        |
| 第1130回               | 6月18日                | 土居まさる 岸ユキ      | ルートNo.1ほか | -                             |                        |
| 第1131回               | 6月19日                | 土居まさる 集三枝子    | 稲垣次郎とソウル・メディアほか | -                             |                        |
| 第1132回               | 6月20日                | 土居まさる 吉沢京子    | シング・アウトほか | -                             |                        |
| 第1133回               | 6月22日                | 土居まさる 可愛和美    | 小林啓子、英亜里ほか | -                             |                        |
| 第1134回               | 6月23日                | 土居まさる 小西まち子  | ザ・モップスほか | -                             |                        |
| 第1135回               | 6月24日                | 土居まさる 岡崎友紀    | 猪俣猛とサウンド・リミテッドほか | -                             |                        |
| 第1136回               | 6月25日                | 土居まさる 岸ユキ      | 荻野達也とバニーズほか | -                             |                        |
| 第1137回               | 6月26日                | 土居まさる 集三枝子    | 稲垣次郎とソウル・メディアほか | -                             |                        |
| 第1138回               | 6月27日                | 土居まさる 吉沢京子    | 内田裕也とフラワーズほか | -                             |                        |
| 第1139回               | 6月29日                | 土居まさる 可愛和美    | ザ・モップスほか | -                             |                        |
| 第1140回               | 6月30日                | 土居まさる 小西まち子  | 荻野達也とバニーズほか | -                             |                        |

### 1970年下半期
| 1970年下半期放送リスト | 1970年下半期放送リスト | 1970年下半期放送リスト | 1970年下半期放送リスト                                             | 1970年下半期放送リスト           | 1970年下半期放送リスト |
| 回数                   | 放送日 (1970年)        | 司会                   | ゲスト                                                             | 備考                             |                        |
| ---------------------- | ---------------------- | ---------------------- | ------------------------------------------------------------------ | -------------------------------- | ---------------------- |
| 第1141回               | 7月1日                 | 土居まさる 岡崎友紀    | 猪俣猛とサウンド・リミテッドほか                                   | -                                |                        |
| 第1142回               | 7月2日                 | 土居まさる 岸ユキ      | ザ・タイガースほか                                                 | -                                |                        |
| 第1143回               | 7月3日                 | 土居まさる 集三枝子    | 稲垣次郎とソウル・メディアほか                                     | -                                |                        |
| 第1144回               | 7月4日                 | 土居まさる 吉沢京子    | THE Mほか                                                          | -                                |                        |
| 第1145回               | 7月6日                 | 土居まさる 可愛和美    | 辺見マリ、リッキー&960ポンドほか                                   | -                                |                        |
| 第1146回               | 7月7日                 | 土居まさる 小西まち子  | 加藤登紀子、ブレッド&バターほか                                    | -                                |                        |
| 第1147回               | 7月8日                 | 土居まさる 岡崎友紀    | 猪俣猛とサウンド・リミテッド、ザ・リガニーズほか                   | -                                |                        |
| 第1148回               | 7月9日                 | 土居まさる 岸ユキ      | ザ・ワイルドワンズ、英亜里ほか                                     | -                                |                        |
| 第1149回               | 7月10日                | 土居まさる 集三枝子    | 稲垣次郎とソウル・メディア、美樹克彦ほか                           | -                                |                        |
| 第1150回               | 7月11日                | 土居まさる 吉沢京子    | 小川知子ほか                                                       | -                                |                        |
| 第1151回               | 7月13日                | 土居まさる 可愛和美    | 新谷のり子、浅川マキほか                                           | -                                |                        |
| 第1152回               | 7月14日                | 土居まさる 小西まち子  | ザ・モップス、ヒロとミコほか                                       | -                                |                        |
| 第1153回               | 7月15日                | 土居まさる 岡崎友紀    | 猪俣猛とサウンド・リミテッド、英亜里ほか                           | -                                |                        |
| 第1154回               | 7月16日                | 土居まさる 岸ユキ      | ザ・ハプニングス・フォーほか                                       | -                                |                        |
| 第1155回               | 7月17日                | 土居まさる 集三枝子    | 稲垣次郎とソウル・メディア、小川知子ほか                           | -                                |                        |
| 第1156回               | 7月18日                | 土居まさる 吉沢京子    | ズー・ニー・ヴー、沢村忠ほか                                       | -                                |                        |
| 第1157回               | 7月20日                | 土居まさる 可愛和美    | ザ・ワイルドワンズ、ヒロとミコほか                                 | -                                |                        |
| 第1158回               | 7月21日                | 土居まさる 小西まち子  | 緑川アコ、荻野達也とバニーズほか                                   | -                                |                        |
| 第1159回               | 7月22日                | 土居まさる 岡崎友紀    | いしだあゆみ、美樹克彦、THE Mほか                                  | -                                |                        |
| 第1160回               | 7月23日                | 土居まさる 岸ユキ      | 小川知子、ザ・ゴールデン・カップスほか                             | -                                |                        |
| 第1161回               | 7月24日                | 土居まさる 集三枝子    | 稲垣次郎とソウル・メディア、沢村忠ほか                             | -                                |                        |
| 第1162回               | 7月25日                | 土居まさる 吉沢京子    | 井上宗孝とシャープ・ファイブほか                                   | -                                |                        |
| 第1163回               | 7月27日                | 土居まさる 可愛和美    | 緑川アコ、ソウルフル・ブラッズほか                                 | -                                |                        |
| 第1164回               | 7月28日                | 土居まさる 小西まち子  | 美樹克彦、ザ・モップスほか                                         | -                                |                        |
| 第1165回               | 7月29日                | 土居まさる 岡崎友紀    | ヴィレッジ・シンガーズ、沢村忠ほか                                 | -                                |                        |
| 第1166回               | 7月30日                | 土居まさる 岸ユキ      | ブラインドバード、ヒロとミコほか                                   | -                                |                        |
| 第1167回               | 7月31日                | 土居まさる 集三枝子    | 日吉ミミ、緑川アコほか                                             | -                                |                        |
| 第1168回               | 8月1日                 | 土居まさる 吉沢京子    | 森田健作、荻野達也とバニーズほか                                   | -                                |                        |
| 第1169回               | 8月3日                 | 土居まさる 可愛和美    | リッキー&960ポンドほか                                             | カラー放送                       |                        |
| 第1170回               | 8月4日                 | 土居まさる 小西まち子  | 荻野達也とバニーズ、沢村忠ほか                                     | -                                |                        |
| 第1171回               | 8月5日                 | 土居まさる 岡崎友紀    | ザ・モップス、ヒロとミコほか                                       | -                                |                        |
| 第1172回               | 8月6日                 | 土居まさる 岸ユキ      | 緑川アコ、浅川マキほか                                             | -                                |                        |
| 第1173回               | 8月7日                 | 土居まさる 集三枝子    | Kとブルンネンほか                                                  | -                                |                        |
| 第1174回               | 8月8日                 | 土居まさる 吉沢京子    | 田中のり子、ザ・テンプターズほか                                   | -                                |                        |
| 第1175回               | 8月10日                | 土居まさる 可愛和美    | 英亜里、ザ・モップスほか                                           | -                                |                        |
| 第1176回               | 8月11日                | 土居まさる 小西まち子  | ザ・リガニーズほか                                                 | -                                |                        |
| 第1177回               | 8月12日                | 土居まさる 岡崎友紀    | 沢村忠ほか                                                         | -                                |                        |
| 第1178回               | 8月13日                | 土居まさる 岸ユキ      | リッキー&960ポンドほか                                             | -                                |                        |
| 第1179回               | 8月14日                | 土居まさる 集三枝子    | 新藤恵美ほか                                                       | -                                |                        |
| 第1180回               | 8月15日                | 土居まさる 吉沢京子    | 葵みね子、内田裕也とフラワーズほか                                 | -                                |                        |
| 第1181回               | 8月17日                | 土居まさる 可愛和美    | ユリ珠美、ジャッキー吉川とブルーコメッツほか                       | -                                |                        |
| 第1182回               | 8月18日                | 土居まさる 小西まち子  | 日吉ミミ、ザ・モップスほか                                         | -                                |                        |
| 第1183回               | 8月19日                | 土居まさる 岡崎友紀    | ソルティー・シュガー、荻野達也とバニーズほか                       | -                                |                        |
| 第1184回               | 8月20日                | 土居まさる 岸ユキ      | 沢村忠ほか                                                         | -                                |                        |
| 第1185回               | 8月21日                | 土居まさる 集三枝子    | 千賀かほる、ザ・モップスほか                                       | -                                |                        |
| 第1186回               | 8月22日                | 土居まさる 吉沢京子    | アライバルほか                                                     | -                                |                        |
| 第1187回               | 8月24日                | 土居まさる 可愛和美    | ザ・ワイルドワンズほか                                             | -                                |                        |
| 第1188回               | 8月25日                | 土居まさる 小西まち子  | 荻野達也とバニーズほか                                             | -                                |                        |
| 第1189回               | 8月26日                | 土居まさる 岡崎友紀    | 山本リンダほか                                                     | カラー放送                       |                        |
| 第1190回               | 8月27日                | 土居まさる 岸ユキ      | ザ・ハプニングス・フォーほか                                       | -                                |                        |
| 第1191回               | 8月28日                | 土居まさる 集三枝子    | ザ・モップスほか                                                   | -                                |                        |
| 第1192回               | 8月29日                | 土居まさる 吉沢京子    | 石戸川洋子ほか                                                     | -                                |                        |
| 第1193回               | 8月31日                | Kとブルンネン          | いしだあゆみ、ピンキーとキラーズほか                               | -                                |                        |
| 第1194回               | 9月1日                 | Kとブルンネン          | 弘田三枝子、カルメン・マキ、ザ・モップスほか                       | -                                |                        |
| 第1195回               | 9月2日                 | 大石吾朗 市地洋子      | 田中のり子、リッキー&960ポンド、赤い鳥ほか                         | -                                |                        |
| 第1196回               | 9月3日                 | 大石吾朗 市地洋子      | 可愛和美、ズー・ニー・ヴーほか                                     | -                                |                        |
| 第1197回               | 9月4日                 | 越智友嗣 久万里由香    | ジュディ・オング、小林啓子、ザ・ゴールデン・カップスほか           | -                                |                        |
| 第1198回               | 9月5日                 | 越智友嗣 久万里由香    | 由美かおる、アラン・メリルほか                                     | -                                |                        |
| 第1199回               | 9月7日                 | Kとブルンネン          | 加藤登紀子、ヒデとロザンナ、オックスほか                           | -                                |                        |
| 第1200回               | 9月8日                 | Kとブルンネン          | 浅川マキ、ヴィレッジ・シンガーズ、じゅん&ネネほか                  | -                                |                        |
| 第1201回               | 9月9日                 | 大石悟郎 市地洋子      | 中村晃子、ザ・ハプニングス・フォーほか                             | -                                |                        |
| 第1202回               | 9月10日                | 大石悟郎 市地洋子      | 小林あけみ、ソウルフル・ブラッズほか                               | -                                |                        |
| 第1203回               | 9月11日                | 越智友嗣 久万里由香    | 麻里圭子、キャッシュ・ボックス、五つの赤い風船ほか                 | -                                |                        |
| 第1204回               | 9月12日                | 越智友嗣 久万里由香    | 津川順、由紀さおり、ザ・ヤンガーズほか                             | -                                |                        |
| 第1205回               | 9月14日                | Kとブルンネン          | 小野和子、森山加代子ほか                                           | -                                |                        |
| 第1206回               | 9月15日                | Kとブルンネン          | 南正人、千賀かほる、ザ・ゴールデン・カップスほか                   | -                                |                        |
| 第1207回               | 9月16日                | 大石悟郎 市地洋子      | 大木康子、キャッスル&ゲイツ、沢村和子とピーターパンほか            | -                                |                        |
| 第1208回               | 9月17日                | 大石悟郎 市地洋子      | 黛ジュン、ヴィレッジ・シンガーズほか                               | -                                |                        |
| 第1209回               | 9月18日                | 越智友嗣 久万里由香    | 泉アキ、小林啓子、オリーブほか                                     | -                                |                        |
| 第1210回               | 9月19日                | 越智友嗣 久万里由香    | ピンキーとキラーズ、ビリーバンバンほか                             | -                                |                        |
| 第1211回               | 9月21日                | Kとブルンネン          | ちあきなおみ、津川順、ザ・モップスほか                             | -                                |                        |
| 第1212回               | 9月22日                | Kとブルンネン          | 山内賢、赤い鳥、ズー・ニー・ヴーほか                               | -                                |                        |
| 第1213回               | 9月23日                | 大石悟郎 市地洋子      | 加藤和彦、高田恭子、キャッシュ・ボックスほか                       | -                                |                        |
| 第1214回               | 9月24日                | 大石悟郎 市地洋子      | 田中のり子、アラン・メリルほか                                     | この日をもって TBSでの再放送終了 |                        |
| 第1215回               | 9月25日                | 越智友嗣 久万里由香    | 尾崎紀世彦、可愛和美、リッキー&960ポンドほか                       | -                                |                        |
| 第1216回               | 9月26日                | 越智友嗣 久万里由香    | 伊東きよ子、小林あけみ、ザ・ワイルドワンズほか                     | -                                |                        |
| 第1217回               | 9月28日                | Kとブルンネン          | 麻里圭子、山川みどり、ザ・ハプニングス・フォーほか                 | -                                |                        |
| 第1218回               | 9月29日                | Kとブルンネン          | 薩めぐみ、アラン・メリル、ザ・ゴールデン・カップスほか             | -                                |                        |
| 第1219回               | 9月30日                | 大石悟郎 市地洋子      | 佐良直美、南正人、パープルシャドウズほか                           | カラー放送                       |                        |
| 第1220回               | 10月1日                | 大石悟郎 市地洋子      | 本田路津子、森山加代子、ザ・ワイルドワンズほか                     | -                                |                        |
| 第1221回               | 10月2日                | 越智友嗣 久万里由香    | 麻田浩、辺見マリ、オックスほか                                     | -                                |                        |
| 第1222回               | 10月3日                | 越智友嗣 久万里由香    | ソニア・ローザ、ヴィレッジ・シンガーズ、ザ・ピオニーズほか         | -                                |                        |
| 第1223回               | 10月5日                | Kとブルンネン          | 山本リンダ、小野和子、中村晃子、タイム・ファイブほか               | -                                |                        |
| 第1224回               | 10月6日                | Kとブルンネン          | 山本リンダ、伊東きよ子、中尾ミエ、ザ・ハーフ・ブリードほか         | -                                |                        |
| 第1225回               | 10月7日                | 大石悟郎 市地洋子      | 山本リンダ、美樹克彦、ザ・テンプターズほか                         | -                                |                        |
| 第1226回               | 10月8日                | 大石悟郎 市地洋子      | 山本リンダ、高田恭子、長谷川きよしほか                             | -                                |                        |
| 第1227回               | 10月9日                | 越智友嗣 久万里由香    | 山本リンダ、赤い鳥、フラワー・トラベリン・バンドほか               | -                                |                        |
| 第1228回               | 10月10日               | 越智友嗣 久万里由香    | 加藤和彦、田中のり子、ザ・モップスほか                             | -                                |                        |
| 第1229回               | 10月12日               | Kとブルンネン          | 尾崎紀世彦、浅川マキ、奥村チヨ、キャッシュ・ボックスほか           | -                                |                        |
| 第1230回               | 10月13日               | Kとブルンネン          | 尾崎紀世彦、アラン・メリル、大木康子、ザ・ゴールデン・カップスほか | -                                |                        |
| 第1231回               | 10月14日               | 大石悟郎 市地洋子      | 尾崎紀世彦、伊東ゆかり、加藤登紀子ほか                             | -                                |                        |
| 第1232回               | 10月15日               | 大石悟郎 市地洋子      | 尾崎紀世彦、ザ・ハプニングス・フォー、ヒデとロザンナほか           | -                                |                        |
| 第1233回               | 10月16日               | 越智友嗣 久万里由香    | 尾崎紀世彦、ザ・ワイルドワンズ、ウッドペッカーほか                 | -                                |                        |
| 第1234回               | 10月17日               | 越智友嗣 久万里由香    | 篠ヒロコ、ザ・ハーフ・ブリード、ブルーグラス・スペシャルほか       | -                                |                        |
| 第1235回               | 10月19日               | Kとブルンネン          | にしきのあきら、小野和子、ロック・パイロットほか                   | -                                |                        |
| 第1236回               | 10月20日               | Kとブルンネン          | にしきのあきら、加藤登紀子、ブレッド&バターほか                    | -                                |                        |
| 第1237回               | 10月21日               | 大石悟郎 市地洋子      | にしきのあきら、伊東きよ子、井上宗孝とシャープ・ファイブほか       | -                                |                        |
| 第1238回               | 10月22日               | 大石悟郎 市地洋子      | にしきのあきら、ズー・ニー・ヴーほか                               | -                                |                        |
| 第1239回               | 10月23日               | 越智友嗣 久万里由香    | にしきのあきら、由美かおる、ザ・ヤンガーズほか                     | -                                |                        |
| 第1240回               | 10月24日               | 越智友嗣 久万里由香    | 麻里圭子、ブラインドバード、ザ・ピオニーズほか                     | -                                |                        |
| 第1241回               | 10月26日               | Kとブルンネン          | ソルティー・シュガー、田中のり子、沢村和子とピーターパンほか       | -                                |                        |
| 第1242回               | 10月27日               | Kとブルンネン          | ソルティー・シュガー、オリーブほか                                 | -                                |                        |
| 第1243回               | 10月28日               | 大石悟郎 市地洋子      | ソルティー・シュガー、可愛和美、ザ・ゴールデン・カップスほか       | -                                |                        |
| 第1244回               | 10月29日               | 大石悟郎 市地洋子      | ソルティー・シュガー、赤い鳥、ヴィレッジ・シンガーズほか           | -                                |                        |
| 第1245回               | 10月30日               | 越智友嗣 久万里由香    | ソルティー・シュガー、ザ・ワイルドワンズ、じゅん&ネネほか          | -                                |                        |
| 第1246回               | 10月31日               | 越智友嗣 久万里由香    | 岡田可愛、キャッシュ・ボックスほか                                 | -                                |                        |
| 第1247回               | 11月2日                | Kとブルンネン          | 石田ゆり、小川知子、ザ・モップスほか                               | -                                |                        |
| 第1248回               | 11月3日                | Kとブルンネン          | 石田ゆり、ズー・ニー・ヴー、ソルト&ペパーズほか                    | -                                |                        |
| 第1249回               | 11月4日                | 大石悟郎 市地洋子      | 石田ゆり、ザ・ハプニングス・フォーほか                             | -                                |                        |
| 第1250回               | 11月5日                | 大石悟郎 市地洋子      | 石田ゆり、和田アキ子、ザ・ヤンガーズほか                           | -                                |                        |
| 第1251回               | 11月6日                | 越智友嗣 久万里由香    | 石田ゆり、ロック・パイロットほか                                   | -                                |                        |
| 第1252回               | 11月7日                | 越智友嗣 久万里由香    | ちあきなおみ、リッキー&960ポンドほか                               | -                                |                        |
| 第1253回               | 11月9日                | Kとブルンネン          | ヒデとロザンナ、ヴィレッジ・シンガーズほか                         | -                                |                        |
| 第1254回               | 11月10日               | Kとブルンネン          | カルメン・マキ、ザ・ゴールデン・カップスほか                       | -                                |                        |
| 第1255回               | 11月11日               | 大石悟郎 市地洋子      | 弘田三枝子、石田新太郎とシティライツほか                           | -                                |                        |
| 第1256回               | 11月12日               | 大石悟郎 市地洋子      | 泉アキ、ザ・ハーフ・ブリードほか                                   | -                                |                        |
| 第1257回               | 11月13日               | 越智友嗣 久万里由香    | マモル・マヌー、永田英二とハイソサエティーほか                     | -                                |                        |
| 第1258回               | 11月14日               | 越智友嗣 久万里由香    | 三条アンナ、じゅん&ネネ、寺内タケシとブルージーンズほか            | -                                |                        |
| 第1259回               | 11月16日               | Kとブルンネン          | ブレッド&バター、小野和子、井上宗孝とシャープ・ファイブほか        | -                                |                        |
| 第1260回               | 11月17日               | Kとブルンネン          | ブレッド&バター、ザ・ジャガーズ、ウッドペッカーほか                | -                                |                        |
| 第1261回               | 11月18日               | 大石悟郎 市地洋子      | ブレッド&バター、篠ヒロコ、ズー・ニー・ヴーほか                    | -                                |                        |
| 第1262回               | 11月19日               | 大石悟郎 市地洋子      | ブレッド&バター、小林啓子、ザ・モップスほか                        | -                                |                        |
| 第1263回               | 11月20日               | 越智友嗣 久万里由香    | ブレッド&バター、前田美波里ほか                                    | -                                |                        |
| 第1264回               | 11月21日               | 越智友嗣 久万里由香    | 岸ユキ、北原ミレイほか                                             | -                                |                        |
| 第1265回               | 11月23日               | Kとブルンネン          | 桜木健一、ザ・ハーフ・ブリードほか                                 | -                                |                        |
| 第1266回               | 11月24日               | Kとブルンネン          | 桜木健一、カルメン・マキほか                                       | -                                |                        |
| 第1267回               | 11月25日               | 大石悟郎 市地洋子      | 桜木健一、沢村和子とピーターパンほか                               | -                                |                        |
| 第1268回               | 11月26日               | 大石悟郎 市地洋子      | 桜木健一、ヴィレッジ・シンガーズほか                               | -                                |                        |
| 第1269回               | 11月27日               | 越智友嗣 久万里由香    | 桜木健一、サンダーチーフほか                                       | -                                |                        |
| 第1270回               | 11月28日               | 越智友嗣 久万里由香    | 岡田可愛、にしまえ清、寺内タケシとブルージーンズほか               | -                                |                        |
| 第1271回               | 11月30日               | Kとブルンネン          | レイナ、三条アンナ、ダリア・レヴィ、ザ・モップスほか               | -                                |                        |
| 第1272回               | 12月1日                | Kとブルンネン          | レイナ、朝香ふみえ、ロック・パイロットほか                         | -                                |                        |
| 第1273回               | 12月2日                | 大石悟郎 市地洋子      | レイナ、鶴間エリ、ザ・オリジナル・キャストほか                     | -                                |                        |
| 第1274回               | 12月3日                | 大石悟郎 市地洋子      | レイナ、可愛和美、ザ・オリジナル・キャストほか                     | -                                |                        |
| 第1275回               | 12月4日                | 越智友嗣 久万里由香    | レイナ、ジャンニ・ナザーロ、アップ・ウィズ・ザ・ピープルほか       | -                                |                        |
| 第1276回               | 12月5日                | 越智友嗣 久万里由香    | 泉アキ、ウッドペッカー、オリーブほか                               | -                                |                        |
| 第1277回               | 12月7日                | Kとブルンネン          | ヴィレッジ・シンガーズ、アイ・アムほか                             | -                                |                        |
| 第1278回               | 12月8日                | Kとブルンネン          | 平山三紀、小鹿しおり、ザ・モップスほか                             | -                                |                        |
| 第1279回               | 12月9日                | 大石悟郎 市地洋子      | 岡田可愛、荻野達也とバニーズほか                                   | -                                |                        |
| 第1280回               | 12月10日               | 大石悟郎 市地洋子      | 星悦子、ブラインドバードほか                                       | -                                |                        |
| 第1281回               | 12月11日               | 越智友嗣 久万里由香    | 江美早苗、ズー・ニー・ヴーほか                                     | -                                |                        |
| 第1282回               | 12月12日               | 越智友嗣 久万里由香    | 小林啓子、ザ・ハーフ・ブリードほか                                 | -                                |                        |
| 第1283回               | 12月14日               | Kとブルンネン          | ビリーバンバン、スーパー・ショック・コレクションほか               | -                                |                        |
| 第1284回               | 12月15日               | Kとブルンネン          | ビリーバンバン、小野和子、ザ・ジャガーズほか                       | -                                |                        |
| 第1285回               | 12月16日               | 大石悟郎 市地洋子      | ビリーバンバン、北野ルミ、ロック・パイロットほか                   | -                                |                        |
| 第1286回               | 12月17日               | 大石悟郎 市地洋子      | ビリーバンバン、泉アキ、ヴィレッジ・シンガーズほか                 | -                                |                        |
| 第1287回               | 12月18日               | 越智友嗣 久万里由香    | ビリーバンバン、小川知子、沢村和子とピーターパンほか               | -                                |                        |
| 第1288回               | 12月19日               | 越智友嗣 久万里由香    | 岡田可愛、篠ヒロコ、石田新太郎とシティライツほか                   | -                                |                        |
| 第1289回               | 12月21日               | Kとブルンネン          | 柳亜矢、高山ナツキ、オリーブほか                                   | -                                |                        |
| 第1290回               | 12月22日               | Kとブルンネン          | 柳亜矢、由美かおる、エブリディ・ピープルほか                       | -                                |                        |
| 第1291回               | 12月23日               | 大石悟郎 市地洋子      | 柳亜矢、ズー・ニー・ヴー、はしだのりひことクライマックスほか       | -                                |                        |
| 第1292回               | 12月24日               | 大石悟郎 市地洋子      | 柳亜矢、ウッドペッカー、荻野達也とバニーズほか                     | -                                |                        |
| 第1293回               | 12月25日               | 越智友嗣 久万里由香    | 柳亜矢、北原早苗、ザ・ニューフロンティアーズほか                   | -                                |                        |
| 第1294回               | 12月26日               | 越智友嗣 久万里由香    | 麻里圭子、吉田勝美、オックスほか                                   | -                                |                        |
| 第1295回               | 12月28日               | Kとブルンネン          | ジューク・ボックス、ヒデとロザンナ、モップスほか                   | -                                |                        |
| 第1296回               | 12月29日               | Kとブルンネン          | ジューク・ボックス、小川知子、オリーブほか                         | -                                |                        |
| 第1297回               | 12月30日               | 大石悟郎 市地洋子      | ジューク・ボックスほか                                             | -                                |                        |
| 第1298回               | 12月31日               | 大石悟郎 市地洋子      | ジューク・ボックス、ヴィレッジ・シンガーズほか                     | -                                |                        |

### 1971年上半期
| 1971年上半期放送リスト | 1971年上半期放送リスト | 1971年上半期放送リスト | 1971年上半期放送リスト                                                 | 1971年上半期放送リスト | 1971年上半期放送リスト |
| 回数                   | 放送日 (1971年)        | 司会                   | ゲスト                                                                 | 備考                   |                        |
| ---------------------- | ---------------------- | ---------------------- | ---------------------------------------------------------------------- | ---------------------- | ---------------------- |
| 第1299回               | 1月1日                 | 越智友嗣 久万里由香    | 石田ゆり、高田恭子、ザ・ワイルドワンズ、はしだのりひことクライマックス | カラー放送             |                        |
| 第1300回               | 1月2日                 | 越智友嗣 久万里由香    | 篠ヒロコ、じゅん&ネネ、ズー・ニー・ヴーほか                            | カラー放送             |                        |
| 第1301回               | 1月4日                 | Kとブルンネン          | 伊東ゆかり、松岡実とニューディメンションほか                           | カラー放送             |                        |
| 第1302回               | 1月5日                 | Kとブルンネン          | 石田ゆり、市地洋子、フォー・セインツほか                               | カラー放送             |                        |
| 第1303回               | 1月6日                 | 大石悟郎 市地洋子      | ズー・ニー・ヴー、久万里由香ほか                                       | -                      |                        |
| 第1304回               | 1月7日                 | 大石悟郎 市地洋子      | ズー・ニー・ヴー、岸ユキほか                                           | -                      |                        |
| 第1305回               | 1月8日                 | 越智友嗣 久万里由香    | 泉アキ、寺内タケシとブルージーンズほか                                 | -                      |                        |
| 第1306回               | 1月9日                 | 越智友嗣 久万里由香    | 泉アキ、寺内タケシとブルージーンズ、Kとブルンネンほか                  | -                      |                        |
| 第1307回               | 1月11日                | Kとブルンネン          | はしだのりひことクライマックス、リッキー&960ポンドほか                 | -                      |                        |
| 第1308回               | 1月12日                | Kとブルンネン          | 北野ルミ、ザ・モップスほか                                             | -                      |                        |
| 第1309回               | 1月13日                | 大石悟郎 市地洋子      | 小林啓子、荻野達也とバニーズほか                                       | -                      |                        |
| 第1310回               | 1月14日                | 大石悟郎 市地洋子      | 加藤登紀子、デキシーキャンパスほか                                     | -                      |                        |
| 第1311回               | 1月15日                | 越智友嗣 久万里由香    | ヴィレッジ・シンガーズほか                                             | -                      |                        |
| 第1312回               | 1月16日                | 越智友嗣 久万里由香    | 本田路津子、山口果林、ザ・ハーフ・ブリードほか                         | -                      |                        |
| 第1313回               | 1月18日                | Kとブルンネン          | ソルティー・シュガー、ウッドペッカー、ズー・ニー・ヴーほか             | -                      |                        |
| 第1314回               | 1月19日                | Kとブルンネン          | ソルティー・シュガー、篠ヒロコ、フォー・セインツほか                   | -                      |                        |
| 第1315回               | 1月20日                | 大石悟郎 市地洋子      | ソルティー・シュガー、レイナ、ヴィレッジ・シンガーズほか               | -                      |                        |
| 第1316回               | 1月21日                | 大石悟郎 市地洋子      | ソルティー・シュガー、岸ユキほか                                       | -                      |                        |
| 第1317回               | 1月22日                | 越智友嗣 久万里由香    | ソルティー・シュガー、石田新太郎とシティライツほか                     | -                      |                        |
| 第1318回               | 1月23日                | 越智友嗣 久万里由香    | 鶴間エリ、タイム・ファイブほか                                         | -                      |                        |
| 第1319回               | 1月25日                | Kとブルンネン          | 石田ゆり、本田路津子ほか                                               | -                      |                        |
| 第1320回               | 1月26日                | Kとブルンネン          | 石田ゆり、小鹿しおりほか                                               | -                      |                        |
| 第1321回               | 1月27日                | 大石悟郎 市地洋子      | 石田ゆり、フラット・テンスほか                                         | -                      |                        |
| 第1322回               | 1月28日                | 大石悟郎 市地洋子      | 石田ゆり、泉アキほか                                                   | -                      |                        |
| 第1323回               | 1月29日                | 越智友嗣 久万里由香    | 石田ゆりほか                                                           | -                      |                        |
| 第1324回               | 1月30日                | 越智友嗣 久万里由香    | 市川瑛子、小林啓子、浜田光夫、ザ・モップスほか                         | -                      |                        |
| 第1325回               | 2月1日                 | Kとブルンネン          | 山本リンダ、大木康子、オリーブほか                                     | -                      |                        |
| 第1326回               | 2月2日                 | Kとブルンネン          | 山本リンダ、朝吹じゅん、荻野達也とバニーズほか                         | -                      |                        |
| 第1327回               | 2月3日                 | 大石悟郎 市地洋子      | 山本リンダ、ヴィレッジ・シンガーズ、ビリーバンバンほか                 | -                      |                        |
| 第1328回               | 2月4日                 | 大石悟郎 市地洋子      | 山本リンダ、ウッドペッカー、石田新太郎とシティライツほか               | -                      |                        |
| 第1329回               | 2月5日                 | 越智友嗣 久万里由香    | 山本リンダ、三条アンナ、寺内タケシとブルージーンズほか                 | -                      |                        |
| 第1330回               | 2月6日                 | 越智友嗣 久万里由香    | 高田恭子、ロック・パイロットほか                                       | -                      |                        |
| 第1331回               | 2月8日                 | Kとブルンネン          | ジューク・ボックス、小野和子、ザ・モップスほか                         | -                      |                        |
| 第1332回               | 2月9日                 | Kとブルンネン          | ジューク・ボックス、泉アキ、中尾ミエ、ザ・ジャガーズほか               | -                      |                        |
| 第1333回               | 2月10日                | 大石悟郎 市地洋子      | ジューク・ボックス、松島トモ子、ズー・ニー・ヴーほか                   | -                      |                        |
| 第1334回               | 2月11日                | 大石悟郎 市地洋子      | ジューク・ボックス、田中のり子ほか                                     | -                      |                        |
| 第1335回               | 2月12日                | 越智友嗣 久万里由香    | ジューク・ボックス、本田路津子ほか                                     | -                      |                        |
| 第1336回               | 2月13日                | 越智友嗣 久万里由香    | 小林啓子、ザ・ワイルドワンズほか                                       | -                      |                        |
| 第1337回               | 2月15日                | Kとブルンネン          | ジローズ、北野ルミ、ザ・ハーフ・ブリードほか                           | -                      |                        |
| 第1338回               | 2月16日                | Kとブルンネン          | ジローズ、ガロ、フォー・セインツほか                                   | -                      |                        |
| 第1339回               | 2月17日                | 大石悟郎 市地洋子      | ジローズ、高田恭子、沢村和子とピーターパンほか                         | -                      |                        |
| 第1340回               | 2月18日                | 大石悟郎 市地洋子      | ジローズ、トワ・エ・モワほか                                           | -                      |                        |
| 第1341回               | 2月19日                | 越智友嗣 久万里由香    | ジローズ、アラン・メリル、タイム・ファイブほか                         | -                      |                        |
| 第1342回               | 2月20日                | 越智友嗣 久万里由香    | 内藤圭子、ヴィレッジ・シンガーズほか                                   | -                      |                        |
| 第1343回               | 2月22日                | Kとブルンネン          | 小川知子、オリーブ、じゅん&ネネほか                                    | -                      |                        |
| 第1344回               | 2月23日                | Kとブルンネン          | 小川知子、マモル・マヌーほか                                           | -                      |                        |
| 第1345回               | 2月24日                | 大石悟郎 市地洋子      | 小川知子、ウッドペッカー、フォー・セインツほか                         | -                      |                        |
| 第1346回               | 2月25日                | 大石悟郎 市地洋子      | 小川知子、ビリーバンバンほか                                           | -                      |                        |
| 第1347回               | 2月26日                | 越智友嗣 久万里由香    | ジローズ、アラン・メリル、タイム・ファイブほか                         | -                      |                        |
| 第1348回               | 2月27日                | 越智友嗣 久万里由香    | 篠ヒロコ、ヴィレッジ・シンガーズほか                                   | -                      |                        |
| 第1349回               | 3月1日                 | Kとブルンネン          | 弘田三枝子、エブリディ・ピープルほか                                   | -                      |                        |
| 第1350回               | 3月2日                 | Kとブルンネン          | 朝吹じゅん、ヴィレッジ・シンガーズほか                                 | -                      |                        |
| 第1351回               | 3月3日                 | 大石悟郎 市地洋子      | 立花直樹、クリンカム・クランカムほか                                   | -                      |                        |
| 第1352回               | 3月4日                 | 大石悟郎 市地洋子      | アラン・メリル、荻野達也とバニーズほか                                 | -                      |                        |
| 第1353回               | 3月5日                 | 越智友嗣 久万里由香    | 三条アンナ、石田新太郎とシティライツほか                               | -                      |                        |
| 第1354回               | 3月6日                 | 越智友嗣 久万里由香    | 小林啓子、ザ・カルアほか                                               | -                      |                        |
| 第1355回               | 3月8日                 | Kとブルンネン          | 尾崎紀世彦、ザ・モップスほか                                           | -                      |                        |
| 第1356回               | 3月9日                 | Kとブルンネン          | 尾崎紀世彦、柳亜矢、タイム・ファイブほか                               | -                      |                        |
| 第1357回               | 3月10日                | 大石悟郎 市地洋子      | 尾崎紀世彦、村井邦彦ほか                                               | -                      |                        |
| 第1358回               | 3月11日                | 大石悟郎 市地洋子      | 尾崎紀世彦、ズー・ニー・ヴーほか                                       | -                      |                        |
| 第1359回               | 3月12日                | 越智友嗣 久万里由香    | 尾崎紀世彦、愛ルリ子、ザ・ワイルドワンズほか                           | -                      |                        |
| 第1360回               | 3月13日                | 越智友嗣 久万里由香    | じゅん&ネネほか                                                        | -                      |                        |
| 第1361回               | 3月15日                | Kとブルンネン          | ピンキーとキラーズ、ザ・シャデラックスほか                             | -                      |                        |
| 第1362回               | 3月16日                | Kとブルンネン          | 由美かおる、フォー・セインツほか                                       | -                      |                        |
| 第1363回               | 3月17日                | 大石悟郎 市地洋子      | 宮野涼子、ブレッド&バターほか                                          | -                      |                        |
| 第1364回               | 3月18日                | 大石悟郎 市地洋子      | みちまりか、ヴィレッジ・シンガーズほか                                 | -                      |                        |
| 第1365回               | 3月19日                | 越智友嗣 久万里由香    | 長沢澄子、ウッドペッカーほか                                           | -                      |                        |
| 第1366回               | 3月20日                | 越智友嗣 久万里由香    | 北原早苗、寺内タケシとブルージーンズほか                               | -                      |                        |
| 第1367回               | 3月22日                | Kとブルンネン          | フォーリーブス、篠ヒロコほか                                           | -                      |                        |
| 第1368回               | 3月23日                | Kとブルンネン          | フォーリーブス、弘田三枝子ほか                                         | -                      |                        |
| 第1369回               | 3月24日                | 大石悟郎 市地洋子      | フォーリーブス、小林啓子ほか                                           | -                      |                        |
| 第1370回               | 3月25日                | 大石悟郎 市地洋子      | フォーリーブス、トワ・エ・モワほか                                     | -                      |                        |
| 第1371回               | 3月26日                | 越智友嗣 久万里由香    | フォーリーブスほか                                                     | -                      |                        |
| 第1372回               | 3月27日                | 越智友嗣 久万里由香    | じゅん&ネネ、ザ・ワイルドワンズほか                                    | -                      |                        |
| 第1373回               | 3月29日                | Kとブルンネン          | 荻野達也とバニーズ、マモル・マヌーほか                                 | -                      |                        |
| 第1374回               | 3月30日                | Kとブルンネン          | 荻野達也とバニーズ、カルメン・マキ、ザ・モップスほか                   | -                      |                        |
| 第1375回               | 3月31日                | 大石悟郎 市地洋子      | 荻野達也とバニーズ、ジローズほか                                       | カラー放送             |                        |
| 第1376回               | 4月1日                 | 大石悟郎 市地洋子      | 荻野達也とバニーズ、ヴィレッジ・シンガーズほか                         | カラー放送             |                        |
| 第1377回               | 4月2日                 | 越智友嗣 久万里由香    | 荻野達也とバニーズ、麻里圭子ほか                                       | カラー放送             |                        |
| 第1378回               | 4月3日                 | 越智友嗣 久万里由香    | 小林啓子、ウッドペッカーほか                                           | カラー放送             |                        |